# قائمة النقوش العربية
تُفهم النقوش بشكل عام على أنها إشارات (غالبًا ما تكون كتابة، ونادراً ما تكون رموزًا) مضمنة على حامل مستقر، والأغلبية منها على أشياء ذات موقع ثابت. لقد اعتمد العرب على النقوش خاصةً قبل العصر الإسلامي، لغياب المخطوطات والورق؛ ثم وفي العصر الإسلامي، استخدمه المسلمون لأغراض معمارية وجمالية. وهذه قائمة للنقوش العربية الموجودة، يوجد قبل الإسلام 65000 نقش عربي، كما يوجد عدد لا بأس به من النقوش بعد الإسلام إلا أنها قلت بسبب توفر الورق، لذلك هذه المقالة تذكر أهم النقوش وليس جميعها.

## القائمة
| الاسم | الدولة                   | مكان اكتشاف النقش | الأبجدية                                                    | يعود النقش إلى القرن (بالميلادي) في أقل تقدير | يعود النقش إلى القرن (بالميلادي) في أكثر تقدير | وصف عام | نص النقش | المكتشِف | حالة النقش | المراجع                                                             |
| --- | ------------------------ | --- | ----------------------------------------------------------- | --------------------------------------------- | ---------------------------------------------- | --- | --- | --- | --- | ------------------------------------------------------------------- |
| (شاهد قبر ثنائي اللغة) المسند الجنوبي الأمني                                                                                       | الإمارات العربية المتحدة | موقع ملیحة الأثري - إمارة الشارقة | الآرامي                                                     | 3                                             | 3                                              | نص جنائزي ثنائي اللغة فريد في الجزيرة العربية قد تم كتابة هذا النص على قطعة جصية مستطيلة الشكل في المركز نجد هناك خمسة أسطر بالخط المسند الجنوبي وأما الإطار في حافة شاهد القبر قد كتب بالخط الآرامي | هذا (؟) شاهد عامود بن جر الذي بناه عليه ابنه عامود بن عامود سنة 97 النفش المسند الجنوبي: (المركز) ن ف س / وق ب ر/ ع م د بن/ جر/ بن / على / بقر / ملك ع من / ذ ي / ب ن ي / ب ر ه / ع م د / ب ن / ع م د / بن / ج ر بق ر / م . . . قراءة النقش المسند الجنوبي: شاهد وقبر عمد بن جر بن علي (مفتش) ملك عمان الذي بناه ابنه عمد بن عمد بن جر مفتش م | البعثة البلجيكية - هيئة الشارقة للآثار                                                                         | غير محدد | [ 2 ]                                                               |
| عربي شمالي قديم | الأردن                   | البادية الأردنية الشمالية الشرقية | الصفائي                                                     | -2                                            | -2                                             | ثلاثة نقوش كُتبت على وجه واحد من الحجر متداخلة مع رسم يمثل مشهد صراع بين بكرتين | 1- النقش: لـ و ق ف بن د خ ل ل / ه/ ب ك ر ت قراءة النقش هذه البكره لوقف بن دخلل 2- النقش 2- لـ ل ه ب بن د خ ل / ه/ ب ك ر ت ن قراءة النقش هاتان البكرتان للهب بن دخل 3- النقش لـ ش ه ي ت بن م ل ط قراءة النقش لشهيت بن ملط | رافع حراحشة | غير محدد | [ 2 ]                                                               |
| عربي شمالي قديم | الأردن                   | البادية الأردنية الشمالية الشرقية | الصفائي                                                     | -2                                            | 3                                              | كُتب النقش على وجه واحد من الحجر البازلتي وقد بدت الخطوط مضغوطة وواضحة يبدأ بسلسلة نسب كاتب النقش ثم يذكر أنه قد مرض ثم ساق إبله من حوران جنوب سوريا إلى الصحراء شرقا عندما شاهد طلوع نجم الثريا خوفاً عليها من البرد والثلوج | النقش: لـ ض ه د ض بن ن ر بن ح ر ب بن ض ه د بن ك ث ر ت بن ح م ي ن و و ج م / ع ل / س ل م / و/ ع ل / غ ي ر / و /ع ل / ء ع د ج / و/ ع ل / ع و ذ ن / و/ ع ل / ب ع ل / و /ع ل / ح ن ي / و /ع ل / س ن ي / ف/ و ن ي / و/ ن ج ش / ه / ء ب ل / م / ح ر ن/ م ن / ث ل ج / ب/ ر ء ي / ن ج م قراءة النقش: لظاهد بن نار بن حرب بن ظاهد بن كثرت بن حميان وحزن على سالم وعلى غير وعلى أعدج وعلى عوذان وعلى بعل وعلى حاني وعلى ساني، فمرض ثم ساق الإبل من حوران بسبب الثلوج عند رؤية مطلع الثريا | رافع حراحشة | غير محدد | [ 2 ]                                                               |
| عربي شمالي قديم | الأردن                   | البادية الأردنية الشمالية الشرقية | الصفائي                                                     | -2                                            | 3                                              | نقشان كُتبا على وجه واحد من الحجر البازلتي | 1- النقش: لـ أ م ع ظ بن أ و س بن ظ ن أ ل بن ح ي ن / ذ/ أ ل / م ج ي ر / و/ ذ/ أ ل / ف ر ث قراءة النقش: لماعظ بن أويس بن ظن ئيل بن حيان من قبيلة مجير ومن قبيلة فرث 2- النقش: لـ ر م ز ن بن ق د م قراءة النقش: لرمزان بن قادم | رافع حراحشة | غير محدد | [ 2 ]                                                               |
| عربي شمالي قديم | الأردن                   | البادية الأردنية الشمالية الشرقية | الصفائي                                                     | -2                                            | 3                                              | كُتب النقش على وجه واحد من الحجر البازلتي بخطوط واضحة ومضغوطة يبدأ النقش بسلسلة نسب كاتب النقش وقبيلته ثم يدعو الإلهة اللات ان تهبهه السلام والقبول ثم يذكر أنه أنشأ قبورا لمن توفي وفي آخر النقش يتضرع إلى اللات أن توقع الأذى والعقاب على من يحاول أن يطمس هذا النقش | النقش: لـ س ع د ل هـ بن ء س بن ظـ ن ء ل بن ح ي ن / ذ/ أ ل / م ج ي ر / و/ ذ/ أ ل / ف ر ث / و/ ت ش و ق / إ ل / أ هـ ل هـ / ف /هـ/ ل ت/ س ل م / و/ ق ب ل ل / و /غ ن م ت / و/ ب ن ي / أ ن ف س / و/ د ع ي / ء ل ت / ع ل / م ن / ي خ ب ل ه قراءة النقش: لسعد الله بن أوس بن ظن ئيل بن حيان من قبيلة مجير ومن قبيلة فرث وأشتاق إلى أهله، فيا اللات سلاماً، وقبولاً، وغنيمةً، وبنى قبوراً، وأنزلي يااللات (شراً على من يتلف هذا النقش أو من يتلف القبور | رافع حراحشة | غير محدد | [ 2 ]                                                               |
| عربي شمالي قديم | الأردن                   | البادية الأردنية الشمالية الشرقية | الصفائي                                                     | -2                                            | 3                                              | كتب النقش على وجه واحد من الحجر البازلتي بخط واضح وبدت الحروف واضحة وقصيرة وقريبة من بعضها ولم تتعرض للتخريب أو التلف من العوامل الجوية يبدأ النقش بسلسلة نسب صاحب النقش ثم يتضرع من الإله رضا أن يهبه الغنيمة من العدو وهم (قبيلة) هجر وأن ويوقع الأذى على من يتلف هذا النقش | النقش: لـ ج ح ش بن ظ ر بن ك ع م ه بن ظ ر بن و ه ب بن م ع ن بن ع ز / ه/ ر ض ي / غ ن م ت / م /ه ج ر / ش ن أ ت / ف/ ه ر ض / ع و ر / م ع و ر قراءة النقش: لجحش بن ظر بن كعمه بن ظر بن وهب بن معن بن عز يا رضى غنيمة من العدو (قبيلة) هجر، يا رضى أوقعي الاذى على من يتلف هذا النقش | رافع حراحشة | غير محدد | [ 2 ]                                                               |
| عربي شمالي قديم | الأردن                   | البادية الأردنية الشمالية الشرقية | الصفائي                                                     | -2                                            | 3                                              | الكتابة والرسم على وجه واحد من الحجر البازلتي والخط واضح وبدت الحروف قصيرة وقريبة من بعضها يمثل الرسم مشهد فارس يمتطي ظهر حصان ويطعن برمح طويل أسداً أمامه وقد كُتب نقشان حول الرسم أشار الكاتب في النقش الأول إلى سلسلة نسبه وإلى ملكيته للرسم ويذكر أنه نزل في هذا النقل (المكان) ثم يتضرع إلى اللات ويطلب منها سلامتاً له وعوراً وجرباً وشراً للذي يؤذي هذا الرسم | 1- النقش: لـ ت ي م بن س و د بن ت ي م بن ز ح ك بن م ش ع ر بن س و د بن ح د ر بن م ل ك بن ه ب ل بن و ه ب ن بن ق م ر / ه خ ط ط / و/ ح ل ل / ه ن ق ل/ ف /ه ل ت / س ل م / و/ ع و ر/ و/ ج ر ب / و/ ن ق أ ت / ل ذ / ي ع و ر / ه خ ط ط قراءة النقش: لتيم بن سود بن تيم بن زاحك بن مشعر بن سود بن حادر بن مالك بن هبل بن وهبان بن قمر هذا الرسم وأقام في هذا النقل (المكان) فيا اللات سلاماً وعوراً وجرباً وشراً للذي يؤذي هذا الرسم 2- النقش لـ و ه ب إ ل بن ه م س ك بن ط ه م قراءة النقش: لـوهب إيل بن المسك بن طهم | رافع حراحشة | غير محدد | [ 2 ]                                                               |
| عربي شمالي قديم | الأردن                   | البادية الأردنية الشمالية الشرقية | الصفائي                                                     | -2                                            | 3                                              | كتب النقش في وسط الرسم الذي يمثل مشهد صيد فارسان يمتطيان ظهور الخيل ويحمل كل منهما رمحاً طويلاً ويلحقان غزالاً من أجل صيده وهناك رسم عودي لشخص يشاركهما الصيد ويتضرع الكاتب من الإلهة اللات أن توقع الشرور بمن يطمس هذا الرسم | استخدم الفنان والكاتب طريقة الحز الغائر بأداة معدنية مدببة الرأس وقد تداخل النقش مع الرسم المرافق له | رافع حراحشة | غير محدد | [ 2 ]                                                               |
| عربي شمالي قديم | الأردن                   | البادية الأردنية الشمالية الشرقية | الصفائي                                                     | -2                                            | 3                                              | كُتب النقشان والرسم المرافق لهما على وجه واحد من الحجر البازلتي ومضمون النقشين أن هذه الراقصة هي ملك لكاتبي النقشين ويمثل المشهد رسم أنثوي في وضعية الرقص وبجانبه رسم عودي لذكر أيضاً في حالة رقص | 1- النقش: لـ ح ن ء ل بن أ س و ر / ه /غ ل م ت قراءة النقش هذه الغلامة (التي في الرسم) هي ل حن ئيل بن أسور 2- النقش لـ م ل ك إ ل / و /ع م ه قراءة النقش (هذا الرسم) لملك إيل و لجده | رافع حراحشة | غير محدد | [ 2 ]                                                               |
| عربي شمالي قديم | الأردن                   | البادية الأردنية الشمالية الشرقية | الصفائي                                                     | -2                                            | 3                                              | كتب النقش على جزء من صخرة وشكل بعض الحروف مزوّى ومتناسق وبدت واضحة ومتباعدة ولم تتعرض للتخريب أو التلف من العوامل الجوية وصاحب النقش من قبيلة عمرة وقد هرب خوفا من اعداءه ويطلب من اللات السلامة له | النقش: لـ أ س ي بن غ ث / ذ / أ ل / ع م ر ت / و/ ن ف ر / م ن / ش ن ء/ ف/ ه / ل ت / س ل م قراءة النقش: لأسي بن غوث من قبيلة عمرة وهرب من اعداءه فيا اللات سلاماً له | رافع حراحشة | غير محدد | [ 2 ]                                                               |
| عربي شمالي قديم | الأردن                   | البادية الأردنية الشمالية الشرقية | الصفائي                                                     | 1                                             | 1                                              | كتب النقش على وجه واحد من الحجر البازلتي بخط واضح شبة مزوّى وبدت الحروف واضحة وطويلة ومتباعدة ولم تتعرض للتخريب أو التلف من العوامل الجوية ومضمون النقش أن صاحبه ينتمي إلى قبيلة كوكب وقد نزل في مدينة صلخد في حوران جنوب سوريا وقضى الربيع فيها في السنة التي أصبح فيها رب إيل ملكا على الأنباط (70ميلادي) | النقش: لـ ع ز ز بن ص ي د بن ق د م / ذ / أ ل / ك ك ب / و/ ي ع م ر / ب/ ص ل خ د / و/ د ث ء / س ن ت / م ل ك / ر ب ء ل قراءة النقش: لعزيز بن صياد بن قادم من قبيلة كوكب ويقيم في (بلدة) صلخد وربع (أقام فيها في فصل الربيع) سنة أصبح رب إيل ملكاً (على الأنباط) | رافع حراحشة | غير محدد | [ 2 ]                                                               |
| عربي شمالي قديم | الأردن                   | البادية الأردنية الشمالية الشرقية | الصفائي                                                     | -2                                            | 3                                              | كُتبت النقوش الثلاثة على وجه واحد من الحجر البازلتي وقد تداخل النقش الأول مع الثالث في حين كتب النقش الثاني داخل حرف الظاء في النقش الأول وحروف الكتابة بعضها كبيرة وواضحة وبعضها صغيرة ومتقاربة من بعضها يبدأ النقش بسلسلة نسب صاحبه ثم يذكر أنه وجد أثر (نقش) أبيه فحزن حزناً شديداً ويطلب من اللات أن توقع الشراً على من يتلف هذا النقش | 1- النقش: لـ ع ق ر ب بن ص ع د بن ظ ع ن بن ر ج ل بن ص ع د / و/ و ج د / أ ث ر/ أ ب ه/ ف/ ب ء س / م/ ظ ل ل / و/ ن ق أ ت / ل ذ..... قراءة النقش: لعقرب بن صاعد بن ظاعن بن صاعد، ووجد أثر (نقش) أبيه، فحزن حزناً شديداً (فيا اللات) شراً (للذي يتلف هذا النقش) 2- النقش لـ ي س ل م بن ع ق رب بن ص ع د بن ظ ع ن بن ر ج ل بن ص ع د بن ع ل ي ن قراءة النقش: ليسلم بن عقرب بن صاعد بن ظاعن بن راجل بن صاعد بن عليان 3- نقش لـ خ ل بن أ س خ ر بن و د بن ي ت م قراءة النقش: لخل بن أسخر بن ود بن يتيم | رافع حراحشة | غير محدد | [ 2 ]                                                               |
| عربي شمالي قديم | الأردن                   | البادية الأردنية الشمالية الشرقية | الصفائي                                                     | -2                                            | 3                                              | كتب النقش على وجه واحد من الحجر البازلتي وبدت الحروف واضحة وطويلة ومتباعدة ولم تتعرض للتخريب أو التلف من العوامل الجوية يبدأ النقش بسلسلة نسب صاحبه ثم يذكر أنه ينتطر قدوم أخويه الأسيران عند أعدائهم ويطلب من اللات أن تعيدهما | النقش: لـ م س ك بن س ل م / و /خ ر ص / أ خ و ه / أ س ر ن / ف /ه / ل ت / ر و ح قراءة النقش: لماسك بن سالم وانتظر أخويه الأسيران فيا اللات أعدهما | رافع حراحشة | غير محدد | [ 2 ]                                                               |
| عربي شمالي قديم | الأردن                   | البادية الأردنية الشمالية الشرقية | الصفائي                                                     | -2                                            | 3                                              | كتب النقش على جزء من صخرة كبيرة بازلتيه وقد بدت الحروف كبيرة ومتناسقة ومتباعدة عن بعضها ورسم داخل النقش سبعة خطوط متجاورة قصيرة وشكل آدمي عودي وقد دون الكاتب في بداية النقش سلسلة نسبه وذكر أنه قد رعى الأغنام في هذا المكان وهو متعب ويطلب من الإله يثع السلامة له وأن يوقع الأذى على من يطمس هذا النقش | النقش: (لـ م ت ي بن م د ي بن ه ع ذ ر بن خ ر ع ت بن و ق ر / و/ ر ع ي / ه/ د ر / ن و ي...... ف/ ي ث ع / س ل م / و/ ع و ر / ذ / ي ع و ر / ه/ س ف ر) قراءة النقش: (لمتي بن ماذي بن عاذر بن خرعت بن وقر، ورعى في هذه الدار (المكان) وهو متعباً فيا يثع سلاماً له وأوقع الأذى على من يطمس هذا النقش) | رافع حراحشة | غير محدد | [ 2 ]                                                               |
| عربي شمالي قديم | الأردن                   | البادية الأردنية الشمالية الشرقية | الصفائي                                                     | -2                                            | 3                                              | كتب النقش غلى وجه واحد من الحجر البازلتي وبدت الحروف واضحة وطويلة ولم تتعرض للتخريب أو التلف من العوامل الجوية يبدأ النقش بسلسلة نسب صاحبه ثم يذكر أن وجد كتابة تعود لجده بدبل | النقش: لـ ق د م إ ل بن غ ي ر بن ب د ب ل بن غ ن ث بن أ ن ع م بن غ ن ث بن ي ع م ر بن ع و د إ ل / و/ و ج د / س ف ر / ع م ه / ب د ب ل قراءة النقش: لقدم إيل بن غير بن بدبل بن غنث بن أنعم بن غنث بن يعمر بن عود إيل ووجد نقش جده بدبل | رافع حراحشة | غير محدد | [ 2 ]                                                               |
| عربي شمالي قديم | الأردن                   | البادية الأردنية الشمالية الشرقية | الصفائي                                                     | 1                                             | 1                                              | كتب النقش على وجه واحد من الحجر البازلتي بحروف وترية مرنة متناسقة يكتب صاحب النقش نسبه ويذكر أنه نزل في هذه الدار سنة أصبح أغريبا بن هيرود واليا على الولاية اليهودية من قبل الرومان ويذكر كذلك قد وجد نقوش أخواله من قبيلة أشلل فحزن عليهم ويطلب من الإله ذي الشرى واللات الغنيمة للذي يترك النقش من غير إيذاء وأن توقع الأذى بمن يتلف النقش | النقش: لـ ب ء ت بن خ ط س ت بن ب ه ش بن ء ذ ي ن ت بن ء س ل م بن ز ك ر بن ر ف ء ت بن و ش ي ت بن ض ف بن ع ج ر بن ت ع و ذ / و/ ح ل / د ر/ س ن ت / م ل ك / ج ر ف ص بن ه ر د ص / و/ و ج د/ ء ث ر / أ خ و ل ه / أ ل / أ ل ش ل ل/ ت م / و ج ر م ل / و/ أح و ض / و/ ز ب د/ ف/ ن ج ع / و/ ه / د ش ر / و/ ي ل ت / غ ن م ت / ل/ ذ/ د ع ي/ و/ ل / م / ي خ ب ل / س ف ر قراءة النقش: (لـ لبأت بن فالطة بن باهش بن أذينه أسلم بن زاكر بن رفأت بن واشية بن ضيف بن عجيب بن تعوذ ونزل في الدار سنة ملك (أصبح ملكاً) جرفص بن هردص (أغريبا بن هيرود) ووجد أثر أخواله آل أشلل تيم وجرم إيل وأحوض وزبيد فحزن عليهم فيا ذي الشرى ويا اللات غنيمة للذي يترك (النقش) (والأذى) لمن يتلف النقش) | رافع حراحشة | غير محدد | [ 2 ]                                                               |
| عربي شمالي قديم | الأردن                   | البادية الأردنية الشمالية الشرقية | الصفائي                                                     | 1                                             | 1                                              | كتب النقشان 1-2 على وجه واحد من الحجر البازلتي بحيث غطيا المساحة المتاحة للكتابة كاملة وبشكل متداخل وخطهما متشابه وبعد كتابة نسبه وقبيلة حظي يذكر أنه اتجه شرقاً إلى الصحراء في السنة التي مات فيها أغريبا والي الرومان على المنطقة اليهودية (وطلب من اللات سلاماً وكلأ) للماشية | 1- النقش: لـ أ ذ ن ت بن ب د ب ل بن س ل م بن ن ظ م ت بن ر ف أ ت بن غ ث / ذ / ء ل / ح ظ ي / و/ ء ش ر ق/ س ن ت / م ي ت / ج ر ف ص / ف/ ه ل ت / س ل م / و/ م ج د ت قراءة النقش: لأذينة بن بدبل بن سالم بن ناظمة بن رفأت بن غوث من قبيلة حظي واتجه شرقاً سنة مات جر فص ( أغريبا ) فيا اللات سلاماً وكلأ ( للماشية ) 2- النقش لـ ت م بن س خ ر بن ت ي م قراءة النقش: لتيم بن ساخر بن تيم | رافع حراحشة | غير محدد | [ 2 ]                                                               |
| عربي شمالي قديم | الأردن                   | البادية الأردنية الشمالية الشرقية | الصفائي                                                     | 1                                             | 1                                              | كتب النقشان 1 - 2 على وجه واحد من الحجر البازلتي ومع أن كاتبي النقشين مختلفين إلا أن موضوعهما واحد وهو الحزن وإقامة مأتم على عمران ومؤرخان بالتاريخ نفسه وهو سنة موت أغريبا الوالي الروماني على الولاية اليهودية | 2- النقش لـ ل س ر ع بن س ع د بن س م ع بن س ع د / و/ أ ت م / ع ل / ع م ر ن س ن ت / م ي ت / ج ر ف ص قراءة النقش: لسريع بن سعد بن سميع بن سعد وحزن / أقام مأتماً على عمران سنة مات ج ر ف ص ( أغريبا ) | رافع حراحشة | غير محدد | [ 2 ]                                                               |
| النقش الأول لأم الجمال النبطي | الأردن                   | أم الجمال - الأردن - قرب الحدود السورية | النبطي                                                      | 3                                             | 3                                              | نقش عربي بثلاث أسطر مكتوب بالعربية الفصحى ومنقوش بالخط النبطي المتأخر على صخرة منتزعة من قبر مربي أو أحد قادة جديمة الابرش مؤسس مملكة تنوخ و تم استخدامها في بناء حائط بيت وهناك نقش على صخرة مماثلة لها حجماً وربما كانت متصلة بها افقيا كتبت بالخط الاغريقي القديم لترجمة النص النبطي وقد تم اكتشافها قريبا منها في الجانب الشرقي من أم الجمال وليس الاسم المقارب له في النطق الاغريقي فهرو تم اكتشاف النقش النبطي حوالي العام 1901 وهو محفوظ في مكانه على حائط البيت في أم الجمال أما النقش الاغريقي فقد اكتشف عام 1909 | دنه نفسو قبر فرء بر سلي ربو جذيمت مملك تنوخ قراءة النقش أدناه هنا روح وقبر فرأ بن سالي رب آمر جيش او ربما مربِي جَذِيمَةُ مُمِلَّكَ مُؤَسِّسَ مَمْلَكَةِ تَنُوخ | إنو لتمان | غير محدد | [ 2 ]                                                               |
| نقش عين عبدات | فلسطين المحتلة           | عين عبدات - النقب | النبطي                                                      | 1                                             | 1                                              | نقش بستة أسطر الثلاثة الأولى والأخيرة منها مكتوبة باللهجة الآرامية أما السطرين الرابع والخامس فقد كتبا بالعربية الفصحى وتضمنا بيتي شعر عمودي ربما من البحر البسيط يتناولا موضوع الموت والحياة ما بعد الموت وقد تم اكتشاف النقش عام 1979 | -ذكير لمنقرا قدس عبدت الها وذكير ل من……… جرم الهي بر تيم الهي صلم لقبل عبدت الها فيفعلو لا فدا ولا اثرا فكن هنا يبغنا الموتو لا ابغهو من هنا ادد جرجو لا يردنا جرم الهي كتب يده -كثير الذكر لمن قرأ قداس عبدات الإله وكثير الذكر لمن…….. جرم الله بن تيم الله \|وهب\| صنم امام عبدات الإله ويفعل [فيفعل] لا فدا ولا اثرا فكان هنا يبغنا الموت لا أبغه من هنا ادد [اذذ] جرح لا يردنا جرم الله كتابه يده قراءة النقش وَيَفْعَلُ لا فدا ولا أثر فَكَانَ هُنَا يَبْغِنَا الْمَوْتُ لَا اِبْغِهِ مِنْ هُنَا أدْد جُرْحٌ لَا يَرُدُّنَا المعنى الموت فعل حتمي لا يمكن منعه باستنثار او بفدية فهو يبتغينا ويبلغنا جميعا الا انني لا اريد او ابتغي الموت في هذه ألحياة فهو فعل عجيب [فعل مؤذي] مثل جرح يؤذي ولكن لا يفني | أ. روونس | غير محدد | [ 2 ]                                                               |
| نقوش نبطية تذكارية | مصر                      | وادي مُكَّتَب - جنوب سيناء - مصر | النبطي                                                      | 2                                             | 2                                              | ثلاثة نقوش تذكارية قصيرة مكونة من خمسة أسطر | النقش: - س ل م ع ب ط ت ب ر ب ر ي ا و - ذ ك ي ر م ع ي ن و ب ر - ع ب د ا ل ج ا - ذ ك ي ر ع و ي د - ب ر أ و س و قراءة النقش: - تحيات عبطة بن بُرئُ - ذكرى معين بن - عبد الجا - ذكرى عويد - بر أوس | لا يوجد | غير محدد | [ 2 ]                                                               |
| نقش النمارة | سوريا                    | نمرة جنوب دمشق - سوريا | النبطي                                                      | 4                                             | 4                                              | نقش عربي نبطي بخمسة أسطر مكتوب بالعربية الفصحى ومنقوش على صخرة مستطيلة الشكل مصممة على شاكلة شواهد القبور أو الأنصاب النبطية ربما كانت معروضة لتخليد وتمجيد روح امرؤ القيس ملك الحيرة أو كانت موضوعة على قبره أو قبر أحد قادته العسكريين تم اكتشاف النقش عام 1901 وهو محفوظ اليوم في متحف اللوفر الفرنسي | تي نفس مرءلقيس بر عمرو ملك العرب كله ذو اسد التج وملك الاسدين ونزرو وملوكهم وهرب [وملوكهمو هرب] مذحجو عكدي وجء يزجه في رتج نجرن مدينت شمرو ملك معدو وبين بنيه الشعوب ووكلهن فرسنو لروم فلم يبلغ ملك مبلغه عكدي هلك سنت 223 يوم 7 بكسلول يا لسعد ذو ولده تي [تيا] نفس مرءلقيس بر عمرو ملك العرب كله ذو اسد التاج وملك الاسدين ونزار وملوكهم وهرب [وملوكهمو هرب] مذحجو عكدي وجاء يزجها في رتج نجرن مدينت شمرو ملك معدو وبين بينها الشعوب ووكلهن فرسنولروم فلم يبلغ ملك مبلغه عكدي هلك سنت 223 يوم 7 بكسلول يا لسعد ذو ولده قراءة النقش تي هذه هنا [تِيَا أيا] نَفْسُ/ روحُ امرؤ القيس بن عَمْروٌ مَلِكُ الْعُرْبِ كُلَّهَا الذي نَالَ التَّاجُ وَمَلِكَ الاسديين وَنُزَارُ وَمُلُوكَهُمْ وَهَرَبَ مَذْحِجُ بعد ذلك ها قد هَرَبَ عكدِي [اسم لقائد عسكري] مَذْحِجُ وجاء يزجها في الطرقات الضيقة الوعرة لنجران ومدينة شمر ملك معد وبين [ميز بين] بنيها الشعوب واوكلهم لفرسان الروم فلم يبلغ ملك مبلغه بعد ذلك هلك [عكدي هلك] سنة 223 يوم 7 بكسلول يالسعادة الَّذِي وَلَدِهِ | فردريك ماكلر رينيه دوساد                                                                                       | غير محدد | [ 2 ]                                                               |
| نقوش نبطية تذكارية | مصر                      | وادي مُكَّتَب - جنوب سيناء - مصر | النبطي                                                      | 2                                             | 2                                              | ثلاثة نقوش من سبعة أسطر | النقش: - ذ ك (ي ر) - ... غير واضح - ب ر - ا و ل ب ر - ع د ي و - س ل م ع ب ي د و ب ر و ا ل و - و و ا ل ب ر ه قراءة النفش: - ذكريات - ... - ابن - أول بن - عُدي - تحيات عبيد بن وائل - ووائل ابنه | لا يوجد | جيدة | [ 2 ]                                                               |
| نقوش نبطية تذكارية | مصر                      | وادي مُكَّتَب - جنوب سيناء- جمهورية مصر العربية | النبطي                                                      | 2                                             | 2                                              | نقشان تذكاريان من خمسة أسطر | النقش: - ل س ل م وهـ ب و - ا ل ا ت - س ل م ع ب د ح ر ث ت - هـ ف ر ك ا و ج ر م ي - غ ل ي م هـ قراءة النقش: - ليسلم وهب - اللات - تحيات عبد حارثة - القائد، وجرمي - غلامه (عبده) | لا يوجد | جيدة | [ 2 ]                                                               |
| نقوش نبطية تذكارية | مصر                      | وادي مُكَّتَب - جنوب سيناء- جمهورية مصر العربية | النبطي                                                      | 2                                             | 2                                              | نقش من سطر واحد | النقش: س ل م ا و س و ب ر ك ل ب و و ك ل ب ب ر هـ ب ط ب قراءة النقش: تحيات أوس بن كلب وكلب ابنه الطيبة | لا يوجد | جيدة | [ 2 ]                                                               |
| نبطي مختلط بيوناني– نقوش نبطية تذكارية                                                                                             | مصر                      | وادي مُكَّتَب - جنوب سيناء- جمهورية مصر العربية | النبطي                                                      | 2                                             | 2                                              | ثلاثة نقوش من ثمانية أسطر | النقش: - ذ ك ي ر ص و ن ب ر ... - ب ط ب - ذ ك ي ر ع ب ي د و ب ر أوس -. . . B A . . . O C - ذ ك ي ر أ و س و ب ر ع م ي ر و - . . . K E - α μ ε η ┼ . . . - Θ C O B O H O ε Θ c Ι ε قراءة النقش: - ذكرى صون بن ... - الطيبة - ذكرى عبيد بن أوس - . . . B A . . . O C - ذكرى أوس بن عُمير - . . . K E - α μ ε η ┼ . . . - Θ C O B O H O ε Θ c Ι ε | لا يوجد | سيئة | [ 2 ]                                                               |
| نقش نبطي تذكاري | مصر                      | وادي اللحيان - جنوب سيناء - مصر | النبطي                                                      | 2                                             | 2                                              | نقش من سطر واحد | النقش: س ل م ا ل م ب ق ر ب ر و ا ل و قراءة النقش: تحيات المبقر بن وائل | لا يوجد | جيدة | [ 2 ]                                                               |
| نقوش نبطية تذكارية | مصر                      | وادي النصب - جنوب سيناء - مصر | النبطي                                                      | 2                                             | 2                                              | ثلاثة نقوش تذكارية قصيرة مكونة من خمسة أسطر | النقش: - ذ ك ي ر - ع ب د ا ل هـ - ب ط ب قراءة النقش: - ذكريات - عبدالله - بن أتم - الطيب | لا يوجد | جيدة | [ 2 ]                                                               |
| نقش نبطي تذكاري | مصر                      | وادي اللحيان - جنوب سيناء - مصر | النبطي                                                      | 2                                             | 2                                              | نقشان من ثلاثة أسطر | النقش: - ذ ك ي ر - ي ث ع ل و ب ر و د و - ذ ك ي ر و د و ب ر ز ي د و ب ر ق م - ز ك ي ر ك ل ب و ب ت ب -ب ر ه ر ج ل و ب ر ع ب ي د و قراءة النقش: - ذكريات - يثعل بن ود - ذكريات ود بن زيد بن قوم | لا يوجد | جيدة | [ 2 ]                                                               |
| نقش نبطي تذكاري | مصر                      | وادي اللحيان - جنوب سيناء - مصر | النبطي                                                      | 2                                             | 2                                              | خمسة نقوش من ثمانية أسطر | النقش: - س ل م ف ص ي ب ر ي ع ل ي - س ل م ت ي م ا ل ح ي ب ر ي ع ل ي ب ط ب - س ل م ع ب د ا ل ع ل ي - ب ر ك ل ب و ب ط ب - ذ ك ي ر ح ر ج ل و ب ر ع ب ي د و - ب ر ح ر ج ل و ( ب ر) ح و ر و - ب ط ب قراءة النقش: - تحيات فصي بن يعلي - تحيات تيم الله بن يعلي الطيب - تحيات عبد البعلي - بن كلب الطيبة - ذكريات حرجل بن عبيد - بن حرجل بن حور - الطيبة | لا يوجد | جيدة | [ 2 ]                                                               |
| نقش نبطي تذكاري | مصر                      | موقع عين حُضْرة- جنوب سيناء – مصر | النبطي                                                      | 3                                             | 3                                              | نقش نبطي تذكاري مكون من سطر | نص النقش: س ل م و ا ل و ب ر ا ب ن ا ل ق ي ن ب ط ب قراءة النقش: تحيات وائل بن ابن القين الطيبة | مركز دراسات الخطوط، مكتبة الإسكندرية                                                                           | ممتازة | [ 2 ]                                                               |
| نقوش نبطية تذكارية | مصر                      | وادي اللحيان - جنوب سيناء - مصر | النبطي                                                      | 2                                             | 2                                              | نقشان تذكاريان من سطرين | النقش: س ل م ع ل ي ت و ب ر س ع د ل ه س ل م ع ب د ا ل ه ب ر غ ل م ت قراءة النقش: تحيات عُلية بن سعدالله تحيات عبد الله بن غلمة | لا يوجد | جيدة | [ 2 ]                                                               |
| نبطي | مصر                      | موقع عين حُضْرة- جنوب سيناء – مصر | النبطي                                                      | 3                                             | 3                                              | نقش نبطي تذكاري مكون من سطرين | النص: ذ ك ي ر ت ي م ا ل هـ ب ر ش م ر خ ب ط ب الترجمة: ذكريات تيم الله بن شمرخ الطيبة. | مركز دراسات الخطوط، مكتبة الإسكندرية                                                                           | ممتازة | [ 2 ]                                                               |
| نبطي | مصر                      | موقع عين حُضْرة- جنوب سيناء – مصر | النبطي                                                      | 3                                             | 3                                              | نقش نبطي تذكاري مكون من سطرين | س ل م خ ل ص ت ب ر س ع و د ت ب ط ب الترجمة: تحيات خُلصة بن سعودة الطيبة. | مركز دراسات الخطوط، مكتبة الإسكندرية                                                                           | ممتازة | [ 2 ]                                                               |
| نبطي | مصر                      | موقع عين حُضْرة- جنوب سيناء – مصر | النبطي                                                      | 3                                             | 3                                              | نقش نبطي تذكاري مكون من سطرين | س ل م ب ح ج ت ب ر ج ر م ا ل ب ع ل ي ب ر ج ر م ا ل ب ع ل ي ب ر ع ب د ا ل ب ع ل ي ب ط ب الترجمة: تحيات بحجة بن جرم البعلي بن جرم البعلي بن عبد البعلي الطيبة. | مركز دراسات الخطوط، مكتبة الإسكندرية                                                                           | ممتازة | [ 2 ]                                                               |
| نبطي | مصر                      | موقع عين حُضْرة- جنوب سيناء – مصر | النبطي                                                      | 3                                             | 3                                              | نقش نبطي تذكاري مكون من سطر | س ل م و ا ل و ب ر ا ب ن ا ل ق ي ن ب ط ب الترجمة: تحيات وائل بن ابن القين الطيبة. | مركز دراسات الخطوط، مكتبة الإسكندرية                                                                           | ممتازة | [ 2 ]                                                               |
| نبطي | مصر                      | موقع عين حُضْرة- جنوب سيناء – مصر | النبطي                                                      | 3                                             | 3                                              | نقش نبطي تذكاري مكون من سطرين | ذ ك ي ر ع ي ي د و ب ر ب ر ي ا و ب ط ب الترجمة: ذكريات عيد ابن برئ الطيبة. | مركز دراسات الخطوط، مكتبة الإسكندرية                                                                           | ممتازة | [ 2 ]                                                               |
| نبطي | مصر                      | موقع عين حُضْرة- جنوب سيناء – مصر | النبطي                                                      | 3                                             | 3                                              | نقش نبطي تذكاري مكون من سطر | س ل م ق ي ن و ب ر ا و ي س و (ب) ط ب الترجمة: تحيات قين بن أويس الطيبة. | مركز دراسات الخطوط، مكتبة الإسكندرية                                                                           | جيدة | [ 2 ]                                                               |
| نبطي | مصر                      | موقع عين حُضْرة- جنوب سيناء – مصر | النبطي                                                      | 3                                             | 3                                              | نقش نبطي تذكاري مكون من سطرين. | س ل م و ا ل و ب ر ق و م و الترجمة: تحيات وائل بن قوم | مركز دراسات الخطوط، مكتبة الإسكندرية                                                                           | جيدة | [ 2 ]                                                               |
| نبطي | مصر                      | موقع عين حُضْرة- جنوب سيناء – مصر | النبطي                                                      | 3                                             | 3                                              | نقش نبطي تذكاري مكون من سطرين | س ل م ز ي د و ب ر ش م ر خ ب ط ب و س ل م الترجمة: تحيات زيد بن شمرخ الطيبة وسلام. | مركز دراسات الخطوط، مكتبة الإسكندرية                                                                           | ممتازة | [ 2 ]                                                               |
| نبطي | مصر                      | موقع عين حُضْرة- جنوب سيناء – مصر | النبطي                                                      | 3                                             | 3                                              | نقش نبطي تذكاري مكون من سطر | ع م ي و ب ر ا ع ل ا الترجمة: عمي بن أعلى. | مركز دراسات الخطوط، مكتبة الإسكندرية                                                                           | سيئة | [ 2 ]                                                               |
| نبطي | مصر                      | موقع عين حُضْرة- جنوب سيناء – مصر | النبطي                                                      | 3                                             | 3                                              | نقش نبطي تذكاري مكون من سطر | س ل م ع م ر و ب ر ا ب ن ا ل ق ي ن و ب ط ب الترجمة: تحيات عمرو بن ابن القين الطيبة. | مركز دراسات الخطوط، مكتبة الإسكندرية                                                                           | سيئة | [ 2 ]                                                               |
| نبطي | مصر                      | موقع عين حُضْرة- جنوب سيناء – مصر | النبطي                                                      | 3                                             | 3                                              | نقش نبطي تذكاري مكون من سطرين | س ل م ع ي ي د و و ا ب أ و س و و ب ر ي ا و ب ر ع .... الترجمة: تحيات عيد وأب أوس و برئ بن ع ...... | مركز دراسات الخطوط، مكتبة الإسكندرية                                                                           | متوسطة | [ 2 ]                                                               |
| نبطي | مصر                      | موقع عين حُضْرة- جنوب سيناء – مصر | النبطي                                                      | 3                                             | 3                                              | نقش نبطي تذكاري مكون من سطرين | ذ ك ي ر ب ر ي ا و ب ر ا ........ ب ن ي ك ل ي ب و الترجمة: ذكريات برئ بن أ.... من قبيلة كُليب. | مركز دراسات الخطوط، مكتبة الإسكندرية                                                                           | جيدة | [ 2 ]                                                               |
| نبطي | مصر                      | موقع عين حُضْرة- جنوب سيناء – مصر | النبطي                                                      | 3                                             | 3                                              | نقش نبطي تذكاري مكون من سطر | س ل م ا و س و ب ر ع ب د ا ل ج ي ا ب ط ب الترجمة: تحيات أوس بن عبد الجيا الطيبة. | مركز دراسات الخطوط، مكتبة الإسكندرية                                                                           | سيئة | [ 2 ]                                                               |
| نبطي | مصر                      | موقع عين حُضْرة- جنوب سيناء – مصر | النبطي                                                      | 3                                             | 3                                              | نقش نبطي تذكاري مكون من سطر | النص: س ل م ا ب ج م ب ر ع م ر و الترجمة: تحيات أبجم ابن عمرو. | مركز دراسات الخطوط، مكتبة الإسكندرية                                                                           | سيئة | [ 2 ]                                                               |
| نبطي | مصر                      | موقع عين حُضْرة- جنوب سيناء – مصر | النبطي                                                      | 3                                             | 3                                              | نقش نبطي تذكاري مكون من سطر | س ل م ع م ي و ب ر ع م م و الترجمة: تحيات عميو بن عمم. | مركز دراسات الخطوط، مكتبة الإسكندرية                                                                           | سيئة | [ 2 ]                                                               |
| نبطي | مصر                      | موقع عين حُضْرة- جنوب سيناء – مصر | النبطي                                                      | 3                                             | 3                                              | نقش نبطي تذكاري مكون من سطر | س ل م غ ن م و ب ر ا ع ل ا ب ط ب الترجمة: تحيات غانم بن أعلى الطيبة. | مركز دراسات الخطوط، مكتبة الإسكندرية                                                                           | سيئة | [ 2 ]                                                               |
| وادي الزرانيق | مصر                      | وادي الزرانيق- جنوب سيناء | النبطي                                                      | 1                                             | 2                                              | نقش من النقوش النبطية التذكارية عبارة عن سطر واحد | س ل م ح ر ي ش و ب ر أ و س و تحيات «حريش» بن أَوْس | سامر صمويل | جيدة | [ 2 ]                                                               |
| نبطي | مصر                      | موقع عين حُضْرة- جنوب سيناء – مصر | النبطي                                                      | 3                                             | 3                                              | نقش نبطي تذكاري مكون من سطر | النص: ( س ل م ) ع ب ي د و ب ط (ب) الترجمة: تحيات عُبَيِد الطيبة. | مركز دراسات الخطوط، مكتبة الإسكندرية                                                                           | سيئة | [ 2 ]                                                               |
| وادي الزرانيق | مصر                      | وادي الزرانيق- جنوب سيناء | النبطي                                                      | 1                                             | 2                                              | نقش من النقوش النبطية التذكارية عبارة عن سطر واحد | س ل م ج ر م ا ل ب ع ل ي ب ر ح ر ش و تحيات جرم البعلي بن حرش | سامر صمويل | جيدة | [ 2 ]                                                               |
| وادي الزرانيق | مصر                      | وادي الزرانيق- جنوب سيناء | النبطي                                                      | 1                                             | 2                                              | نقش من النقوش النبطية التذكارية عبارة عن سطر واحد | ج ش م و ب ر ق ي ن و جَشْم بن قَيْن | سامر صمويل | جيدة | [ 2 ]                                                               |
| وادي الزرانيق | مصر                      | وادي الزرانيق- جنوب سيناء | النبطي                                                      | 1                                             | 2                                              | نقش من النقوش النبطية التذكارية مكون من 2 سطر | 1- و ذ ك ي ر م ر و ب ر 2- ل م ث م أي "وذكريات مرو بن لمثم". | سامر صمويل | سيئة | [ 2 ]                                                               |
| وادي الزرانيق | مصر                      | وادي الزرانيق- جنوب سيناء | النبطي                                                      | 1                                             | 2                                              | نقش من النقوش النبطية التذكارية مكون من 2 سطر | 1- س ل م ك ل ب ي 2 - ب ر ر ي م ن ف ر س ا "تحيات كلبي بن ريمان الفارس". تحيات كلبي بن ريمن الفارس | سامر صمويل | سيئة | [ 2 ]                                                               |
| نقش شاھد قبر | الإمارات العربية المتحدة | غير محدد | المسند                                                      | -3                                            | -3                                             | شاھد القبر مصنوع من الطین وقد تمت الكتابة على الشاھد مباشرة قبل أن یجف الطین والشاھد یحمل أربعة أسطر مكتوبة بخط المسند حیث یسمي البعض ھذا النوع من الخطوط بخط المسند الحسائي وذلك نسبة إلى منطقة الإحساء في المملكة العربیة السعودیة | (ن ف س / و ق ب ر / ع ب د ن ب ن/ أ و س / ي ي / ب ن ت /ش م ك ت ب ب... وا ت ب ب س ن ت/ب ق ر) | أحد سكان ملیحة                                                                                                 | غير محدد | [ 2 ]                                                               |
| (شاهد قبر ثنائي اللغة) المسند الجنوبي الأرمني                                                                                      | الإمارات العربية المتحدة | موقع مليحة الأثري - إمارة الشارقة - دولة الإمارات العربية المتحدة | الآرامي                                                     | 3                                             | 3                                              | نص جنائزي ثنائي اللغة فريد في الجزيرة العربية قد تم كتابة هذا النص على قطعة جصية مستطيلة الشكل في المركز نجد هناك خمسة أسطر بالخط المسند الجنوبي وأما الإطار في حافة شاهد القبر قد كتب بالخط الآرامي | النقش الآرامي: (الإطار) د؟ (؟) ن ف س – ع م و د – ب ر – ج ر ذ ( ب) ن ع ل ي ھـ – ب ر ھـ – ع م و د – ب ر – ع م و د [ . . . ] ؟ س ن ت 20 + 20 + 20 + 20 + 10 + 3؟ + 3؟ + 1 قراءة النقش الآرامي: هذا (؟) شاهد عامود بن جر الذي بناه عليه ابنه عامود بن عامود سنة 97 النفش المسند الجنوبي: (المركز) ن ف س / وق ب ر/ ع م د بن/ جر/ بن / على / بقر / ملك ع من / ذ ي / ب ن ي / ب ر ه / ع م د / ب ن / ع م د / بن / ج ر بق ر / م . . . قراءة النقش المسند الجنوبي: شاهد وقبر عمد بن جر بن علي (مفتش) ملك عمان الذي بناه ابنه عمد بن عمد بن جر مفتش م ... | البعثة البلجيكية - هيئة الشارقة للآثار                                                                         | غير محدد | [ 2 ]                                                               |
| خلدون-شناظب 1 | اليمن                    | المقطاع، جنوب قرية شناظب، مديرية جهران، محافظة ذمار، اليمن. | المسند                                                      | غير محدد (العصر السبئي المبكر)                | غير محدد (العصر السبئي المبكر)                 | نقش مكون من سطرين، دوّنت بخط سير المحراث على صخرة مرتفعة بالقرب من قرية شناظب شمال مدينة ذمار، في مكان يسمى المقطع، وقد أدت أعمال قطع أحجار البناء الى إزالة النقش ونقوش أخرى كانت بالقرب منه، وأول من أشار الى النقش هي البعثة الأمريكية التابعة لجامعة شيكاغو ويرمز للموقع بـ: (DS 322)، وقامت البعثة بعمل حفرية لأحد المباني بالقرب من موقع النقش ويعتقد أنه معبد للآلهة القتبانية ذات ظهران، وهو المبنى المذكور في النقش | 1 – عم أنس/ هحدث/ بيت 2 – ذت/ ظهرن | د. خلدون هزاع عبده نعمان                                                                                       | مدمر | [ 2 ]                                                               |
| نقش سعد تألب | اليمن                    | مأرب - اليمن | المسند                                                      | -1                                            | 3                                              | نقش يمني بخط المسند يحتوي على 11 سطراً مكتوبة بلغة عربية شبه فصحى ومنقوشة على صخرة مستطيلة الشكل ذات لون فاتح مُرفقة مع هبة لصلم او قطعة من الذهب إلى إله اليمن القديم المقه في معبد أوم تم اقتناء هذا النقش عام 1967 من سوق في شمال اليمن وهو محفوظ اليوم عند مالكه الامريكي السيد دنس كارتر | س ع د ت أ ل ب / ي ق ل ط / ب ن / ع ث ك ل ن / ع ص ي ت / و ب ن / ع م / و أ خ ي ه و / أ ل و ه ب / أ ص ح ح / و ر ث د م / ي غ ن م / م و ض ع م / ه ق ن ي و / أ ل م ق ه / ث ه و ن / ب ع ل / أ و م / ص ل م ن ه / ذ ه ب ن / ل و ف ي / م ر أ ي ه م و / أ ل ش رح / ي ح ض ب / و أ خ ي ه و/ ي أ ز ل / ب ي ن / م ل ك ي / س ب أ / ظ ف ر / و ذ ر ي د ن / ب ن ي / ف ر ع م / ي ن ه ب ا ع ك / س ب أ / و ل ف ي / ع ب ه م ي / س ع د ت أ ل ب / ب ن / ع ث ك ل ن / م و ض ع م / و أ خ ي ه و / أ ل م ق ه / ع ب د ه و / س ع د ت أ ل ب / ب ن/ ا م ل ص / س ي م لأ / ب ع م ه و / ح م د م ل / ذ ت / خ ي ر / و ه و ف ي ه م / ذ ظ ف ه و / ب ي و م / ث ل ث م أ ه /…. سعد تألب يقلط بن عثكلان عصيت وبن/ عم و أخيهو الوهاب أ صحح ور ثدم يغنم موضعم هقنيو المقه ثهون بعل أوم صلمنه ذهبن لوفي مرأيهمو الشرح يحضب وأخيهو يأزل بين ملكي سبأ /ظفر وذريدن بني فرعم ينهب عك سبأ ولوفي عبدهمي سعد تألب بن عثكلان موضعم وأخيهو الوهاب ورثدم بني موضعم ولورثدم بذات هوفي المقه عبدهو سعد تألب بن ملاص سيملأ بعمهو حمدمل ذات خير وهوفي المقه عبدهو سعد تألب بن مرض وحلي عنهم ذظفهو بيوم ثلثمئة……… قراءة النقش سعد تألب [اسم المتقدم] يقلط ليتقدم [بن عثكلان اسم ابيه] عصيت عصيت علي الاعداء/ وابن عمه واخيه الوهاب وهاب اسمه [أصحح صحح او الصحاح كلقب] ورثدم [اسمه ابيه عم سعدتألب] يغنم [ليغنم] موضع [اسم جديهما او عشيرتهما] اقنيو [وهبو] المقه [اسم الاله بمعني الناصع البياض] ثهون [صلي له] بعل [صنم او إله] أوم [معبد اوم او أوام] صلمنه ذهبن [قطعة او صنم ذهب] لوفي [لحفظ] مرأيهمو [سيديهما] الشرح [شرح اسمه] يحضب [بمعني ليؤجج النار ] واخيه يأزل [اسمه] بين [بمعني وضح او ميز ] ملكي سبا [اسم مدينة او عشيرة] وذي [اهل قوم] ريدن [اسم المديتة او عشيرة] بني [ابناء واحفاد] فارع [اسم ابيهما] ينهب [ليسلب] عك سبأ ولحفظ عبديهما سعد تألب بن عثكلان موضع واخيه الوهاب ورثدم بني موضع ولحفظ ورثدم بذاته حفظ المقه عبده سعد تألب من إملاص [انزلاق او عمل فاحش] سيملي [سيعيش برغد ويكتمل او يتربي] بعمه [بفضل عمه وربما وزج امه ايضا ورثدم] حمدمل [حمدا له] هو فاعل خير وحفظ المقه عبده سعد ت؟الب من مرض وحلي [وهوز او فقر] عنهم [نيابه عنهم] الذي أضافه الذهب والنقش بيوم ثلاث مية……… | لا يوجد | بعض التلف | [ 2 ]                                                               |
| متحف ذمار 2035 | اليمن                    | الشعب الأسود غرب قرية الأحساء مديرية الحدأ محافظة ذمار، اليمن. | المسند                                                      | غير محدد (العصر السبئي المبكر)                | غير محدد (العصر السبئي المبكر)                 | قطعة أثرية من البرونز عبارة عن قلادة كانت تستخدم زينة شخصية، عليها كتابة بخط المسند نفذت بأسلوب الحز. | 1 – عم أنس/ و-أب كرب/ بن/ عم كرب 2 – مريمتم/ هقني/ ودم/ شحرن/ ن | د. خلدون هزاع عبده نعمان                                                                                       | سيئة | [ 2 ]                                                               |
| الفقيه-حجان 1 | اليمن                    | المسجد القديم لقرية حَجَّان، مديرية المنار، محافظة ذمار، اليمن. | المسند                                                      | غير محدد (العصر السبئي المبكر)                | غير محدد (العصر السبئي المبكر)                 | دُوّن النقش بخط المسند المبكر على واجهة مائدة قرابين، ويتكون من ثلاثة أسطر في الأعلى، وفي وسط مائدة القرابين دوّنت لفظة (خرف) بحروف متباعدة، ونشير هنا إلى أن مثل هذه المائدة وجدت في معبد برآن في مارب. | 1 – أخ كرب/ بن/ [......] ري/ بر[...... تأ] 2 – (ذ)نه/ نفس-هو/ و-ول(د) -هو/ و-قني -هو/ ب-عثـ 3 – تر/ و-إلمقه/ و-ب-[عثتر/] ذ-ج[و]ف[تم] 4 – خرف | د. خلدون هزاع عبده نعمان                                                                                       | جيدة | [ 2 ]                                                               |
| خلدون-الأحساء 1 | اليمن                    | قرية الأحساء، مديرية الحدأ محافظة ذمار، اليمن. | المسند                                                      | 1                                             | 2                                              | نقش يظهر سبعة أسطر منقوشة بالخط المسند الغائر على قطعة حجرية، أعيد استخدامها في بناء أحد المنازل في قرية الأحساء. | 1 – [......] 2 – [.]م/ ل-و [في/ و-صح/ مر] 3 – (أ)-همو/ فرعم/ بن/ ص(ب) 4 – [ح]إل/ و-وفي/ أقول-ه(م) 5 – (و)/ بني/ ذ-مذرحم/ و-ل- 6 – [و]في/ هوفعثت/ و-ح 7 – [ش]كت-هو/ و-ألود-هم 8 – [و/ و-]ل-وفي/ أيون-همو | د. خلدون هزاع عبده نعمان                                                                                       | جيدة | [ 2 ]                                                               |
| متحف ذمار 2085. | اليمن                    | الشعب الأسود غرب قرية الأحساء مديرية الحدأ محافظة ذمار، اليمن. | المسند                                                      | 3                                             | 4                                              | قطعة أثرية من البرونز من المرجح أنها كانت مطرقة باب. عليها كتابة بخط المسند نفذت بالحفر الغائر، يحيط بالسطر الأول من الجانبين حرف (ذ) كُتب بحجم أكبر يبدو أنه كان للزينة. | 1 – حرم/ بن/ ثب 2 – تن/ عذب | د. خلدون هزاع عبده نعمان                                                                                       | جيدة | [ 2 ]                                                               |
| خلدون-يكار 2 | اليمن                    | قرية يكار، مديرية الحدأ، محافظة ذمار، اليمن. | المسند                                                      | 1                                             | 2                                              | نقش من ثلاثة سطور مدوّن بخط المسند الغائر على قطعة حجرية، أعيد استخدامها في بناء جامع قرية يكار. | 1 – هوفعثت/ بن 2 – دورم/ قول/ ذمر 3 – ي/ بني/ بيت-هو/ يفعت | د. خلدون هزاع عبده نعمان                                                                                       | جيدة | [ 2 ]                                                               |
| خلدون-يكار 1 أ، ب | اليمن                    | قرية يكار، مديرية جهران محافظة ذمار، اليمن. | المسند                                                      | 1                                             | 2                                              | نقش مكسور على قطعتين من الحجر، أعيد استخدامهما في بناء بعض منازل قرية يكار | 1 – [......](ت)[..](وب)[......] 2 – [...... إ]لمقهو/ و-ب-ذت/ حميم#[و-]ب/ أ(ل)-همو/ [ع]ثتر[......] 3 – [......](ذ)رح/ بن/ ذ(م)ر علي/ بي#(ن)/ و-ب-ش[ع]ب-همو/ ذ[مري] | د. خلدون هزاع عبده نعمان                                                                                       | سيئة | [ 2 ]                                                               |
| خلدون-ضاف 3 | اليمن                    | قرية ضاف، مديرية جهران محافظة ذمار، اليمن. | المسند                                                      | 1                                             | 2                                              | نقش بخط المسند الغائر دوّن على قطعة حجرية أعيد استخدامها على جدار منزل في قرية ضاف. | 1 – ثفين/ بن/ (ث)[......] 2 – كن/ هكل [......] 3 – ضر/ ف-عدي [......] | د. خلدون هزاع عبده نعمان                                                                                       | سيئة | [ 2 ]                                                               |
| خلدون-ضاف 2 | اليمن                    | قرية ضاف، مديرية جهران محافظة ذمار، اليمن. | المسند                                                      | 1                                             | 2                                              | نقش من خمسة سطور مدوّن بخط المسند الغائر على قطعة حجرية من البلق، يبدو أنه كان أكبر مما هو عليه الآن، إذ أن بدايات ونهايات السطور ناقصة، وفي الجانب الأيسر من النقش يوجد طغراء تمتد من أعلى النقش حتى أسفله، يمكن قراءة حرفين فقط منها هما: (ح، ب). | 1 – [...... بن/ ذ-مذرحم/ و-]ث(فين/ و-م)[ليكم ......] 2 – [......] و-هندبن/ محرم/ شمس[م ......] 3 – [......] و-شمسم/ بعلت/ محرم[ن ......] 4 – [......ب-ردأ/] و-صح/ أبعل/ أبيت-همو/ و-[......] 5 – [......] و-أخر/ و-هجبأ/ شمسم/ كل [......] | د. خلدون هزاع عبده نعمان                                                                                       | جيدة | [ 2 ]                                                               |
| خلدون-ضاف 5 | اليمن                    | قرية ضاف، مديرية جهران محافظة ذمار، اليمن. | المسند                                                      | 1                                             | 2                                              | نقش ناقص كُتِب بخط المسند الغائر دوّن على قطعة حجرية في حوزة أحد سكان قرية ضاف. | 1 – [...... بيـ](ت)-همي/ مجد 2 – [م ...... بيت-همي/] يفعم/ و-ثوب 3 – [ن ......] م/ و-محفد-هـ 4 – [مو ......] (و-)ب-ر(د)أ/ و-حظ 5 – [ ...... و-]تحرج/ مرأ 6 – [-همو ......] | د. خلدون هزاع عبده نعمان                                                                                       | سيئة | [ 2 ]                                                               |
| خلدون-ضاف 4 | اليمن                    | قرية ضاف، مديرية جهران محافظة ذمار، اليمن. | المسند                                                      | 1                                             | 2                                              | نقش كُتِب بخط المسند الغائر دوّن على قطعة حجرية أعيد استخدامها على جدار منزل في قرية ضاف. | 1 – [......] بن/ [..] فم 2 – مأدب/ بني/ صدف 3 – نم/ تقدم/ أبرأ 4 – بيتن/ ميـ[.]م/ و-ص(و) 5 – بت/ ب-[ع]من-هو/أقدم | د. خلدون هزاع عبده نعمان                                                                                       | سيئة | [ 2 ]                                                               |
| كوربوس 46 | اليمن                    | قرية يكار، مديرية الحدأ، محافظة ذمار، اليمن. | المسند                                                      | 3                                             | 3                                              | دوّن النقش على قطعة حجرية مستطيلة الشكل، اعيد استخدامها بشكل مقلوب في جدار مسجد قرية يكار بعد أن كسرت إلى قطعتين، يتكون النقش من خمسة أسطر فقط، السطر الأول والثاني أتلفت تماما، بينما بقية السطور في حالة جيدة، كٌتب النقش بخط جميل مما يدل على أن الكاتب كان محترفًا، ويظهر على الجانب الأيسر من النقش جزء من طغراء من حرفين هما: (ذ، م). | 1 – (عب)[دعم/ أ](ش)[وع/ بن/ مذرحم/ و-ثفين/ و-مليكم/ و-ذرح/ ذ-عثي/ و-ثوبين/ ذ-عميد/ و-عسيمم/ ذ-رشم/ أبعل/ بيتن/ شبعن/ أرشو/ علم/ أقول/ شعبينهين / مهأنفم/ و-ظهرم] 2 – [......] 3 – [......]-همو/ و-كل/ (نـ)كل-هو/ و-تـ(حـ)[ظـت] ±(هـ)و/ و-مـ(صرعيـ)-هو/ بن/ موثرم/ (عدي/ تـ)[فرعم/ و-] محفد-همو/ جلبم/ ثلثت/ أسقفم/ بن/ موثرم/ (عدي/ تفرعم)/ عد(ي)/ مظلفن/ ذ 4 – [م](رم)/ و-مقبر(تن)/ لأيمن/ عدي/ مظلفن/ [ذمر] ± م/ ب-ردأ/ و-مقم/ مرأ-هـ(مو)/ عـ[ث](تـ)ر-شرقن/ و-ألي-همو/ عثتر/ ذ-جوفتم/ بعل/ علم/ و-بشر/ و-أشمس-همو/ و-ب-ردأ/ مرأي-همو/ يسرم/ يهنعم/ و-بن-هـ 5 – و/ شمر/ يهرعش/ ملكي/ سبأ/ و-ذ-ريدن/ [و-ب-] ± (ر)دأ/ شعبي-همو/ مهأنفم/ و-(ظ)هرم/ و-ب-ورخن/ ذ-مهلتن/ ذ-ب-خرفين/ ذ-ل-خمست/ و-ثمنيي/ و-ثلث/ مأتم/ بن/ خريف/ مبحض/ بن/ أبحض | إدوار جلازر | جيدة | [ 2 ]                                                               |
| خلدون-معبر 1 | اليمن                    | مدينة معبر، مديرية جهران، محافظة ذمار، اليمن. | المسند                                                      | 2                                             | 3                                              | نقش مدوّن على حجر أعيد استخدامه في بناء أحد المنازل. | 1 – [......] بيتن/ س[......] 2 – [......] ررم/ نأدم [......] | د. خلدون هزاع عبده نعمان                                                                                       | سيئة | [ 2 ]                                                               |
| خلدون-نونة 1 ب | اليمن                    | سد الخانوق (غرب قرية نونة، مديرية الحدأ، محافظة ذمار، اليمن. | المسند                                                      | 3                                             | 3                                              | دُوِّن النقش (ب) جوار النقش (أ) ويتكون من سطرين تحتوي أسم الكاتب. | 1 – و-سطر-هو/ فرعـ 2 – م/ جربي/ ذ-فيعـ(ن) | د. خلدون هزاع عبده نعمان                                                                                       | جيدة | [ 2 ]                                                               |
| خلدون-نونة 1 أ | اليمن                    | سد الخانوق (غرب قرية نونة، مديرية الحدأ، محافظة ذمار، اليمن. | المسند                                                      | 3                                             | 3                                              | دُوّن النقش الرئيس (أ) على صخرة شبه مستوية على حافة جبلية في موقع يسمى سد الخانوق إلى الغرب من قرية نونة مديرية الحدأ محافظة ذمار، النقش في حالة سيئة للغاية، نتيجة تعرضه لمختلف العوامل الجوية ولتعذر الحصول على صورة واضحة لكامل النقش، اعتمدنا على القراءة في الموقع فضلًا عن صور جزئية للنقش.، وخلال دراسة النقش اتضح أن محتواه يطابق محتوى النقوش الموسومة بـ: (Gl 1593; 1594; 1595; 1596) | 1 – عبدعم/ أشوع/ بنو/ مذرحم/ و-ثفين/ و-مليكم/ 2 – و-ذرح/ ذ-عثي/ و-ثوبين/ ذ-عميد/ و-عسيمم/ ذ-رشم/ 3 – (و-)[ذ-]عرن/ معهر/ نفد/ أبعل/ بيتن/ شبعن/ أرشو/ علم/ أ 4 – (قول)/ شعبن/ مهأنفم/ و-ظهرم/ برأو/ و-هقشب/ و-هقوح/ و-هـ 5 – [عذب/] (و-هنـ)بط/ و-هو(ثر)/ و-حرر/ و-هـ(ثـ)[ب]/ و-حظين/ مأجل-همو/ ذ- 6 – يهـ(جب)/ ذ-ب-علو/ سرن/ (ذ-)شصرم/ و-شرحـ(تم)/ و-حيوم/ ل-هوت/ سرن 7 – ذ-شصرم/ ل-أيونم/ و-تبقلتم/ ذ-بقلو/ ب-تحت-هو/ و-قيظم/ (و-)ذ-صـ(ر) 8 – [بم/ و-]نكـ(ل)/ ب-تحت-هو/ ب-ردأ/ و-مـ(قم)/ مرأي-همو/ عثتر-شرقن/ و-أ[ليـ] 9 – (-همـ)و/ عثتر/ ذ-جوفتم/ بعل/ علم/ و-بشر/ و-أشمس-همو/ بعلت/ أريم/ و-مأمـ 10 – رم/ و-منضحت/ أبيت-همو/ بعل/ شبعن/ و-بمقم/ مرأ-همو/ يسرم/ يـ 11 – هنعم/ و-بن-هو/ شمر/ يهرعش/ ملكي/ سبأ/ و-ذ-ريدن/ و-ب-ردأ/ و-أخـ 12 – يل/ شعبي-همو/ مأنفم/ و-ظهرم/ و-هكلو-هو/ و-هقشب/ (أر)ضن/ و-مهيـ 13 – ع/ (ثني)/ و-رخين/ و-ب-ورخن/ ذ-معون/ ذ-ب-خرفن/ ذ-ل-تسعت/ و-ثمنـ 14 – يي/ و-ثلث/ مأتم/ بن/ خريف/ مبحض/ بن/ أبحض/ و-رثدو/ (مـ)قحـ(-هـ)[مو] 15 – [عـ]ثتر/ شرقن/ و-منضحت/ بيت-همو | د. خلدون هزاع عبده نعمان                                                                                       | جيدة | [ 2 ]                                                               |
| Ja 651 | اليمن                    | معبد أوام، مارب | المسند                                                      | 3                                             | 3                                              | عثر على النقش (Ja 651) في معبد أوام أثناء الحفريات التي قامت بها بعثة المؤسسة الامريكية لدراسات الإنسان مطلع خمسينيات القرن الماضي، وهو نقش يتكون من (56) سطرًا مكتوبة على حجر مستطيلة الشكل، تعرضت السطور الأربعة الأولى لتلف أجزاء منها، وقد نُشر النقش مع صورته في عام (1962م)، لكن صورته غير واضحة، وحتى الآن لا تتوفر صورة واضحة للنقش. دُوّن النقش بواسطة عبدعم أشواع بن مذراح وثفيان في عهد الملك شمر يهرعش ملك سبأ وذي ريدان، بين عامي (286 - 298) ميلادي، وقد تم التعرف على اسم صاحب النقش ولقبه من خلال النقشين (Kh-Ḍāf 1/1; Kh-Nūna 1/1)، الأمر الذي جعلنا نعيد نشر الأربعة السطور الأولى من النقش.                     | 1 – عـ(بد) عم/ [أشوع/ بن/ ذ-]مذرحم/ 2 – و-ثفين/ و-مـ[ليكم/ و-ثوبين/ ذ-عمي] 3 – د/ أبعل/ بيتن/ شبـ[عن/ أرشو/ علـ] 4 – م/ أقول/ شعبينهن/ مهأنفم/ و-ظهـ(ر)[م] | ألبيرت جام | جيدة | [ 2 ]                                                               |
| خلدون-ضاف 1 | اليمن                    | قرية ضاف، مديرية جهران محافظة ذمار، اليمن. | المسند                                                      | 3                                             | 3                                              | مُدوّن على عمود من الحجر الجيري أعيد استخدامه في رفع سقف المسجد القديم في قرية ضاف، كان النقش مغطى بطبقة من الجص والطلاء ولا يظهر منه إلا بضعة حروف، وقام الباحث بإزالة طبقة الجص بتصريح ومشاركة من مكتب الآثار في محافظة ذمار، ونشير هنا إلى أن النقوش الموسومة بـ: (CIH 41; 42; 43) أعيد استخدامها في بناء الجدار الخارجي لهذا المسجد. | 1 – [ع]بدعم/ أشوع/ [بن]/ (مذرحم)/ و-ثفين/ و-مليكم/ و-ثوبين/ ذ-عمد/ أبعل/ بيتن/ شبعن/ أقول/ شعبينهين/ مهأنفم/ و-ظهـ[رم/ برأو/][......][مأجل-همو] 2 – هرن/ ذ-ب-وسط/ موطنن/ ذ-طمم/ ذ-ب-هجرن/ ضفو/ و-ورد-هو/ و-نقل/ ظورم/ عشر/ أمم/ صدقم/ ل-فسأ/ أربعت عشر/ بح[ورم ......] 3 – -هو/ و-نكل-هو/ و-تجير-هو/ و-هنكلو/ و-هنطعن/ هوت/ مأجلن/ هرن/ ل-مسقتم/ ل-هجرن/ ضفو/ كأل/ كس3أو/ [...... ب-ردأ/ مرأ-همو] 4 – [عثـ]تر-شرقن/ و-ألي-همو/ عثتر/ ذ-جوفتم/ بعل/ محرمن/ علم/ و-بشر/ بعل/ محرمن/ شبمم/ و-أشمس-همو/ و-منض[حت/ أبيت-همو/ بعل/ شبعن/ و-ب-ر] 5 – دأ/ و-مقم/ مرأي-همو/ يسرم/ يهنعم/ و-بن-هو/ شمر/ يهرعش/ ملكي/ سبأ/ و-ذ-ريدن/ و-ب-ردأ/ و-أخيـ[ل/ شعبي-همو/ مهأنفم/ و-ظهرم/ ...... ذ-] 6 – عمد/ و-ب-ورخن/ ذ-ثبتن/ ذ-ب-خريفن/ ذ-ل-ثني/ و-تسعي/ و-ثلث/ مأتم/ بن/ خريف/ مبحض/ [بن/ أبحض] | د. خلدون هزاع عبده نعمان                                                                                       | جيدة | [ 2 ]                                                               |
| خلدون-العقم 1 | اليمن                    | قرية العقم، مديرية الحدأ، محافظة ذمار، اليمن. | المسند                                                      | 5                                             | 6                                              | نقش مُدوّن بالحفر البارز على قطعة حجرية مستطيلة الشكل أعيد استخدامها على أحد أبواب حصن قرية العقم، يتكون من ثمانية أسطر، السطر الأول لا يظهر منه شيء، وبقيه السطور تعرضت بعض كلماتها للتلف. | 1 – [إل ثوب/ ذ-عمد/ ......] 2 – و-ذ-وتأو/ هقشبو/ ب-علي/ مأجلن/ ثني/ بأرن/ (ل-سقي)/ (ب-)[س](ف)[ل]/ (س)رن 3 – ذ-عقرن/ ذ-يسمين/ مغببم/ ب-سفل/ أرض/ ذ-حبب/ و-ثني/ مأجلن/ ل-بأرنن 4 – مأجلم/ و-ل-غيلن/ مأجلن/ ثنيم/ غير/ مأجل-هو/ ذ-هقشبو/ و-سقف(-هـ)مو/ و-محربي-هـ 5 – و/ و-(م)بخنت(-هـ)و/ و-كل/ ذن/ مقحن/ و-قشبنن/ و-مأجلن/ و-أرضن/ و-مأجلتن/ ذ-ب-سفل 6 – ذ-حبب/ و-أبأرن/ و-تعذب-هن/ و-ذ-هقشب/ بن/ أبأرن/ وقه/ غيلن/ ف-كل(-هـ)و/ (ث)وب/ ب-ثني 7 – ورخن/ ذ-حلتن/ و-ذ-معن/ و-تقدم/ كل/ ذن/ قهن/ إل ثوب/ ذ-عمد/ حل/ بيت/ ل-هو/ قيلن/ ورخ-هو/ ذ-حل 8 – (تن)/ ذ-(ل-)[..... / و-](س)ث/ مأتم/ س(ل)م/ و-سلم/ علن/ ذن/ مأجلن/ و-أبعل-هو/ أمن/ و-أمن | د. خلدون هزاع عبده نعمان                                                                                       | سيئة | [ 2 ]                                                               |
| خلدون-علبج 1 | اليمن                    | علبج (شمال حمة القاع)، مديرية الحدأ، محافظة ذمار، اليمن | المسند                                                      | 4                                             | 4                                              | نقش مُدوّن بالحفر البارز على صخرة شبه مستوية، يتكون من عشرة أسطر، تعرضت نهاية السطور للتلف نتيجة تقشر الصخرة التي كُتب عليها، وقد أظهرت مقارنة صور قديمة ألتقطناها للنقش مع صور حديثة، وجود تقشر حديث في نهاية السطر التاسع وهو الجزء الذي يحتوي على تاريخ النقش. | 1 – نوفم/ ينهر/ و-أخي-هو/ يعمر/ نوفن/ بنو/ ذ-مذرحم/ و-ثفين/ و-مليكم/ و-ثوبين/ ذ-عميد/ و-ذرح/ ذ-ع[ثي/ و-عسيمم] 2 – ذ-رشم/ أبعل/ بيتن/ شبعن/ أرشو/ علم/ أقول/ شعبينهين/ مهأنفم/ و-ظهرم/ برأو/ و-ثوبن [/ و-هـ] 3 – (قشبن)/ مأجل-همو/ علبجم/ (عذ)بو/ و-مأجل-همو/ شصرم/ عذبو/ و-مأجل-همو/ ذ-مررت [/ عذبو] 4 – [-هو/] و-مأجل-همو/ ريون/ ذ-ب-سرن/ م(لب)دن/ عذبو-هو/ ذ-عذبو/ هموت/ مأجلتن/ بن/ مو[ثر-همو/ عدي/ مري] 5 – م-همو/ بكل/ جير(-هـ)مو/ و-مسقي-همو/ مسقيتم/ ل-أسرر/ و-تبقلت/ أيون/ و-قيوظ/ كون/ (ب-) [تبق] 6 – لتن/ و-بقلو/ سر(-هـ)مو/ مقل(د)م/ ذ-ب-تحت/ مأجل-همو/ يكرب/ ذ-ب-علبجم/ و-هقحو-همو/ و- [عذبو-همو/ ب-ردأ/ و-تحرجٍ] 7 – شعب(ي)-همو/ مه(أ)نفم/ و-ظهرم/ و-ب-ردأ/ عثتر-شرقن/ و-كل/ ألألت-همو/ و-أشمس-همو/ و-[ب-رد] 8 – أ/ و-مقم/ أمرو(أ-هـ)مو/ ذرأأمر/ أيمن/ ملك/ سبأ/ و-ذ-ريدن/ و-حضرموت/ و-يمنت [....] 9 – (ب)ن/ ب-خريفم/ أحد/ ذ-ل-همو/ ورخ-هو/ ذ-قيظن/ ذ-ب-خر(ي)فن/ ذ-ل-س[بع](ت)/ و-(ت)س[عي/ و-أربع/ مأتم/ بن] 10 – خريف/ مبحض/ بن/ أبحض | د. خلدون هزاع عبده نعمان                                                                                       | جيدة | [ 2 ]                                                               |
| نقش تأسيس مسجد الأمير قرطاي المنصوري بحي الدرج (لاحقا سمي مسجد ومزار الشيخ مجاهد) بحي الدرج                                        | فلسطين المحتلة           | غزة- حي الدرج- الجامع العمري – مخزن الجامع | النبطي - الثلث الأيوبي                                      | 13                                            | 13                                             | عبارة عن بلاطة رخامية مستطيلة يحمل أربعة أسطر بخط الثلث الأيوبي | 1- بسم الله الرحمن الرحيم إنما يعمر مساجد الله من آمن بالله واليوم الآخر 2- أمر بعمارة هذا المسجد المبارك الامير الكبير المجاهد الغازي شهاب الدين 3- قرطاي المنصوري على ضريح ولده الفقير إلى ربه شمس الدين يحي توفي إلى رحمة 4- الله تعالى النصف من صفر سنة ست وسبعين وستماية رحمه الله ورحم من ترحم عليه وجميع المسلمين | د. عاطف عبد الدايم                                                                                             | لا يعرف مصيرة حتى الآن بعد الغارات الإسرائيلية في عام 2024                                                                      | [ 2 ]                                                               |
| نقش تأسيسي | إسبانيا                  | جامع قرطبة، قرطبة، إسبانيا | النبطي - الكوفي                                             | 10                                            | 10                                             | نقش تأسيسي تم اكتشافه خلال أعمال التنقيب في أرضية جامع قرطبة عام 1886م، ويؤرخ لأحد البنايات التي بنيت في الجامع خلال عهد الحكم المستنصر بالله. وهو موجود الآن في متحف الآثار الوطني في مدريد | بسم الله الرحمن الرحيم شهد الله أنه لا/ إله إلا هو والملائكة وأولوا العلم/ قائما بالقسط لا إله إلا هو العزيز/ الحكيم ما شا [كذا] الله كان ولا حول ولا/ قوة إلا بالله وصلى الله على محمد/ خاتم النبيين وسيد المرسلين وسلم/ عليه في العلمين [كذا] أمر الإمام عبد الله/ الحكم المستنصر بالله أمير المؤمنين/ ولي عهده وخليفته على عباده/ الحافظ لحرمه والواقف/ عند حدوده والشاكر/ لنعمته أطال الله بقاه [كذا] في/ أتم كرامة وأعم سلامة/ وأكمل سرور وغبطة بهذه/ البنية فتمت بعون الله وقوته/ على يدي موليه [كذا] وحاجبه جعفر بن/ عبد الرحمن رضي الله عنه/ بنظر معقل وتمام فتييه/ في سنة ثمان وخمسين وثلث/ ماية والحمد لله رب العلمين [كذا]. | لا يوجد | ممتازة | [ 2 ]                                                               |
| شاهد قبر إبراهيم بن الأمير علم الدين سنجر الجالقي                                                                                  | فلسطين المحتلة           | غزة- الجامع العمري- المخزن- مجلوب من أحد المقابر | النبطي - الثلث المملوكي                                     | 13                                            | 13                                             | عبارة عن بلاطة رخامية تحمل تسعه أسطر بخط الثلث المملوكي | 1- بسم الله الرحمن الرحيم 2- كل من عليها فان هذا قبر 3- الفقير إلى ربه الراجي عفوه 4- إبراهيم بن علم الدين سنجر 5- الجالقي توفي إلى رحمة الله 6- في العشر الأخير من رمضان 7- المبارك سنة أحد وتسعين 8- وستمية رحم الله من ترحم عليه 9- وجميع المسلمين النقش عبارة عن شاهد قبر ويلاحظ ان شواهد القبور تحمل عدد كبير من شواهد أبناء الأمراء المماليك (هل كان مناخ غزة مضرًا بهم؟)، وهذا النقش لإبراهيم بن الأمير سنجر الجالقي | لا يوجد | لا يعرف مصيرة حتى الآن بعد الغارات الإسرائيلية في عام 2024                                                                      | [ 2 ]                                                               |
| نقش تجديد مسجد المعلق (مسجد الأمير سيف الدين بلبان المستعربي)                                                                      | فلسطين المحتلة           | غزة- الجامع العمري – عتب إحدي غرفات الدراسة بالناحية الغربية | النبطي - الثلث المملوكي                                     | 13                                            | 13                                             | عبارة عن كتلة رخامية مستطيلة يحمل أربعة أسطر بخط الثلث الأيوبي | 1- بسم اللّه الرحمن الرحيم إنّما يعمر مساجد اللّه من آمن باللّه واليوم الآخر وأقام الصلاة وأتى الزكاة ولم 2- يخش إلّا اللّه فعسى أولئك أن يكونوا من المهتدين ولمّا سقط المسجد المعلّق المعروف بإنشاء الأمير المرحوم سيف الدين بلبان 3- المستغربى أنشىء مكانه هذا المسجد المبارك من مال الوقف المبارك المعروف بالأمير سيف الدين المذكور في شهور سنة سبع 4- وثمنين وستّمية (كذا) بنظر الأمير سعد الدين كوجا الناصرى الوصى أثابهما اللّه وأجرهما وغفر لهما ولمن صلا (كذا) وترحّم عليهما وجميع المسلمين التعليق: للنقش أهمية كبيرة فهو دليل على وجود المسجد المعروف بإنشاء الأمير بلبان المستعربي وكان من أعيان الأمراء البحرية الذين أنشأهم الصالح نجم الدين وخدم الدولة أيام السلطان الظاهر بيبرس ولو كان فقد لما عرفنا عنه شيء أو لعرفنا معلومات منقوصة، وقد ورد بالنقش أن المسجد سقط المسجد تم إنشأءه من جديد من مال الوقف، وهذا يدل على أهمية الوقف في استدامة البناء من ترميمه والصرف عليه وإذا ما سقط أو تشعث بشكل يخشى من سقوطة يعاد بناءه من مال الوقف، وقد أنشيء المسجد على يد الامير بلبان المستعربي في حدود سنة 651هـ/ وذلك لوجود نقش معاصر له في مسجد الأيبكي الذي كان موجودا بالقرب من جامع ابن مروان نصه كالتالي: 1- بسم الله الرحمن الرحيم أمر بإنشائه الأمير الأجل الكبير المجاهد المثاغر المرابط الغازي سف الدن 2- بلبان بن عبد الله المستعربي الملكي الصالحي الأشرفي أثابه الله وأوقفه وأبده وسبله وحرمه وامضاه 3- وأجراه على عابر السبيل والمقيم لوجه الله وابتغاء مرضاته ما دامت السموات والأرض فمن بدله بعدما سمعه 4- فإنما إثمه على الذين يبدلونه وملعون بن ملعون من يغيره وذلك في العشر الأخيرة من ذي القعدة سنة أحد وخمسين وستمتية وكان ناظر الوقف والذي قام بالبناء الأمير كوجا الناصري وكان يتولى نيابة دار العدل بقلعة الجبل بالقاهرة وتولى نيابة الاسكندرية وتوفي سنة 697هـ. وفي النقش إشارة أخرى هو اختيار أصحاب الأوقاف من يتولى ناظر الأوقاف من أهل الشوكة أي من الأمراء حتى يكون قادرا على حماية الوقف وصيانته من الاستيلاء والتعطيل | مصلحة الآثار الفلسطينية، تحت الانتداب البريطاني                                                                | لا يعرف مصيرة حتى الآن بعد الغارات الإسرائيلية في عام 2024                                                                      | [ 2 ]                                                               |
| نقش إضافة زيادة إلى الجامع العمري بغزة على يد الأمير تنكز الناصري                                                                  | فلسطين المحتلة           | غزة- الجامع العمري - فوق عتب المدخل الموجود بالواجهة الشرقية | النبطي - الثلث المملوكي                                     | 13                                            | 13                                             | عبارة عن شريط كتابي مكون من سطرين يفصل بينهما خط بارز فوق الباب الموجود في الجهة الجنوبية للجامع وينكسر هذا الشريط على يسار الباب وكان جواره رنك الأمير تنكز وهو عبارة عن دائرة يشغل باطنها شكل الكأس | 1- بسم اللّه الرحمن الرحيم إنّما يعمر مساجد اللّه من آمن باللّه واليوم الآخر وأقام الصلاة وأتا الزكاة ولم يخش إلّا اللّه أمر بإنشاء هذه الزيادة المباركة بالجامع المعمور بذكر اللّـ[ـه تـ]ـعالى مولانا السلطان الملك الناصر ناصر الدنيا والدين محمّد إبن مولانا السلطان الشهيد الملك المنصور قلاون خلّد اللّه تعالى ملكه بإشارة ا 2- لمقرّ الأشرف العالى المولوى الأميرى الأجلّى الكبيرى العضدى النصرى المحترمى المخدومى المجاهدى المرابطى المثاغرى المؤيّدى الناصرى المنصورى السيفى مولانا ملك الأمراء تنكز كافل الممالك الشريفة بالشأم المـ[ـحرو]س أعزّ اللّه أنصاره و كان الفروغ (كذا) منه في شهر المحرّم سنة ثلاثين وسبع مائة يعد من أهم النقوش التي ترصد التعديلات المعمارية في المباني لتناسب وظيفتها أو لتؤدي وظيفتها ومن المعروف ان الجامع العمري كان قبل دخول الإسلام كنيسة تتجه بشكل صارم من الشرق إلى الغرب ومبنية على الطراز البازيلكي وهو نمط من المباني تتكون من ثلاثة مناطق غير معزولة عن بعضها سوى بصفين من الأعمدة وتكون المنطقة الوسطى هي الأوسع والاعلى، المهم أن الاتجاه الصارم من الغرب إلى الشرق وحين حول المكان إلى مسجد كان لا بد من تعديل القبلة نحو الجنوب الشرقي ولهذا قام المعمارية بعمل زياة إضيفت للجامع من الناحية الجنوبية بحيث تكون عريضة عند جدار القبلة وتتناقص تدريجيًا نحو الغرب حتى تختفي وبذلك يكون المعمار تحايل على اتجاه الجامع وحرفه بخفة لطيفة نحو الجنوب الشرقي. والنقش أيضا يعد من النصوص الرسمية المتكاملة فقد صنع في العصر المجيد لأسرة قلاوون عصر الثراء والأستقرار به ألقاب السلطان الناصر وألقاب الأمير تنكز الناصري أهم أمراء ذلك العصر، وكان في ذلك الوقت نائب نيابة (مقاطعة) دمشق معنى ذلك أن غزة كانت تتبع إداريا نيابة دمشق. | مصلحة الآثار الفلسطينية، تحت الانتداب البريطاني                                                                | جيدة | [ 2 ]                                                               |
| نقش إنشاء الباب الشرقي والمئذنة بالجامع العمري بغزة                                                                                | فلسطين المحتلة           | غزة- الجامع العمري - فوق عتب المدخل الموجود بالواجهة الشرقية | النبطي - الثلث المملوكي                                     | 13                                            | 13                                             | عتب رخامي زبدي اللون | 1- بسم اللّه الرحمن الرحيم تبارك الذى إن شاء جعل لك خيرا من ذلك/// جنّات تجرى من تحتها الأنهار ويجعل لك قصورا أمر بإنشاء هذا الباب المبارك والمأذنة المباركة مولانا وسيّدنا السلطان الملك المنصور حسام الدنيا والدين أبو/// الفتح لاجين المنصورى رضي أمير المؤمنين أدام اللّه أيّامه ونشر في الخافقين 2- بالنصر ألويته وأعلامه وأعزّ أنصاره وأعوانه ووزراه و أمراءه وحكامه وجنده وخدّامه/// وحكّم في مهج المشركين وسنانه وحسامه وأوزعه شكر ما أنعم عليه وأحسن في الدنيا والآخرة إليه وتولّى عمارتهما العبد الفقير إلى ربّه الراجى عفوه سنقر السلحدار/// العلائى المنصورى بنظره في أيّام ولايته وكان الفراغ منهما في شهر شعبان المبارك سنة سبع و تسعين وستّمية غفر اللّه له ولجميع المسلمين هذا النقش يؤرخ لإنشاء الباب الشرقي للجامع العمري وإنشاء المئذنة التى تقوم فوقه وعلينا أن نشير أن الجامع كان في الأصل كنيسة قبل الإسلام أثناء الحروب الصليبية أعيد استخدامه ككنيسة أيضًا في فترة غزو الفرنجة (الصليبيين) وأعيد إلى هويته الإسلامية بعد استعادة غزة مرة أخرى وكان تخطيطه القديم المعتمد على الطراز البازلكي يجعل في جداره الشرقي شرقية الكنيسة وهي حنية كبيرة غير موجهة نحو مكة المكرمة ولكنها موجهة نحو بيت المقدس، وكانت هذه الحنية الكبيرة بجانبها المحراب الإسلامي المتجه نحو مكة المكرمة أى الى الجنوب الشرقي، وهذا يؤدي إلى الخلط وتشتت النظر، لذلك رأى أهل الخبرة من المعماريين إزالة الشرقية والإبقاء على المحراب ليهيمن وحده على جدار القبلة، وكان فتح الباب في هذا الموضع مكان الشرقية وإقامة المئذنة فوقه تأكيدًا على هوية الجامع وإزالة بقايا الكنيسة، كما جاء في فترة تالية أيام الأمير تنكز تتغير تخطيط الجامع بإضافة زيادة في مساحة الجامع من الناحية الجنوبية، وأضيف صحن مكشوف في الناحية الشمالية لربطه معماريا بهوية المساجد الجامعة. وللنقش أهمية أخرى كبيرة فهو يعد نموذجًا للنصوص التأسيسة فيه كل مقوماته وقد ساعدت المساحة المخصصة في الاسهاب والتوسع في حجم النص للكشف عن امكانيات كاتب النص بلاغيا وخطيا، وفيه ألقاب السلطان المنصور لاجين ونائب غزة الأمير سنقر السلحدار العلائي المنصوري، ونقرأ فيه سواء في اسم السلطان نفسه أو اسم نائب غزة الانتساب للسلطان المنصور قلاوون ما معناه الولاء له ولأسرته على الرغم من مقتل السلطان خليل بن قلاوون وتنحي السلطان محمد بن قلاوون ولكن واضح أن سياج الدولة يقوم على أمراء السلطان قلاوون | مصلحة الآثار الفلسطينية، تحت الانتداب البريطاني                                                                | جيدة | [ 2 ]                                                               |
| نقوش بيت السحيمي | مصر                      | شارع المعز لدين الله، القاهرة، مصر | غير محدد                                                    | 17                                            | 17                                             | نقوش متعددة في بيت السحيمي | غير محددة | لا يوجد | ممتازة |                                                                     |
| نقوش قصر الحمراء | إسبانيا                  | غرناطة، إسبانيا | غير محدد                                                    | 10                                            | 10                                             | نقوش متعددة، جمعها خوزيف بويرتو فلشف في كتابه قراءة الحمراء (بالإنجليزية: Reading the Alhambra) | غير محددة | لا يوجد | ممتازة |                                                                     |
| نقوش ضريح المعتمد بن عباد | المغرب                   | أغمات، قرب مراكش، المغرب | غير محدد                                                    | 20                                            | 20                                             | نقوش كُتبَت على قبر المعتمد بن عباد وزوجته كان قد أوصى أن تُكتَب على قبره، أُعيد ترميمها في القرن 20 | أشعار المعتمد بن عباد، ولسان الدين بن الخطيب | لا يوجد | ممتازة |                                                                     |
| نقوش قصر المورق | إسبانيا                  | إشبيلية، إسبانيا | غير محدد                                                    | 11                                            | 11                                             | نقوش متعددة في أنحاء القصر | متعددة | لا يوجد | ممتازة |                                                                     |
| نقوش قصبة مالقة | إسبانيا                  | مالقة، إسبانيا | غير محدد                                                    | 11                                            | 11                                             | نقوش متعددة في أنحاء القصبة | متعددة | لا يوجد | ممتازة |                                                                     |
| نقوش قصر الجعفرية | إسبانيا                  | سرقسطة، إسبانيا | غير محدد                                                    | 11                                            | 11                                             | نقوش متعددة في أنحاء القصر | متعددة | لا يوجد | ممتازة |                                                                     |
| قصر دار الحرة | إسبانيا                  | غرناطة، إسبانيا | غير محدد                                                    | 10                                            | 10                                             | نقوش متعددة في أنحاء القصر | متعددة | لا يوجد | ممتازة |                                                                     |
| نقوش المباني في صقلية، مثل كنائس باليرمو                                                                                           | إيطاليا                  | صقلية، إيطاليا | غير محدد                                                    | 11                                            | 11                                             | نقوش متعددة، كانت بالعربية، بسبب أن الفاطميين خسروا صقلية ومالطا وجنوب إيطاليا في الغزو النورماندي، ومن بقي من السكان كان يتكلم العربية، فاستخدمها في النقوش | متعددة، منها: 1- الشكر لله 2- هذه نعمة من الله 3- حسبي الله ونعم الوكيل | لا يوجد | ممتازة |                                                                     |
| نقش عقد الأمان بالقدس | فلسطين المحتلة           | القدس | النبطي - كوفي غير مُعجم                                      | 7                                             | 9                                              | كتابة عربية قديمة من تسعة أسطر منقوشة على لوح حجري في مسجد صغير خارج الركن الجنوبي الغربي من الحرم القدسي، عن عقد أمان من المسلمين إلى أهل القدس إبان فتحها | بسم الله الرحمن الرحيم (غير مقروء) (غير مقروء) ذ مة الله وضمان رسوله (غير مقروء) وشهده عبد الرحمن بن عوف الزهري وأبو عبيدة بن الجراح وكاتبه معاوية سنة اثنتين وثلاثين | بعثة الجامعة العبرية                                                                                           | غير محدد | [ 3 ]                                                               |
| نقوش المسجد الأقصى | فلسطين المحتلة           | القدس | متعددة                                                      | غير محدد                                      | غير محدد                                       | 122 نقش عربي، محفوظين في المتحف الإسلامي في المسجد الأقصى | متعددة | لا يوجد | غير محدد | [ 4 ]                                                               |
| نقوش قبة الصخرة | فلسطين المحتلة           | القدس | متعددة                                                      | غير محدد                                      | غير محدد                                       | نقوش على قبة الصخرة | متعددة | لا يوجد | غير محدد | دراسة في نقوش الفسيفساء بقبة الصخرة، أوري روبين، ترجمة أحمد البهنسي |
| نقوش جامع كلبايكان | إيران                    | كلبايكان في إيران | النبطي - كوفي                                               | 12                                            | 12                                             | نقوش حول الجامع | متعددة | لا يوجد | ممتازة | [ 5 ]                                                               |
| نقوش شواهد العلماء في سمرقند | أوزبكستان                | سمرقند | النبطي - كوفي                                               | 10                                            | 14                                             | نقوش عن العلماء على شواهدهم | متعددة | لا يوجد | ممتازة | [ 6 ]                                                               |
| دعاء صاحب الناقة | السعودية                 | شمال منطقة حائل جبال الجلف | ثمودي                                                       | -4                                            | 4                                              | نقش على واجهة صخرية بجوار رسم لناقة شمال منطقة حائل، جبال الجلف | النقش أمام الناقة: يا نهي ساعد جبرايل (نهى أحد المعبودات من دون الله) | لا يوجد | جيدة | [ 2 ]                                                               |
| صاحب الفرس | السعودية                 | شمال المملكة العربیة السعودیة - منطقة حائل | ثمودي                                                       | -4                                            | 4                                              | نقش على واجھة صخریة أمام رسم لفرس والنصف الآخر خلف الفرس | النقش أمام الفرس: لـ ع ب د ا ل ب ن ش و ر ھـ ح ر س ت ھـ ر ھـ و ي (عبد إیل مثل جبرائیل وإیل اسم الله) عبراني أو سریاني (حرست أي للحراسة رھوي أي الھادي) ھذا الفرس الھادي للحراسة وھو لـ عبد إیل بن شور وخلف الفرس النقش التالي: (لـ ص ف و ھـ ر ھـ و ي ك ل ل) ھذا الفرس الھادي المكلل لـصفو (كلل أي زین واتم) | لا يوجد | جيدة | [ 2 ]                                                               |
| دعاء للمعبود رضو | السعودية                 | جبل أم سنمان غرب مدينة جبة شمال المملكة العربية السعودية | ثمودي                                                       | -4                                            | 4                                              | نقش على واجهة صخرية بجبل أم سنمان غرب مدينة جبة شمال المملكة العربية السعودية | النقش : ھـ ر ض و م ر ز ا ھـ ب ل ي ھـ ي ب ل م ب ن ھـ ر ب يا رضو مرزا ھب لي ھيب بواسطة ابن الهارب مرزا: الكريم الذي تصيب الناس من خيره قراءة النقش: يا رضو الذي تصيب الناس من خيره هب لي هيبة بواسطة ابن الهارب | لا يوجد | جيدة | [ 2 ]                                                               |
| نص اشتیاق | السعودية                 | شمال المملكة العربیة السعودیة - منطقة حائل - جبال حبران | ثمودي                                                       | -4                                            | 4                                              | نقش على واجھة صخریة | النقش الأول: لـ ع ت ي ف ة و ت ش و ق ف ك ت م قراءة النقش الأول: لعتیفة وتشوق فكتم النقش الثاني: لـ و د م ب ن و ھـ ب ل ت قراءة النقش الثاني: لودم بن وھب اللات | لا يوجد | جيدة | [ 2 ]                                                               |
| نقش مودة | السعودية                 | في جبل شویحط غرب مدینة جبة شمال المملكة العربیة السعودیة | ثمودي                                                       | -4                                            | 4                                              | نقش على واجھة صخریة في جبل شویحط غرب مدینة جبة شمال المملكة العربیة السعودیة | النقش: (و د ف ي ث ع ل م ش ع ث م) ودف بمعنى مودتي وتحیاتي قراءة النقش: مودتي وتحیاتي لـ یثع بواسطة شعثم | لا يوجد | جيدة | [ 2 ]                                                               |
| دعاء ورد الدعاء | السعودية                 | جبل أم سنمان غرب مدینة جبة شمال المملكة العربیة السعودیة | ثمودي                                                       | -4                                            | 4                                              | نقشان على واجھة صخریة في جبل أم سنمان غرب مدینة جبة شمال المملكة العربیة السعودیة | النقش الأول: (ھـ رض و ب ك س ع د ال ل م ع م ر) قراءة النقش الأول: یا رضو بُك سعد إیل بواسطة عمر النقش الثاني: (ھـ ر ض و ب ك ع م ر ل م س ع د ال) قراءة النقش الثاني: يا رضو بُك عمر بواسطة سعد إیل بُك بمعنى دق العنق والقتل (سعد إیل مثل جبرائیل وإیل اسم الله) عبراني أو سریاني | لا يوجد | جيدة | [ 2 ]                                                               |
| نقش مودة وتحیات | السعودية                 | نقش مودة وتحیات | ثمودي                                                       | -4                                            | 4                                              | نقش على واجھة صخریة في جبل السطیحة غرب مدینة جبة شمال المملكة العربیة السعودیة | النقش الأول: (ود ف ا رخ ل م ب ن ل ل) قراءة النقش الأول: مودتي وتحیاتي لارخ من ابن لآل النقش الثاني: (و د ف ب ن ل ل ل م ا رخ) قراءة النقش الثاني: مودتي وتحیاتي لابن لال من ارخ ارخ اسم علم مؤنث وھي الفتیة من المھاء الوضیحي | لا يوجد | جيدة | [ 2 ]                                                               |
| الأسماء واسم القبيلة | السعودية                 | جبل عنيزة شمال مدينة جبة شمال المملكة العربية السعودية | ثمودي                                                       | -4                                            | 4                                              | نقش على واجهة صخرية في جبل عنيزة شمال مدينة جبة شمال المملكة العربية السعودية | قراءة النقش: (منهل بن ثعلبة بن ودع ذال بدن وأنا حلث بن حرب) ذال تعني من قبيلة مثل قولنا آل قحطان | لا يوجد | جيدة | [ 2 ]                                                               |
| ملكیة جمل | السعودية                 | قرب تیماء شمال غرب المملكة العربیة السعودیة | ثمودي                                                       | -4                                            | 4                                              | نقش على واجھة صخریة بقرب تیماء شمال غرب المملكة العربیة السعودية | النقش: ھـ د م ي ت ك ل ل ھـ ل ج م ع س ب ن ش ز و قراءة النقش: ھذه الدمیة المكللة لجمعس بن شزو (الدمیة تعني المصورة المكللة أي المزینة والمكتملة) | لا يوجد | جيدة | [ 2 ]                                                               |
| دعاء للمعبود من دون الله عتر سم | السعودية                 | قرب تیماء شمال غرب المملكة العربیة السعودیة | ثمودي                                                       | -4                                            | 4                                              | نقش على واجھة صخریة بقرب تیماء شمال غرب المملكة العربیة السعودية | النقش: ھـ ع ت ر س م س ع د ن ع ل ا م ت ي ل م ا ب ا ھـ ل قراءة النقش: یا عتر السماء ساعدن على أمتي من اب ھل عتر السماء احد المعبودات من دون الله | لا يوجد | جيدة | [ 2 ]                                                               |
| نقشا مودة وتحیات | السعودية                 | بقرب جبة شمال المملكة العربیة السعودیة | ثمودي                                                       | -4                                            | 4                                              | نقش على واجھة صخریة بقرب جبة شمال المملكة العربیة السعودیة | النقش الأول: ( و د د أ و س لـ م ق م) قراءة النقش الأول: مودتي وتحیاتي لأوس من مقیم النقش الثاني: (و د ف و د ع ت ل م ب ن ل ل) قراءة النقش الثاني: مودتي وتحیاتي لودعة من ابن لال | لا يوجد | جيدة | [ 2 ]                                                               |
| ملكیة رسمة صید | السعودية                 | بقرب جبة شمال المملكة العربیة السعودیة | ثمودي                                                       | -4                                            | 4                                              | نقش على واجھة صخریة بقرب جبة شمال المملكة العربیة السعودیة | النقش: لـ ق ن ب ن ط ل قراءة النقش: ھذه الرسمة (لقین بن طل) قین تعني العبد المملوك والمؤنث قینة،طل المطر الخفیف | لا يوجد | جيدة | [ 2 ]                                                               |
| النصوص التسعة | السعودية                 | بقرب جبة شمال المملكة العربیة السعودیة | ثمودي                                                       | -4                                            | 4                                              | نقش على واجهة صخرية بقرب جبة شمال المملكة العربية السعودية | النقش الأول: ( و دف و د ع ت ل م ف ل ط ت) قراءة النقش الأول: تحياتي ل ودعة من فلطة النقش الثاني: (ود ف ز د ر ل م ز م ر) قراءة النقش الثاني: تحياتي ومودتي لزدر من زامر النقش الثالث: (ھـ ر ض ب ك ر ف د ل م ف ل ط ت) قراءة النقش الثالث: يا رضو بك رفد أي الرفادة من فلطة النقش الرابع: (ھـ ر ض و بك ع ق ش ھـ رض و ب ك و د ل م ط ل ي) قراءة النقش الرابع: يا رضو اقتل عقش واقتل ود من طلي | لا يوجد | جيدة | [ 2 ]                                                               |
| نقش اشتیاق | السعودية                 | حائل شمال المملكة العربیة السعودیة | ثمودي                                                       | -4                                            | 4                                              | نقش على واجھة صخریة بقرب حائل شمال المملكة العربیة السعودیة | النقش: (ل و ھـ ب ب ن س خ ل و ت ش و ق ف ك ت م) قراءة النقش: لوھب بن سخل وتشوق فكتم | لا يوجد | جيدة | [ 2 ]                                                               |
| دعاء | السعودية                 | جبل فردة الشموس بحائل | ثمودي                                                       | -4                                            | 4                                              | نقش دعاء الإله عترسم لطلب المساعد على شخص يدعى ماس | ل م ج ر ي ت هـ ع ت ر س م س ع د ن ع ل م ا س. بواسطة جَرية يا عتر سم ساعدنى على ماس | ممدوح بن مزاوم الفاضل                                                                                          | جيدة | [ 2 ]                                                               |
| دعاء | السعودية                 | بقرب تيماء شمال غرب المملكة العربية السعودية | ثمودي                                                       | -4                                            | 4                                              | نقش على واجهة صخرية بقرب تيماء شمال غرب المملكة العربية | النقش: (ھـ ن ھـ ي س ع د ح ز ا ع ل ود د ھـ) قراءة النقش: يا نهى ساعد حزا على مودته (حزا جامع الإبل) | لا يوجد | جيدة | [ 2 ]                                                               |
| نصوص ملكية | السعودية                 | جبل فردة الشموس بحائل | ثمودي                                                       | -4                                            | 4                                              | هذا نص ملكية الحصان لشخص يدعي جشر، حيث يأمر بعلف الحصان بغرض حمايته | ل ج ش ر هـ ف ر س ب هـ ي ث ع ت هـ ع ن ي هذا الحصان ملك جشر ث ع ت أعلف – الخيل – ذا عني. يقصد بها حمايتي | ممدوح بن مزاوم الفاضل                                                                                          | جيدة | [ 2 ]                                                               |
| نصوص ملكية | السعودية                 | جبل فردة الشموس بحائل | ثمودي                                                       | -4                                            | 4                                              | يحتوي المنظر على أربعة نقوش جاءت لتعبر عن الملكية للحصان، والمنظر عبارة عن رسم صخري لفارس يمسك الحصان باليد اليسري، وفي اليد اليمني حربة طويلة يطعن بها أسد. وأسفل الرجل منظر لحصان أخر | نقش 2أ ل ت هـ ن ف ق ارمي – الحربة في – ذا نَفَقَ نقش 2ب ح ب ت ل ي م ن ب ك حرت مرض من الضعف (ضعف الرأى). أى تعرض لشدة وضيق من الضعف الذى أصابه. نقش 2ج ل ر ف س هـ ع ن ي بواسطة فرس (الحصان) ذا عنى (حمايتي). نقش 2د ف ن ش و هـ ب استرخى وهب | ممدوح بن مزاوم الفاضل                                                                                          | جيدة | [ 2 ]                                                               |
| نص ملكية | السعودية                 | جبل فردة الشموس بحائل | ثمودي                                                       | -4                                            | 4                                              | نص ملكية حصان لشخص يدعى وهب إل، وقال: هذا عني (أي حماية لي) | ل و هـ ب إ [ل] هـ ف ر س هـ ع ن ى ملك وهب ال ذا الحصان حماية عني | ممدوح بن مزاوم الفاضل                                                                                          | جيدة | [ 2 ]                                                               |
| نص ملكية | السعودية                 | جبل فردة الشموس بحائل | ثمودي                                                       | -4                                            | 4                                              | هذا نص ملكية حصان لشخص يدعى شاجب. وكرر جملة الملكية مرتين | هـ ف ر س ل ش ج ب ذا الحصان لشاجب ل ش ج ب هـ ف ر س | ممدوح بن مزاوم الفاضل                                                                                          | جيدة | [ 2 ]                                                               |
| نقش ملكية | السعودية                 | جبل فردة الشموس بحائل | ثمودي                                                       | -4                                            | 4                                              | نقش ملكية حصان لشخص يدعى حنان، وكتب: هذا عني (أي حماية لي) | ل ح ن ن هـ ف ر س هـ ع ن ي ذا الحصان ل حنّان ذا عني. يقصد حماية لي | ممدوح بن مزاوم الفاضل                                                                                          | جيدة | [ 2 ]                                                               |
| نقش ملكية | السعودية                 | جبل فردة الشموس بحائل | ثمودي                                                       | -4                                            | 4                                              | نقش ملكية حصان لشخص يدعى جفر | ل ج ف ر هـ ف ر س ذا الحصان ل جفر | ممدوح بن مزاوم الفاضل                                                                                          | جيدة | [ 2 ]                                                               |
| نقش تذكاري | السعودية                 | وادي العصافير بمنطقة تبوك- شمال غرب المملكة العربية السعودية | ثمودي                                                       | -4                                            | 4                                              | يتحدث النقش المكوَّن من سطر أفقي واحد بادئًا بلام الملكية، والمقروء من اليمين إلى اليسار، عن قيام (بقاق) بكتابة هذا النقش التذكاري | ب ق ق ب ن ش ع ل هـ ب ن ق ش لـ/ بواسطة بقاق بن شُعله بن قش | سعيد السعيد | جيدة | [ 2 ]                                                               |
| نقش دعوي | السعودية                 | وادي العصافير بمنطقة تبوك- شمال غرب المملكة العربية السعودية | ثمودي                                                       | -4                                            | 4                                              | يتحدث هذا النقش عن قيام شخص اسمه عمر بن هانئ بإعلان شوقه لأهله وأحبابه والدعاء لهم بأن تتذكرهم المعبودة العربية القديمة اللات بالخير والبركة. | ل ع م ر ب ن هـ ن أ و ت ش و ق و ذ ك ر ت ل ت أ ت ت و س ع د و غ ن م لـ/ بواسطة عُمر بن هانئ واشتاق، ولتذكر (الإلهة) اللات أتت وسَعْد وغانم | سعيد السعيد | جيدة | [ 2 ]                                                               |
| نقش تذكاري | السعودية                 | وادي العصافير بمنطقة تبوك- شمال غرب المملكة العربية السعودية | ثمودي                                                       | -4                                            | 4                                              | نقشٌ تذكاري أبان فيه صاحبه "ثعم الله"، إضافة إلى اسم أبيه، عن اسميّ جديه له ولأبيه | ل ث ع م ل هـ ب ن ت م ب ن ب ح ل ب ن أ س ل هـ بواسطة ثعم الله بن تَيْم بن بَحْل بن أَوس الله | سعيد السعيد | جيدة | [ 2 ]                                                               |
| نقش تذكاري | السعودية                 | وادي العصافير بمنطقة تبوك- شمال غرب المملكة العربية السعودية | ثمودي                                                       | -4                                            | 4                                              | يتضمن هذا النقش، المكتوب داخل إطار شبه بيضاوي والذي يُقرأ بصورة رأسية من أعلى إلى أسفل ثم تكملة النقش بداية من أداة البنوة "بن" من اليسار إلى اليمين باتجاه أفقي، إعلان صاحبه عميرة عن كتابته لنقشه التذكاري | ل ع م ر ت ب ن ف ر د س بواسطة عميرة بن فردس/فردوس | سعيد السعيد | جيدة | [ 2 ]                                                               |
| نقش عاطفي | السعودية                 | وادي العصافير بمنطقة تبوك- شمال غرب المملكة العربية السعودية | ثمودي                                                       | -4                                            | 4                                              | صاحب النقش المدعو (وائل) عبَّر عن مشاعره ورغبته في لقاء شخص عزيز عليه اسمه (بلان) | و أ ل و د د ف ب ل ن وائل ودّ (رَغِبَ في) بلان | سعيد السعيد | جيدة | [ 2 ]                                                               |
| نقش عاطفي | السعودية                 | وادي العصافير بمنطقة تبوك- شمال غرب المملكة العربية السعودية | ثمودي                                                       | -4                                            | 4                                              | يحتوي هذا النقش، المكتوب بصورة عمودية/ رأسية داخل إطار أقرب إلى شكل المستطيل، على اسم صاحبه (دَحْمَل)، واسم محبوبته (هبود) | د ح م ل و د د ف هـ ب د دحمل أحبَّ (رَغِبَ في) هَبُّود | سعيد السعيد | جيدة | [ 2 ]                                                               |
| نقشان تذكاريان قصيران | السعودية                 | وادي العصافير بمنطقة تبوك- شمال غرب المملكة العربية السعودية | ثمودي نبطي                                                  | -4                                            | 4                                              | كُتب من اليمين إلى اليسار بادئاً بأداة الملكية اللام أو اللام والميم، الأمر الذي يجعل احتمالية قراءة اسم صاحب النقش بصورتين ر ض و، م ر ض و | الثمودي: ل م ر ض و بواسطة مرضو أو لـ رضو النبطي: ب ل و ب ر ح ي و بلو بن حيّ | سعيد السعيد | جيدة | [ 2 ]                                                               |
| نقش تذكاري | السعودية                 | وادي العصافير بمنطقة تبوك- شمال غرب المملكة العربية السعودية | ثمودي                                                       | -4                                            | 4                                              | يبدأ النقش الذي يُقرأ من اليمين إلى اليسار بأداة الملكية ثم اسم صاحب النقش واسم أبيه | ل غ ن ض ب ن ق ح ح ت بواسطة غنض بن قححة | سعيد السعيد | جيدة | [ 2 ]                                                               |
| نقش تذكاري | السعودية                 | وادي العصافير بمنطقة تبوك- شمال غرب المملكة العربية السعودية | ثمودي                                                       | -4                                            | 4                                              | يبدأ النقش الذي يُقرأ من اليمين إلى بأداة الملكية ثم اسم صاحب النقش واسم أبيه وجده | ل ك ل ب ب ن ي ن ع ب ن ف ص ي بواسطة كَلْب بن يَنْع بن فَاصي | سعيد السعيد | جيدة | [ 2 ]                                                               |
| نقش تذكاري | السعودية                 | وادي العصافير بمنطقة تبوك- شمال غرب المملكة العربية السعودية | ثمودي                                                       | -4                                            | 4                                              | يبدأ النقش الذي يُقرأ من اليمين إلى اليسار بأداة الملكية ثم اسم صاحب النقش واسم أبيه وجده ثم الإشارة إلى عشيرته أو قبيلته | ل ع ذ م ت ب ن هـ ر ك ب ن ش ن ذ أ ل ع ث ر بواسطة عذمة بن هرك بن شن من قبيلة/ آل عثر | سعيد السعيد | جيدة | [ 2 ]                                                               |
| نقش زهير | السعودية                 | بشمال غرب السعودیة مدائن صالح بمنطقة قاع المعتدل على مسافة 17 كیلومتر من الحجر على طریق الحج الشامي | النبطي - كوفي بدائي                                         | 7                                             | 7                                              | لا يوجد | ١- بسم الله ٢- أنا زھیر كتبت زمن توفى عمر سنة أربع ٣- وعشرین | علي الغبان وحیاة بنت عبد الله الكلابي                                                                          | غير محدد | [ 2 ]                                                               |
| شاھد قبر یعقوب بن عبد الله | مصر                      | غير محدد | النبطي - كوفي                                               | 9                                             | 9                                              | شاھد قبر یعقوب بن عبد الله | ١- بسم الله الرحمن الرحیـم ٢- أن في الله عزا من كل مصیبة ٣ - كل ھذا لكن ... وكلما ... ٤ - والـ...وأعظم المصائب ٥ - المصیبة بالنبي محمد صلى الله ٦- علیه وسلم وھذا ما یشھد به ٧ -یعقوب بن عبد الله یشھد لا ٨ - اله الا الله وحده لاشریك له ٩ - وأن محمد عبده ورسوله ١٠ - صلى الله علیھ وسلـم توفى ١١- رحمة الله علیه في ذو القعدة ١٢- سنة اربع واربعین ومایتین | غير محدد | غير محدد | [ 2 ]                                                               |
| النقش الأول لسد معاویة | السعودية                 | غرب الطائف على بعد حوالي 20 میل غرب الطائف | النبطي - كوفي بدائي                                         | 7                                             | 7                                              | لا يوجد | ١-ھذا السد لعبد الله معویة ٢- أمیر المؤمنین بنیه عبد الله بن صخر ٣- بإذن الله لسنة ثمن وخمسین ا ٤- للھم اغفر لعبد الله معویة ا ٥- میر المؤمنین وثبته وانصره ومتع ٦- (أمیر) المؤمنین به كتب عمرو بن جناب | كارل س. تويتشل                                                                                                 | غير محدد | [ 2 ]                                                               |
| نقش حوران | سوريا                    | منطقة حوران بجنوب سوریا | النبطي - كوفي بدائي                                         | 6                                             | 6                                              | لا يوجد | ١- أنا شرحیل بر ظلمو بنیت ذا المرطول ٢- سنت 463 (نبطي) بعد مفسد ٣- خیبر ٤- بعم (بعام) | غير محدد | غير محدد | [ 2 ]                                                               |
| شاھد قبر جعفر بن عمر الیمامي | إثيوبيا                  | جبانة بیلیت - شرق تیجري - أثیوبیا | النبطي - كوفي بسيط                                          | 10                                            | 10                                             | لا يوجد | ١- میقات یوم معلوم فاجمع یارب ٢- حفص بن عمر الیمامي مع النبیین ٣- والصدیقین والشھدا والصالحین ٤- وحسن أولئك رفیقا توفى رحمة الله ٥- یوم الخمیس لأربع خلون من جمادى الأولى ٦- سنـل(ـة) احد وستین وثلثمایة سنة رحمة الله | غير محدد | غير محدد | [ 2 ]                                                               |
| نقش قرآني | إثيوبيا                  | جبانة بیلیت - شرق تیجري - أثیوبیا | النبطي - كوفي بدائي                                         | غير محدد                                      | غير محدد                                       | لا يوجد | ١-بسم الله الرحمن الرحیـم ٢-قل ھو الله أحد الله الصمد لم ٣-یلد ولم یولد ولم یكن له كفوا ٤-أحد اللھم صلى على محمد وآله الحمد | تكله لاهاي | محفوظ في متحف مايكل - أثيوبيا                                                                                                   | [ 2 ]                                                               |
| شاھد قبر غیر منتظم باسم یحیى بن زكریا                                                                                              | السودان                  | عثر علیه ضمن حفائر بجبانة أثریة بشمال الخرطوم محفوظ بمتحف الخرطوم | النبطي - كوفي بسیط ذو القامات المقطوطة                      | 7                                             | 7                                              | لا يوجد | ١-بسم الله الرحمن ٢-الرحیم قل ھو الله أحد ٣-الله الصمد ٤-لم یلد و ٥-لم یولد ولم یكن له ٦-كفوا أحد ھذا قبر ٧-یحیى بن زكریا المد ٨-یني رضي الله عنه | مادلين | محفوظ بمتحف الخرطوم | [ 2 ]                                                               |
| نص تسجیلي | الأردن                   | وادي رم بالأردن بموقع مسجد أثري قدیم مندثر | النبطي - كوفي بسيط                                          | 8                                             | 8                                              | یعتقد الباحثون أنه كان ضمن جامع سلامة بن رواح المندثر في ھذه المنطقة والذي یرجع الي العصر الأموي غیر أنه لایوجد له أثر حالیاً وقد أصبح یطلق على المنطقة حالیاً وادي شریح ويتضمن النص بعض الرسوم التخطیطیة الآدمیة والحیوانیة | ١- بسم ٢-الله الرحمن ٣-الرحیم اللھم ٤-تقبل من عبد الجبار سعید ٥-صلاته وصومه وحفظه ٦-ـــــھ اھله و احــ(ـــسن الیھم اجمعین) ٧-وعلیه إنك على ... ٨-صلى الله علیھ وسلم یارب تسلیما ... ٩-محمد الله وذكر به و ١٠- كتبه في رمضان ١١- سنة تسع ومایة | جلین روبرت وفراس بكیان                                                                                         | غير محدد | [ 2 ]                                                               |
| شاھد قبر إبراھیم بن سعد البغدادي                                                                                                   | السودان                  | منطقة خور نویت - السودان | النبطي - كوفي ذو الهامات المقطوطة والأوراق النباتیة البسیطة | 7                                             | 7                                              | لا يوجد | ١- بسم الله الرحمن الرحیم ٢- الله لا إله إلا ھو الحي القیو ٣- م لا تأخذه سنة ولانوم له ٤- ما في السموات وما في الأ ٥- رض من ذا الذي یشفع عند ٦- ه الا بإذنه یعلم ما بین أیدیھم ٧- وما خلفھم ولایحیطو ٨- ن بشيء من علمه الا بما شاء و ٩- سع كرسیه السموات ١٠- والأرض ولایؤوده حفظھما ١١- وھو العلي العظیم ھذا قبر ١٢- إبراھیم بن محمد بن سعد ١٣- البغدادي رحمه الله | مادلين | محفوظ بمتحف الخرطوم | [ 2 ]                                                               |
| شاھد قبر أم الزنجي محمد بن على بن الحسین الصفار                                                                                    | السودان                  | بجبانة آثاریة بشمال مدینة الخرطوم | النبطي - كوفي ذو الهامات المقطوطة والأوراق النباتیة البسیطة | 7                                             | 7                                              | لا يوجد | ١- بسم الله ٢ - الرحمن الرحیم ٣ - لقد كان لكم في ٤ - رسول الله أسوة حسنة لمن ٥ - كان یرجو الله والیوم الاخر ٦ - وذكر الله كثیرا ولما رأى المؤ ٧ - منون الأحزاب قالوا ھذا ما ٨ - وعدنا الله ورسوله ومازادھم إلا ایما ٩ - نا وتسلیما من المؤمنین رجال صدقوا ١٠- ماعاھدوا الله علیه منھم من قضى ١١- نحبه ومنھم من ینتظر ومابدلو ١٢- ا تبدیلا ھذا قبر أم الزنجي ١٣- محمد بن على بن الحسین بن ١٤- على الصفار رحمھا الله | مادلين | محفوظ بمتحف الخرطوم | [ 2 ]                                                               |
| شاھد قبر مریم أم محمد بني مفتاح | إرتريا                   | غير محدد | نسخي لين                                                    | 12                                            | 12                                             | لا يوجد | ١- بسم الله الرحمـن الرحیم ٢- كل من علیھا فان ویبقى ٣- وجه ربك ذو الجلال والإكرام ٤- ھذا قبر المرحومة مریم أم ٥- محمد بني مفتاح توفیت یوم ٦- الأحد لعشرون موفا خلون ٧- من شھر رجب في ... ٨- بعین وخمسمایة (رحم ...) ٩- ترحم علیھا ودعا ... | غير محدد | محفوظ بمتحف مدینة مصوع | [ 2 ]                                                               |
| شھادة التوحید بالحفر الغائر | مصر                      | صحراء مصر الشرقیة - وادي البیضا طریق قفط القصیر طریق الحج المصري القدیم قوص عیذاب | نسخي بسيط                                                   | 7                                             | 7                                              | لا يوجد | لا اله الا الله | إبراهيم صبحي غندر                                                                                              | غير محدد | [ 2 ]                                                               |
| شاھد قبر الشاب التائب الزاھد | إرتريا                   | عثر علیه بجزیرة دھلك | النبطي - نسخي لين وثلث                                      | 7                                             | 7                                              | لا يوجد | من دعا لي برحمة ینفعني بھا الله بسم الله الرحمن الرحیم داخل الوحدة الزخرفیة ١- جنات عدن مفتحة لھم الأبواب متكئین فیھا ٢- یدعون فیھا بفاكھة كثیرة وشراب وعندھم ٣- قاصرات الطرف ٤- اتراب ھذا ما توعدون ٥- لیوم الحساب ٦- ھذا قبر الشاب التائب الزاھد القارئ ٧- لكتاب الله عز وجل المقر بما فیه ... ٨- أبي عبد الله محمد بن الشیخ سلیمان بن الكاتب ٩- بدھلك توفى عشیة الأربعاء الثامن عشر من شھر ربیع ١٠- الآخر سنة إثنین وثلاثین وستمائة رحمه الله ١١- الأبرار وحشره في زمرة من المختارین ... ١٢- واكمل برفد ١٣- ... ١٤- ... ١٥- ... ١٦- ... ١٧- ... ١٨- ... | غير محدد | غير محدد | [ 2 ]                                                               |
| شاھد قبر الشیخ مكي بن جامع | إرتريا                   | عثر علیه بجزیرة دھلك | نسخي لين                                                    | 13                                            | 13                                             | لا يوجد | ١- بسم الله الرحمن الرحیم ٢- یبشرھم ربھم برحمة منه ورضوان ٣- وجنات لھم فیھا نعیم مقیم ٤- خالدین فیھا أبدا إن الله عنده أجر عظیم ٥- ھذا قبر الشیخ مكي ٦- ابن جامع بن سالم السواكني ٧- توفى یوم الإثنین أول یوم من ٨- شھر رجب سنة سبع و ٩- ستمایة سنة للھجرة النبویة ١٠- بدھلك رحمة الله رحمة واسعة ١١- وجمیع المسلمین آمین اللھم آمین ١٢- وصلى الله على سیدنا محمد وآله ١٣- عمل عبد الله بن أبي حرمي عفى الله عنه | غير محدد | غير محدد | [ 2 ]                                                               |
| شاھد قبر جمال الدین محمد بن سعید البھائي                                                                                           | إرتريا                   | عثر علیه في أسمرة | النبطي - نسخي لين وثلث                                      | 15                                            | 15                                             | شاھد قبر | ١- بسم الله الرحمن الرحیـم ٢- یبشرھم ربھم برحمة منه ورضوانا ٣- وجنات لھم فیھا نعیم مقیم خالدین ٤- فیھا ابدا إن الله عنده أجر عظیم ٥- ھذا قبر العبد الفقیر إلى الله تعالى ٦- جمال الدین محمد بن سعید البھائي ٧- توفى نھار الجمعة الحادي عشر ٨- من ذي القعدة الحرام عام أحد ٩- عشر وثمانمائة من الھجرة النبویة ١٠- وصلى الله على سیدنا محمد وسلم | غير محدد | جيد محفوظ في متحف مصوع الإقليمي                                                                                                 | [ 2 ]                                                               |
| شاھد قبر صفیة ابنة علي بن عیسى المدني                                                                                              | إرتريا                   | جبانة أثاریة بمنطقة أسمرة | النبطي - نسخي لين وثلث                                      | 13                                            | 13                                             | شاھد قبر | ١- بسم الله الرحمـن الرحیم ٢- یبشرھم ربھم برحمة منه ورضوان وجنات ٣- لھم فیھا نعیم مقیم خالدین فیھا أبدا إن الله ٤- عنده أجر عظیم ٥- ھذا قبر الحرة الفاضلة ٦- صفیة ابنة عیسى المدني توفیت في سنة ٧- خمس وخمسین وستمایة رحمھا الله وجمیع المسلمین ٨- وصلى الله على سیدنا محمد وآله وسلم | غير محدد | غير محدد | [ 2 ]                                                               |
| نص تذكاري تسجیلي باسم یوسف ابن حاتم السیف                                                                                          | مصر                      | صحراء مصر الشرقیة - وادي البیضا - طریق قفط القصیر طریق الحج المصري القدیم قوص عیذاب | نسخي مملوكي                                                 | 14                                            | 14                                             | نقش تسجیلي | ١- حضر العبد الفقیر إلى الله تعالى ٢- یوسف بن حاتم السیفي رده الله الي أھله ٣- غفر الله له ولوالدیه ولجمیع المسلمین آمین ٤- بتاریخ شھر جماد الاخر سنة خمس وخمسین وسبعمایة | إبراهيم صبحي غندر                                                                                              | غير محدد | [ 2 ]                                                               |
| جزء من شاھد قبر | إرتريا                   | جبانة رأس الشوك - أسمرة | نسخ                                                         | 7                                             | 7                                              | شاهد قبر | ١- بسم الله الرحمن الرحیـم ٢- ... تحة لھم الأبواب ٣- ... كثیرة وشراب ... ٤- بفراقه الأحباب ... ٥- ... بن یحیى بن المالك بن یحیى ٦- ... ناصر الإسلام توفى ٧- ... ین من شوال سنة سبع ٨- ...رحمة الله ٩- ... ین آمین | جيوفاني أومان                                                                                                  | غير محدد | [ 2 ]                                                               |
| نقش الدعاء | مصر                      | وادي مكتب - جنوب سیناء - مصر | النبطي - كوفي بسيط                                          | 7                                             | 7                                              | نقش من ثلاث أسطر- بشكل دعائي- غیر جید التنفیذ- لم یوازن الكاتب بین المساحات المتوافرة للكتابة | یا رب اذكر عبد(ك) الخاطى لویب بن سد بن موسى | غير محدد | غير محدد | [ 2 ]                                                               |
| شاھد قبر عیسى بن احمد بن محمد المكي                                                                                                | إرتريا                   | جزیرة دھلك بالصحراء الإفریقیة الكبرى | النبطي - نسخي لين وثلث                                      | 12                                            | 12                                             | شاھد قبر | ١- بسم الله الرحمن الرحـیم ٢- وصلى الله على محمد المصطفى وعلى آله ٣- إن المتّقین في جنات وعیون آخذین ما آتاھم ربھم ٤- إنھم كانوا قبل ذلك محسنین كانوا قلیل من اللیل ٥- مایھجعون وبالأسحار ھم یستغفرون وفي أموالھم ٦- حق للسائل والمحروم ٧- ھذا قبر الأدیب الفاضل ٨- الفقیر إلى ربه المحب للقایه وقربه ٩- عیسى بن أحمد بن محمد بن إبرھیم بن یوسف بن حامد ابن یحیى العكي ١٠- رحمه الله تعالى توفى لیلة الجمعة تاسع وعشرین في صفر سنة أربع وثمانین وخمسمایة ١١- إذن حي تنصتى واسمعي ثم عي وعي ١٢- أنا رھن مضجعي فاحذري قبل مصرعي ١٣- لیس زاد سوى التقى فخذي منه أو دعي ١٤- عشت تسعین حجة ثم وافیت مضجعي ١٥- رحمه الله تعالى ورحم من ترحم علیه وجمیع المسلمین سطر رأسي في أسفل الجانب الایسر من الشاھد قراءته: صنعة العبد الفقیر لرحمة ربه عبد الرحمن بن أبي حرمي المكي | غير محدد | جيدة ومحفوظة في المتحف البريطاني                                                                                                | [ 2 ]                                                               |
| شاهد قبر | عمان                     | حجر بني حمید ولایة مدحاء - سلطنة عمان | نسخ                                                         | غير محدد                                      | غير محدد                                       | نقش بالخط العربي عبارة عن ثلاثة أسطر بخط النسخ وقد كتب النقش على صخرة من الرخام الطبیعي وقد وضعت كشاھد قبر | بسم الله الرحمن الرحیم | سعيد المدحاني                                                                                                  | غير محدد | [ 2 ]                                                               |
| نقش أعمار صھریج المیاه الصغیر بقَلْعَة صَدْر الجندي                                                                                     | مصر                      | أعلى باب صھریج المیاه الصغیر بقَلْعَة صَدْر الجندي بوسط سَیْنَاء التي تقع عند تقاطع خط عرض °29 51 - 3. 55 شمالاً مع خط طول °33 7 - 47. 41 شرقاً | نسخ أيوبي                                                   | 12                                            | 12                                             | نقش عربي تعمیري بخط النسخ الأیوبي یشتمل على عشرة أسطر یُؤرخ لعمارة الصھریج الصغیر ویُلحظ وجود الأعجام | 1. بسـم الله الرحمن الرحیم صلى الله على سید 2. نا محمد خلد الله ملك مولانا الملك النـاصر 3. صـلاح الدنیـا والدین سلطـان الإسـلام وا 4. لمسلمین خلیل أمیر المؤمنين یوسف ابن أیوب٠ 5. اعمـر ھذا الصَّھریج العبد الخاضع علي بن 6. محمد سَختكمان النـاصري العـادلي في أیام 7. الملك الأفضـل نور الدین عـلي بن یوسف أ 8. یوب وذلك في شھر رجب سنة أحد وثمـانین 9. وخمـس مـائة وھو یسئل الله حُسن العـاقبة 10. والنجـاة مـن النـار والحمـد وحـده | حسن صادق وجان بارتو وجاستيون فييت                                                                              | غير محدد | [ 2 ]                                                               |
| نقش أعمار الصھریج الكبیر وجامع قَلْعَة صَدْر الجندي                                                                                     | مصر                      | أعلى باب الصھریج الكبیر بقَلْعَة صَدْر الجندي بوسط سَیْنَاء التي تقع عند تقاطع خط عرض °29 51 - 3. 55 شمالاً مع خط طول °33 7 - 47. 41 شرقاً | نسخ أيوبي                                                   | 12                                            | 12                                             | نقش عربي بخط النسخ الأیوبي یشتمل على أحد عشر سطراً ولضیق المِساحة أن جزءاً من السطر العاشر نُقش على جانب من الإطار السفلي المحدد للنقش كما أن السطر الحادي عشر نقش كاملاً على الإطار وأعلى الحجر یُوجد مثلث في منتصف الإطار وھو الشكل المألوف في الألواح الحجریة التي نُقشت علیھا الكتابات التأریخیة في قَلْعَة صَدْر ویُلحظ وجود الأعجام والتشكیل | 1. بسـم الله الـرحمن الرحیم 2. صلى الله على سیدنا محمد 3. خلد الله ملك مولانا الملك النا 4. صر صلاح الدنیا والدین سلطا[ن] 5. الإسلام والمسلمین خلیل [أمیر] 6. المؤمنین عمر ھذا الص َّھریج وا 7. لجامع المبارك علي بن محمد سختكمــ[ا] 8. ن الناصري العادلي المظفري 9. التقوي وكان فراغه في شھر 10. شوال سنة اثنین وثمانین وخمسما[یة] 11. یسئل الله الجنة والنجاة من النار | حسن صادق وجان بارتو وجاستيون فييت                                                                              | غير محدد | [ 2 ]                                                               |
| نقش أعمار البُرْج الشمالي الشرقي والسُور الخارج منه بقَلْعَة صَدْر الجندي                                                                  | مصر                      | أعلى باب البُرْج الشمالي الشرقي بقَلْعَة صَدْر الجندي بوسط سَیْنَاء والتي تقع عند تقاطع خط عرض °29 51 - 3. 55 شمالاً مع خط طول °33 7 - 47. 41 شرقًا | نسخ أيوبي                                                   | 12                                            | 12                                             | نقش تعميري بخط النسخ الأيوبي يشتمل على ثمانية أسطر يؤرخ لعمارة البرج الشمالي الشرقي والسور الخارج منه ويلاحظ وجود الأعجام | 1. بسم الله الرحمن الرحيم وصلى الله على محمد 2. خـلد الله ملك مـولانـا الملك النـاصر صلا 3. ح الدين يوسف ابـن أيوب خليل 4. أمـير المؤمنين اعـمـر هذا البُرْج 5. والـصـــور الـعبـد الـخـاضـــع 6. لله علـي بـن محمد سَختكمان العـادلي 7. الناصري في شهر شعبـان سنة اثنين وثمانين وخمس 8. مـائة وهـو يسأل الله العاقبة والناجـاة من النـار | أثناء الاحتلال الإسرائيلي لسيناء ونشره لأول مرة شمويل تاماري                                                   | جيدة لكنه غير موجود في القَلْعَة حاليا وغير معلوم مكان حفظه                                                                        | [ 2 ]                                                               |
| نقش أعمار بُرْج وسور بقَلْعَة صلاح الدین بجزیرة فرعون قَلْعَة جزیرة أَیْلَة                                                                   | مصر                      | في المنطقة الوسطى المنخفضة من قَلْعَة صلاح الدین بجزیرة فرعون قَلْعَة جزیرة أَیْلَة التي تقع عند تقاطع خط عرض °29 27 37 62 شمالاً مع خط طول °34 51 31 85 شرقًا وتم حفظه بالمخزن مُتحف بورسعید القومي ثم نُقل لیُعرض في مُتحف طابا بجنوب سَیْنَاء | نسخ أيوبي                                                   | 12                                            | 12                                             | نقش عربي لأعمار بُرْج وسور بقَلْعَة صلاح الدین بجزیرة فرعون قَلْعَة جزیرة أَیْلَة یشتمل على خمسة أسطر بخط النسخ الأیوبي الغائر المعجم | 1. بسـم الله الـرحمن الـرحیم أعـمر ھذا [ البُرْج و ] 2. السُور المبـارك العـبد الخـاضـع تـ[ ـعالى ] 3. عـلي بن سَختكمان النـاصري العـادلي في أیـام 4. الملك الناصر صلاح الدین بتاریخ شھر المحرم أربع وثما 5. نین وخمسـمـایة وصـلى الله عـلى سیـدنا مـحمـد | هيئة الآثار المصرية ونشره لأول مرة د.سامي صالح عبد المالك البياضي و د.جان ميشيل موتون                          | جیدة إلا كسر في الطرف العلوي مما تسبب في ضیاع مقدار كلمة وجزء من كلمة ثانیة في السطر الأول وجزء من كلمة من كلمة في السطر الثاني | [ 2 ]                                                               |
| نقش أعمار فرن صناعة السلاح والمقذوفات الحدیدیة بقَلْعَة صلاح الدین بجزیرة فرعون                                                       | مصر                      | خلال موسم حفائر عام 1989 م ضمن الملحقات الخدمیة المشیدة على أنقاض كنیسة بازیلیكیة في الناحیة الشرقیة من المنطقة الوسطى المنخفضة من قَلْعَة صلاح الدین بجزیرة فرعون قَلْعَة جزیرة أَیْلَة التي تقع عند تقاطع خط عرض °29 27 37. 62 شمالاً مع خط طول 34° 51 31. 85 شرقًا وتم حفظه في مخزن مُتحف بورسعید القومي ثم نُقل لیُعرض في مُتحف طابا بجنوب سَیْنَاء | نسخ أيوبي                                                   | 12                                            | 12                                             | نقش عربي لعمارة فرن بقَلْعَة صلاح الدین بجزیرة فرعون قَلْعَة جزیرة أَیْلَة یشتمل على ستة أسطر بخط النسخ الأیوبي الغائر والمعجم | بسم الله الرحمن الرحیم 1. اعمر ھذا الفرن المبارك 2. العبد الخـاضع لله علي بن سَختكمان الناصري 3. العـادلي في أیام الملك الناصر یوسف بن أیوب 4. صـلاح الدنیا والدین مُحي دولت أمیر المؤمنین 5. سـلطان جیوش المسلمین وذلك بتـاریخ شھر 6. شـوال سـنة ثـلاث وثمـانین وخمـسمایة | هيئة الآثار المصرية ونشره لأول مرة د.سامي صالح عبد المالك البياضي و د.جان ميشيل موتون                          | جيدة | [ 2 ]                                                               |
| نقش أعمار البوابة الشمالیة الرئیسة من قَلْعَة صَدْر الجندي                                                                              | مصر                      | أعلى عقد الباب من مجموعة البوابة الشمالیة الرئیسة المكونة من الباب والبُرْجین بقَلْعَة صَدْر الجندي بوسط سَیْنَاء التي تقع عند تقاطع خط عرض °29 51 - 3. 55 شمالاً مع خط طول °33 7 - 47. 41 شرقًا | نسخ أيوبي                                                   | 12                                            | 12                                             | نقش عربي بخط النسخ الأیوبي یشتمل على ثمانیة أسطر یُؤرخ لعمارة الباب والبُرْجین والسور الخارج منهما أي بوابة القَلْعَة الشمالیة الرئیسة ویُلحظ وجود الأعجام والتشكیل | 1. بسـم الله الـرحمن الـرحیم صـلي الله على محمد 2. خـلد الله مـلك مولانـا الملك النـاصر صـلاح الد 3. نیـا والدین سـلطان الإسلام والمسلمین أبو المظفر 4. یـوسف بن أیوب خـلیل أمـیر المؤمـنین أعمـر 5. ھذیـن البُرْجـین والبـاب المبارك والصـور العبد 6. الخـاضـع تعـالى إبـراھیم بن أبي بكـر ابن 7. سَختكمان العـادلـي النـاصر فـي جمـادى 8. الأخـر سـنة ثـلاث وثـمـانین وخمـسمـایة | نعوم بك شقير والجيولوجي المصري حسن صادق والجيولوجي الفرنسي جان بارتو لأول مرة عالم الآثار الفرنسي جاستيون فييت | جیدة لكن البوابة تعرضت للإنھیار وتم ترمیم النقش وحفظھ لحین ترمیم بوابة القَلْعَة وتركیبه في مكانه                                  | [ 2 ]                                                               |
| نقش إنشاء مسجد قَلْعَة صلاح الدین بجزیرة فرعون قَلْعَة جزیرة أَیْلَة                                                                        | مصر                      | عُثر علیه أثناء مشروع ترمیم القَلْعَة عام 1986 م ویُوجد حالیًا أعلى باب مسجد قَلْعَة صلاح الدین بجزیرة فرعون قَلْعَة جزیرة أَیْلَة بعد ترمیمه والقَلْعَة تقع عند تقاطع خط عرض °29 27 37. 62 شمالاً مع خط طول °34 51 31. 85 شرقاً | نسخ أيوبي                                                   | 12                                            | 12                                             | نقش عربي لمسجد قَلْعَة صلاح الدین بجزیرة فرعون قَلْعَة جزیرة أَیْلَة یشتمل على خمسة أسطر بخط النسخ الغائر الأیوبي وعلى جانبي الكتابة یخرج من الإطار مثلثان جانبیان رؤسھما للإطار الذي على الیمین بحالة جیدة كُتب بداخل أحدھما كلمة الملك والذي على الیسار فُقد لتحلل الحجر فلم یتبق إلا ما یدل علیه ویعتقد أنه كان مكتوباً فیه لله تكمله للكلمة السابقة | 1. أمـر بإنشـاء ھـذا المسـجـ[د] 2. المبـارك الأمیر حسـام ال[دین] 3. باخل بن حمدا[ ن] في شعــبا[ن] 4. المعظم[ ســ[نة]... 5. وخمـ[ـسماية]... على الجانبین داخل المثلثین: الملك [لله] | هيئة الآثار المصرية ونشره لأول مرة هيئة الآثار المصرية و د.سامي صالح عبد المالك البياضي و د.جان ميشيل موتون    | غیر جیدة خاصة الجزء الأسفل من الكتابة حیث أھم جزء في النقش إذ فیه تاریخه وتعرض للضیاع نتیجة تحلل الحجر بفعل الرطوبة             | [ 2 ]                                                               |
| حصاة 4 | عمان                     | غير محدد | نسخ                                                         | غير محدد                                      | غير محدد                                       | لا يوجد | صحب الناس (؟) فينا الزمانا وغناهم من منانه ولا غنانا كتبه خميس بن جاعد بن خميس بن مبارك الخروصي بيده القعده سنه 1242 وأنا يومئذ ساكن بلدة ستال | غير محدد | غير محدد | [ 2 ]                                                               |
| حصاة 1 | عمان                     | في بداية وادي سفيَن بالقرب من وادي بني خاروس على بعد 2.1 كيلومتر | نسخ                                                         | غير محدد                                      | غير محدد                                       | عبارة عن صخرة كبيرة نُقش عليها نقشين مختلفين بالقرب من بعضهما البعض النقش الثاني يتكون من 15 سطر | وجدنا بالجرفه المذكور من سنة ثمانيه وأربعين ومايه سنة وألف سنه كتبه محمد بن خميس من | غير محدد | غير محدد | [ 2 ]                                                               |
| حصاة 7 ت | عمان                     | غير محدد | نسخ                                                         | غير محدد                                      | غير محدد                                       | لا يوجد | موت في عز خير من حيات في ذل كتبه خميس بن خلفان بن الشيخ العالم الفقيه السميع جاعد بن خميس بن مبارك الخروصي بيده في يوم 5 ذي الحجة من سنه 1242 | غير محدد | غير محدد | [ 2 ]                                                               |
| حصاة 7 أ | عمان                     | غير محدد | نسخ                                                         | غير محدد                                      | غير محدد                                       | لا يوجد | وقع الافتراق بين بني خروص وبين يحيى بن 13 من شهر صفر 1235 وكم منزل للحرب بينهم سجال اماء عمان من يغصبون | غير محدد | غير محدد | [ 2 ]                                                               |
| حصاة 13 | عمان                     | غير محدد | نسخ                                                         | غير محدد                                      | غير محدد                                       | لا يوجد | ومن يتق الله يجعل له من امن مخرجاً كتبه مداد ومن يتوكل علي الله فهو حسبه حسبه إن الله بالغ أجره كتبه محمد بن خميس الله أعلم أن سنة 39 توفي (؟) ماية وألف سنة فبقت العليا وماجا منها عشرين جراب من مال والدنا وكان اجله أزيد من ألف تومان وكان (..) في سوني القديمة لمزيد من (...) ماأحمد منهن إلا أربع جرب ولبنت في العوابي (...) (...) سنين تخريب عان كتبه محمد بن خميس بن مبارك بن يحيى الخروصي العلياءي كتبه وأنا ولد 33 سنة في ربيع الأول سنة 1132 سبحان الله كتبه محمد بن خميس بيده وافترقوا بني خروص (...) (...) يوم 13 صفر سنة 1234 كتبه خميس بيده | غير محدد | غير محدد | [ 2 ]                                                               |
| حصاة 11 | عمان                     | غير محدد | نسخ                                                         | غير محدد                                      | غير محدد                                       | نقش وجد على صخرة معزولة وسط المقبرة | وقتلوا في الدخلة على رجال رحلو من الهطاطله وربما من عرب بهلا ورجل من بني (؟) وقلعة الأبــ ؟ وتسعة البيوت و أخذت بما فيها من طيور وبسور وصناديق وحلي وحلل وصفر وحرقت وغرق بني خروص كافة إلا بيت الشيخ حمد بن أحمد ؟ (عرب ؟) أخذوها منه وفيها من التمر 58 جراب و 59 جدي حي ولها أبواب 13 باب الباب العاشر (...) أخذوه دارة أولاد سليمان أما با يحيى بن خلفان أخاه سالم الشريقي | غير محدد | غير محدد | [ 2 ]                                                               |
| نقش تذكاري | عمان                     | منطقة حصي في ولاية مدحاء - سلطنة عمان | النبطي - كوفي بسيط                                          | غير محدد                                      | غير محدد                                       | تم استخدام أسلوب الطرق وكذلك أسلوب السحت على الحجر للكتابة والنقش عبارة عن أربعة أسطر وقد تم تنفيذ هذا النقش على صخرة كبيرة نقلت إلى أمام متحف مدحاء | تروح خباب بن محمد سنة تسع وثلاثين وخمس مئة | محمد سالم المدحاني - مدير متحف مدحاء                                                                           | غير محدد | [ 2 ]                                                               |
| بيت شعر | عمان                     | منطقة حصي في ولاية مدحاء - سلطنة عمان | النبطي - كوفي بسيط                                          | غير محدد                                      | غير محدد                                       | نقش كتب بخط واضح ونوع الخط كوفي بسيط وأسلوب الكتابة على الحجر بواسطة الطرق والنقش عبارة عن خمسة خطوط | قد حضرنا بذا المكان وغبنا وهكذا الدهر محضر ومغيب | محمد سالم المدحاني - مدير متحف مدحاء                                                                           | غير محدد | [ 2 ]                                                               |
| نقش عربي | مصر                      | جبل الناقوس - جنوب سيناء - مصر | النبطي - كوفي بسيط                                          | 8                                             | 8                                              | نقش من أربع أسطر - جيد التنفيذ - وازن الكاتب بين مساحات الكتابة | الله ولى عصام مولى إبرهيم بن صبيح وكتب سنة خمس وخمسين ومايه | غير محدد | جيدة | [ 2 ]                                                               |
| نقش تذكاري | عمان                     | منطقة حصي في ولاية مدحاء - سلطنة عمان | النبطي - كوفي بسيط                                          | غير محدد                                      | غير محدد                                       | نقش كتب على إحدى جانبي صخرة كبيرة وهو عبارة عن أربعة أسطر قصيرة واستخدم أسلوب الطرق في كتابته ويمكن اعتبار هذا النقش كنقش تذكاري لكاتبه | و كتب معاذ بن هادف بن مقداد يوم الثلثا الله وكتب معاذ بن هادف بن مقداد يوم الثلاثاء الله | محمد سالم المدحاني - مدير متحف مدحاء                                                                           | غير محدد | [ 2 ]                                                               |
| نقش عربي | مصر                      | وادي مكتب - جنوب سيناء - مصر | النبطي - كوفي بسيط                                          | 8                                             | 8                                              | نقش من سطرين- جيد التنفيذ- مكتمل | نقر لمهدى- بن على بن خطى | غير محدد | جيدة | [ 2 ]                                                               |
| نقش عربي | مصر                      | جبل الناقوس - جنوب سيناء - مصر | النبطي - كوفي بسيط                                          | 8                                             | 8                                              | نقش من سطرين - جيد التنفيذ - غير مكتمل | إبراهيم بن أحمد المخزومي- يثق | غير محدد | جيدة | [ 2 ]                                                               |
| نقش عربي | مصر                      | جبل الناقوس - جنوب سيناء - مصر | النبطي - كوفي بسيط                                          | 9                                             | 9                                              | نقش من سطرين- جيد التنفيذ- مكتمل- متوازن | وكتب يوسف بن ابان النجيرمي الفارسي- في سنة ثلثه وخمسين ومئتين رحم من دعا له بالسلامة | غير محدد | جيدة | [ 2 ]                                                               |
| نقش عربي | مصر                      | وادي مكتب - جنوب سيناء - مصر | النبطي - كوفي بسيط                                          | 8                                             | 8                                              | نقش من ثلاث اسطر- سيء التنفيذ- مكتمل- متوازن | يا رب اغفر لعبدك الخاطى سعيد بن خلف بن عقاب الشماس | غير محدد | سيئة | [ 2 ]                                                               |
| نقش عربي | مصر                      | جبل الناقوس - جنوب سيناء - مصر | النبطي - كوفي بسيط                                          | 11                                            | 11                                             | نقش من خمس أسطر- سئ التنفيذ- مكتمل- غير متوازن | توفي ميمون بن جعفر بن مهدي رحمه الله بالسحره يوم الإثنين لسبع خلت من شهر رجب سنة احد وتسعين وثلثمايه وكتب يحيى بن محمد بن بواب المعلم | غير محدد | سيئة | [ 2 ]                                                               |
| نقش عربي | مصر                      | جبل الناقوس - جنوب سيناء - مصر | النبطي - كوفي بسيط                                          | 9                                             | 9                                              | نقش من ثلاث أسطر - جيد التنفيذ - مكتمل - متوازن | حضر مظفر بن الحسن بن جعلان الصايغ | غير محدد | جيدة | [ 2 ]                                                               |
| نقش كتابي | الإمارات العربية المتحدة | منطقة ظهر الطويلة في منطقة زكت – إمارة الفجيرة – دولة الإمارات العربية المتحدة | النبطي - كوفي بسيط                                          | غير محدد                                      | غير محدد                                       | النقش عبارة عن سطر واحد وأسفله نقش لخفين | لعمر بن محمد | نقش معروف لدي أهالي منطقة زكت                                                                                  | غير محدد | [ 2 ]                                                               |
| نقش تذكاري | الإمارات العربية المتحدة | منطقة الحصون في زكت – إمارة الفجيرة – دولة الإمارات العربية المتحدة | النبطي - كوفي بسيط                                          | 12                                            | 12                                             | النقش عبارة عن سطرين كتبا بالخط الكوفي البسيط وأسفل النقش توجد هناك رموز وقد كتب النقش على طرف الوادي المؤدي لمنطقة الحصون | حضر سنة ثلث وتسعين وأربع مائة إبراهيم بن ورد بن إبراهيم بن علي بن احمد بن شابور؟؟؟؟ | نقش معروف لدي أهالي منطقة زكت                                                                                  | غير محدد | [ 2 ]                                                               |
| نقش عربي | مصر                      | جبل الناقوس - جنوب سیناء - مصر | النبطي - كوفي بسيط                                          | 9                                             | 9                                              | نقش من سطر واحد- جید التنفیذ- مكتمل- متوازن | حضر أبو ضرغام | غير محدد | جيدة | [ 2 ]                                                               |
| نقش للشهادة | الإمارات العربية المتحدة | مدينة خورفكان أسفل التلة التي يوجد عليها برج العدواني إمارة الشارقة – دولة الإمارات العربية المتحدة | النبطي - كوفي بسيط                                          | غير محدد                                      | غير محدد                                       | النقش به ثلاثة أسطر وقد كتب على مرحلتين المرحلة الأولى عبارة عن كلمتين ومن ثم تمت إضافة باقي الكلمات في مرحلة لاحقة ويمكن مشاهدة الفرق في تقنية الحفر وهذه الصخرة الكبيرة قد تم نقلها من على إحدى السفوح المطلة على مدينة خورفكان إلى المنطقة الحالية أسفل التلة التي بنى عليها برج العدواني وذلك للحفاظ عليها | أشهد أن لا ء له لا الله وأشهد ان محمد رسـ ـولا الله في شهر رمضان سنة ؟ ؟ | معروف لدى أهالي مدينة خورفكان وقامت هيئة الشارقة للآثار بتسجيله                                                | غير محدد | [ 2 ]                                                               |
| نقش أعمار البُرْج الجنوبي الغربي بُرْج الأرانب بقَلْعَة صَدْر الجندي                                                                        | مصر                      | أعلى عقد باب البُرْج الجنوبي الغربي بقَلْعَة صَدْر الجندي بوسط سَيْنَاء التي تقع عند تقاطع خط عرض 29° 51 - 3. 55 شمالًا مع خط طول 33° 7 - 47. 41 شرقًا | نسخ أيوبي                                                   | 12                                            | 12                                             | نقش تعميري بخط النسخ الأيوبي يشتمل على سبعة أسطر يُؤرخ لعمارة البُرْج الجنوبي الغربي والسور الخارج منه ويُلحظ وجود الأعجام | 1. بسم الله الرحمن الرحيم صلى الله على محمد 2. خـلد الله تعـالـي مـلك مـولانـا المـلك 3. النـاصر صـلاح الدنيـا والدين سـلطـان 4. الإسـلام والمسـلمين أبـا المظفر يوسـف 5. ابن أيوب خليل أمير المؤمنين عمّر هذا البُرْج 6. والصور العبد الخاضع لله علي بن سَختكمان 7. الناصري العادلي التقوي في سنة إحدى وثمانين وخمسماية | أثناء الإحتلال الإسرائيلي لسيناء ونشره لأول مرة شمويل تاماري                                                   | غير محدد | [ 2 ]                                                               |
| نقش عربي | مصر                      | وادي مكتب- جنوب سیناء- مصر | النبطي - كوفي ذو الطرف المتقن                               | 9                                             | 9                                              | نقش من ثلاث أسطر- جید التنفیذ- مكتمل- متوازن | یا رب إرحم عبیدك الخاطى أخي والیاس ابنى عباس بن حكم بن عقاب | غير محدد | جيدة | [ 2 ]                                                               |
| تفریغ لبقایا نص بردیة أھناس بمصر                                                                                                   | مصر                      | منطقة أھناسیا بمحافظة المنیا - مصر | النبطي - كوفي بدائي                                         | 7                                             | 7                                              | نقش على ورق البردي | ١- بسم الله الرحمن الرحیم ھذا ما أخذ عبد الله ٢- ابن جبیر واصحبه من الجزر من أھنس أخذنا ٣- من خلیفة تذرق ابن أبو قیر الأصغر ومنخلیفة اصطفن ابن أبو قیر الأكبر خمسین شاة ٤- من الجزر وخمسة عشرة شاة أخرى اجزرھا اصحب سفنه وكتبه وثقلاة في ٥-شھر جمدى الأولى من سنة اثنتین وعشرین وكتب ابن حدیدة | غير محدد | غير محدد | [ 2 ]                                                               |
| تفریغ لشاھد قبر عبد الرحمن بن خیر الحجري                                                                                           | مصر                      | محافظة أسوان - مصر | النبطي - كوفي بدائي                                         | غير محدد                                      | غير محدد                                       | لا يوجد | بسم الله الرحمن الرحیم ھذا القبر لعبد الرحمن بن خیر(الحجري) اللھم اغفر لھ وادخله في رحمة منك (وأیانا) معه استغفر له اذا قرأ ھذا الكتب وقل آمین وكتب ھذا ا لكتب في جمدى الآ خرمن سنة إحدى و ثلاثین | غير محدد | غير محدد | [ 2 ]                                                               |
| تفریغ لنقش حفنة الأبیض | العراق                   | كربلاء، العراق | النبطي - كوفي بسيط                                          | 6                                             | 6                                              | لا يوجد | ١- بسم الله الرحمن الرحیم ٢- الله وكبر كبیرا وا ٣- لحمد كثیرا وسبحان ا ٤- لله بكرة وأصیلا ولیلا ٥- طویلا . اللھم رب ٦- جبریل ومیكل واسر ٧- فیل اغفر لثبت بن یزید ٨- الأشعري ماتقدم من ٩- ذنبه وماتأخر ولمن قال ١٠- آمین أمین رب العالمین ١١- وكتبت ھذا الكتاب في ١٢- شوال سنة أربع و ١٣- ستین | غير محدد | غير محدد | [ 2 ]                                                               |
| نقش أثري لسد معاویة | السعودية                 | الخناق - بالقرب من المدینة المنورة - المملكة العربية السعودية | النبطي - كوفي بسيط                                          | غير محدد                                      | غير محدد                                       | لا يوجد | ١- بسم الله الرحمن الرحیم ٢- ھذا السد لعبد الله ٣- معویة أمیر المؤمنین ٤- اللھم برك لھ فیه رب ٥- السموات والأرض ٦- بنه أبو رداد مولى ٧- عبد الله بن عباس بحو ٨- ل الله وقوته ٩- وقام علیه كثیر بن ا ١٠- لصلت وأبو موسى | غير محدد | غير محدد | [ 2 ]                                                               |
| تفریغ لنقش على إحدى الصوى الحجریة (علامات الطریق)                                                                                  | سوريا                    | طریق الحج الشامي | النبطي - كوفي بسيط                                          | غير محدد                                      | غير محدد                                       | نقش من عصر عبد الملك بن مروان | ١-الطریق... ٢-عبد الله عبد الملك ٣-أمیر المؤ[منین] رحمت (كذا) الله ٤-علیھ من [إلیا] إلي ھذا ٥- المیل ثمنیة (ثمانیة) أمیال | غير محدد | غير محدد | [ 2 ]                                                               |
| تفریغ لنقش عفیر ابن المضارب بطریق الحج الشامي                                                                                      | سوريا                    | طریق الحج الشامي | النبطي - كوفي بسيط                                          | غير محدد                                      | غير محدد                                       | لا يوجد | ١- آمنت بما كذب به ٢- أصحاب الحجر وكتب عفیر ٣- بن المضرب في سنة ٤- ثلث وثمانین | غير محدد | غير محدد | [ 2 ]                                                               |
| تفریغ لشاھد قبر السلطان المبارك | إرتريا                   | دھلك بالساحل الأفریقي الشرقي | النبطي - نسخ وثلث                                           | غير محدد                                      | غير محدد                                       | لا يوجد | ١- الله ٢- بسم الرحمن الرحیم ٣- كل من علیھا ٤- فان ویبقى وجه ربك ذو ٥- الجلال والإكرام ٦- السلطان المبارك ٧- مولى على بن احمد رحمه ٨- الله توفى یوم السبت لـ ٩- عشر خلون من ذو القعدة ١٠- سنة ست وثمنین ١١- وأربع مایة | غير محدد | غير محدد | [ 2 ]                                                               |
| تفریغ لنقوش شاھد قبر فاطمة بنت إسماعیل بن إبراھیم المزني                                                                           | إرتريا                   | الساحل الإفریقي الشرقي | النبطي - كوفي ذو الھامات المقطوطة                           | 10                                            | 10                                             | لا يوجد | ١- الإطار العلوي : شھد الله أنه لا إله الا ھو / والملائكة وأولو العلم قائمابالـ/ قسط لا إله الا ھو العزیز الحكیم ٢- بسم الله الرحمن الرـحیم اللھم ٣-ان ... امتك وبنت عبدك فا ٤-طمة ابنت إسماعیل ابن إبراھیم المزني ٥-فإنھا كانت تشھد أن لا إله إلا الله و ٦-أن محمدا عبدك ورسولك صلى ٧-الله علیه وسلم مقرة بوحدانیتك ٨-معترفة بربوبیتك لم تزل فقیرة إلى ٩-رحمتك محتاجة إلى مغفرتك وقد ١٠- ... الیك ... الاس... وخلالص الا ١١- ...وكف حسد ١٢- بفقدھا ...محو ١٣- ...عن المراد وبعد ١٤- ...عن الأھل والمال ا ١٥- للھم اغفر خطیتھا وجاف ... ١٦- ...وافسح لھا في حفرتھا وكن لھا ١٧- في وحدتھا والحقھا بنبیھا محمد ١٨- علیه السلم توفیت رحمھا الله یوم ا ١٩- الإثنین لسبع خلون من شھر رمضان سنة ٢٠- ست وعشرین وثلاثمایة | غير محدد | غير محدد | [ 2 ]                                                               |
| شاهد قبر زينه ابنت عثمان بن شعيب                                                                                                   | غير محدد                 | غير محدد | النبطي - كوفي مربع                                          | 9                                             | 9                                              | نقش على الرخام، بحث فيه إبراهيم صبحي السيد غندر، وذكر مقاس النفش بأنه 40.5 سم × 50.5 سم | ١- بسم الله الرحمن الرحیـم ٢- شھد الله أنه لا إله إلا ھو والملا ٣- ئكة وإولو العلم قائما بالقسط لا إ ٤- له إلا ھو العزیز الحكیم ھذا ما ٥- تشھد علیه زینه ابنت عثمان بن شعیب ٦- بن نافع الجھنى تشھد ألا إله إلا الله وحد ٧- ه لا شریك له وأن محمد عبده ورسوله صلى الله ٨- علیه وسلم وأن الجنة حق والنار والبعث حق و ٩- إن الله یبعث من في القبور توفیت في ربیع الآخر سنة ١٠- ثمان عشرة ومائتین | جوزيف ليندون سميث                                                                                              | غير محدد | [ 2 ]                                                               |
| نقش تذكاري | الإمارات العربية المتحدة | منطقة الشعبية في مدينة خورفكان - إمارة الشارقة - دولة الإمارات العربية المتحدة | النبطي - كوفي بسيط                                          | غير محدد                                      | غير محدد                                       | نقش بالخط العربي عبارة عن ثلاثة أسطر وهو قريب من الخط الكوفي البسيط وهو مجرد من أية إضافات زخرفية وقد كتبت على صخرة كبيرة من نوع صخور الجابرو وهي على سفح لمنحدر جبلي | حضر ضرغام وهو يقول لا الله لا الله | معروف لدى أهالي المنطقة وكذلك تم تسجيله من قبل هيئة الشارقة للآثار                                             | غير محدد | [ 2 ]                                                               |
| شاهد قبر واجد بن رجاء | غير محدد                 | غير محدد | النبطي - كوفي بسيط مربع                                     | 9                                             | 9                                              | شاهد قبر يرجع إلى 237 هـ/852 م، مقاسه 38 سم × 50 سم، بحث فيه إبراهيم صبحي السيد غندر | ١- بسم الله الرحمن الرحیـم إن في ٢- الله عزاء من كل مصیبة وخلف من كل ٣- ھالك ودرك لما فات وإن أعظم ٤- المصائب المصیبة بالنبي محمد صلى الله علیه وسلـم ٥- واجد بن رجاء كان یشھد ألا إله إلا ٦- الله وحده لا شریك له وأن محمد عبده ٧- ورسوله صلى الله علیه وسلـم والجنة ٨- والنار والموت والبعث حق توفى في ٩- ذي القعدة سنة سبع وثلثین ومائتین | جوزيف ليندون سميث                                                                                              | غير محدد | [ 2 ]                                                               |
| شاهد قبر عبدوس بن سعيد | غير محدد                 | غير محدد | النبطي - كوفي بسيط مربع مسطح                                | 9                                             | 9                                              | شاهد قبر يرجع إلى 231 هـ/846 م، مقاسه 3840 سم × 69 سم، بحث فيه إبراهيم صبحي السيد غندر | ١- بسم الله الرحمن الرحیـم شھد الله أنه ٢- لا إله إلا ھو والملائكة وأولو العلم قا ٣- ئما بالقسط لا إله إلا ھو العزیز الحكیم ٤- ھذا ما یشھد به عبدوس بن سعید یشھد بما شھد ٥- الله به لنفسه وشھدت له به الملائكة وأولو ا ٦- لعلم من خلقه أنه الله لا إله إلا ھو العزیز الحكیم ٧- ویشھد أن الموت والبعث حق والجنة والنار حق ٨- والساعة آتیة لاریب فیھا وأن الله یبعث من في القبور ٩- القعدة سنة إحدى وثلثین ومائتین رحمة الله | جوزيف ليندون سميث                                                                                              | غير محدد | [ 2 ]                                                               |
| نقش تأسيسي | إسبانيا                  | أحد جدران كنيسة ساتاس خوستينا وروفينا في طليطلة | النبطي - كوفي                                               | 11                                            | 11                                             | نقش تأسيسي يوضح إضافة بلاط بأحد مساجد مدينة طليطلة في عصر الخلافة الإسلامية بالأندلس قبل تحويله إلى كنيسة. يُرجَّح بأنه بُني في عصر ملوك الطوائف | بسم الله الرحمن الرحيم/ في بيوت أذن الله أن ترفع/ ويذكر فيها اسمه يسبح/ له فيها بالغدو والاصال/ رجال لا تلهيهم تجارة/ ولا بيع عن ذكر الله وا/ قام الصلاة وايتاء الز/ كاة قام هاذا البلاط/ بحمد الله ومعونته/ )على يدي) صاحبي الا/(حباس)... | غير محدد | غير محدد | [ 2 ]                                                               |
| شاهد قبر بكر مولى محمد | غير محدد                 | غير محدد | النبطي - كوفي بسيط مقطوط                                    | 10                                            | 10                                             | شاهد قبر يعود إلى 904 م / 291 هـ، مقاس النقش 23.5 سم × 78 سم، بحث فيه إبراهيم صبحي السيد غندر | ١- بسم الله ا ٢- لرحمن الرحيم ٣- إن في الله عزا من ٤- كل مصيبة وخلف ٥- من كل هالك هذ ٦- قبر بكر مولى محمد ٧- بن حريش الشراحي ٨- توفى ليلتين بقين من جماد ٩- ى الأولى سنة إحدى ١٠- وتسعين ومايتين و ١١- هو يشهد ألا إله ١٢- إلا الله وحده لا ١٣- لا شريك له وأن محمد ١٤ عبده ورسوله صلى ١٥- الله عليه وسلم | جوزيف ليندون سميث                                                                                              | غير محدد | [ 2 ]                                                               |
| نقش جنائزي | إسبانيا                  | جيان، إسبانيا | النبطي - كوفي بسيط                                          | 8                                             | 10                                             | نقش جنائزي عثر عليه في ضواحي مدينة جيان الأندلسية لأحد المسلمين العرب، يعود لعصر الخلافة الأندلسية قبل عصر ملوك الطوائف | ([بسـ]م الله الرحمن الرحيم/ هاذا [كذا] قبر العاصي بن عا [...]/ الجذامي رحمه الله و/ رحم عبدا دعا له برحمة/ كان يشهد أن لا إله إلا ا/ لله وحده لا شريك له وأن محمد/ عبده ورسوله أرسله بالهد/ ا [كذا] ودين الحق ليظهره على الدين/ توفى ليلة الـ [...] لخمسة عشر/ [يـ] وما خلت من ر [كذا] الآخر سنة/ [...] وخمسين وثلثماية). | غير محدد | غير محدد | [ 2 ]                                                               |
| نقش تأسيسي | إسبانيا                  | غير محدد | النبطي - كوفي                                               | 10                                            | 10                                             | يوضح تجديد وإصلاح أحد مساجد مدينة قرطبة بأمر من السيدة مشتاق زوجة الخليفة عبد الرحمن الناصر الأموي، وهذا المسجد تم تحويله إلى الأبرشية المعروفة حاليا بـ "سان لورينزو". | بسم الله الرحمن الرحـ[يم]/ ولا حول ولا قوة إلـ[ا بـا]/ لله العظيم أمرت السيد[ة]/ مشتاق أم الأخ المغيرة/ بنيان هذا المنار والسقيفة/ المنضمة له وتجديد طُرّ [كذا] هذ/ا المسجد فتم بعون الله على يـ[دي]/... بن عبد الرحمن فـ[تاها]/ في شهر رمضا[ن] [سنة]... وستين وثلـ[ث ماية] [الحمد لله]. | غير محدد | جيدة، في متحف الآثار في قرطبة                                                                                                   | [ 2 ]                                                               |
| نقش تأسيسي | المغرب                   | مسجد الأنوار، سوق السَّباط، المدينة العتيقة، مدينة مكناس، المملكة المغربية | نسخ                                                         | 18                                            | 18                                             | نقش تأسيسي يوضح تعديل اتجاه قبلة مساجد مدينة مكناس نحو الكعبة | أعوذ بالله من الشيطان الرجيم بسم الله الرحمن الرحيم وصلى الله على سيدنا محمد وعلى آله وصحبه وسلم تسليما/ الحمد لله الذي جعل أهل العلم أنجما يُقتدى بهم في كل وقت وزمان وزين بالاهتداء بهم كل مكان والصلاة/ والسلام على سيدنا ومولانا محمد سيد ولد عدنان وعلى آله وأصحابه ما تتابع الملوان هاذا [كذا] وإن مولانا/ الإمام المؤيد بالله الهمام محيي الملة والدين وسالك سبيل الأيمة [كذا] المهتدين المجاهد في سبيل رب العلمين [كذا] أمير/ المومنين [كذا] مولانا إسماعيل بن مولانا الشريف الحسني أيده الله ونصره لمّا أُنهي إليه أمر المسجد الذي أنشأه الناظر الأسعد الموفق/ الأرشد أبو عبد الله سيدي محمد بن محمد الكاتب القيسي الأندلسي أصلاً ونجاراً الفاسي نشأة وداراً المسمى بمسجد الأنوار أمر نصره/ الله بإحضار علماء التوقيت العارفين بدلائل القبلة وهم السيد محمد بن عبد الرحمن المرابط والسيد العربي بن عبد السلام/ الفاسي والسيد حسين الكامل والسيد محمد بن سليمن [كذا] والسيد عبد الكريم بن مسعود الطليط [كذا] والسيد محمد بن عبد الرحمن/ العوني وحضروا بالمسجد المذكور واستعملوا البحث والنظر بطرق علماء الفن والأسطرلابت [كذا] والدائرة ومقاييس الشمس/ فأداهم اجتهادهم أن هذا المحراب هو سمت مكة شرفها الله على المشهور وأن طول مكة سبعة وسبعون درجة/ وعرضها اثنان وعشرون درجة وطول مكناسة خمسة وعشرون درجة وعرضها أربع وثلاثون درجة بتقاطع خطي الطو/ لين والعرضين بالدايرة [كذا] الهندسية قيدوا به شهادتهم لسائلها وفي أوايل [كذا] جمادى الثانية عام اثنين وعشرين/ وماية [كذا] وألف الحمد لله لما ثبت بشهادة أهل العلم المذكورين الواجب تقليدهم للخاص والعام فيما ذكر وجب/ المصير إليه واتباعه إذا قالت حَذام فصدقوها وهذا سبيل الحق وطريقه ففي الخبر عنه صلى الله عليه وسلم أنه قال كل صناعة يرجع/ فيها إلى صانعها أو كما قال عليه الصلاة والسلام وكتب سعد العميري الحمد لله أعلم بأعماله عبد الله تعلى [كذا] عبد الوهاب العرايشي. | غير محدد | ممتازة | [ 2 ]                                                               |
| نقش تأسيسي | إسبانيا                  | إشبيلية، إسبانيا | النبطي - كوفي                                               | 11                                            | 11                                             | نقش تأسيسي يوضح بناء أعلى مئذنة الجامع العتيق في مدينة إشبيلية خلال عهد بني عبّاد، تم اكتشافه في أحد جدران كنيسة سان سلفادور التي حلت محل المسجد | المركز: بسم الله الرحمن الرحيم وصلى الله على محمد/ خاتم أنبيائه وخيرة أصفيائه وعلى أهله الطيبين/ الأبرار وسلم تسليما أمر المعتمد على الله/ المؤيد بنصر الله أبو القاسم محمد بن عباد/ أدام الله تأييد أمره ووصل إعزاز نصره/ ببنيان أعلى هذا المنار لا زال عزيزا بدعوة/ الإسلام عند انهدامه بكثير الزلازل/ الكائنة ليلة الأحد مستهل ربيع الأول/ من سنة اثنتين وسبعين وأربع ماية فتم/ بحول الله وتأييده في عقب الشهر المؤرخ/ قبل الله منه كريم مشغلته وبنى له بكل حجر/ بُنِي فيه قصرا في جنانه بمنّه ولطفه. أسفل: عمل إبراهيم الرّخام على يدي الأمين صاحب الأحباس القيّم أبي عمر بن طيب وفقه الله | غير محدد | ممتازة، المتحف الوطني للآثار في مدريد                                                                                           | [ 2 ]                                                               |
| نقش تأسيسي | المغرب                   | مسجد الأنوار، سوق السَّباط، المدينة العتيقة، مدينة مكناس، المملكة المغربية | نسخ                                                         | 18                                            | 18                                             | نقش تأسيسي يوضح تعديل اتجاه قبلة مساجد مدينة مكناس نحو الكعبة | أعوذ بالله من الشيطان الرجيم بسم الله الرحمن الرحيم وصلى الله على سيدنا محمد وعلى آله وصحبه وسلم تسليما/ الحمد لله الذي جعل أهل العلم أنجما يُقتدى بهم في كل وقت وزمان وزين بالاهتداء بهم كل مكان والصلاة/ والسلام على سيدنا ومولانا محمد سيد ولد عدنان وعلى آله وأصحابه ما تتابع الملوان هاذا [كذا] وإن مولانا/ الإمام المؤيد بالله الهمام محيي الملة والدين وسالك سبيل الأيمة [كذا] المهتدين المجاهد في سبيل رب العلمين [كذا] أمير/ المومنين [كذا] مولانا إسماعيل بن مولانا الشريف الحسني أيده الله ونصره لمّا أُنهي إليه أمر المسجد الذي أنشأه الناظر الأسعد الموفق/ الأرشد أبو عبد الله سيدي محمد بن محمد الكاتب القيسي الأندلسي أصلاً ونجاراً الفاسي نشأة وداراً المسمى بمسجد الأنوار أمر نصره/ الله بإحضار علماء التوقيت العارفين بدلائل القبلة وهم السيد محمد بن عبد الرحمن المرابط والسيد العربي بن عبد السلام/ الفاسي والسيد حسين الكامل والسيد محمد بن سليمن [كذا] والسيد عبد الكريم بن مسعود الطليط [كذا] والسيد محمد بن عبد الرحمن/ العوني وحضروا بالمسجد المذكور واستعملوا البحث والنظر بطرق علماء الفن والأسطرلابت [كذا] والدائرة ومقاييس الشمس/ فأداهم اجتهادهم أن هذا المحراب هو سمت مكة شرفها الله على المشهور وأن طول مكة سبعة وسبعون درجة/ وعرضها اثنان وعشرون درجة وطول مكناسة خمسة وعشرون درجة وعرضها أربع وثلاثون درجة بتقاطع خطي الطو/ لين والعرضين بالدايرة [كذا] الهندسية قيدوا به شهادتهم لسائلها وفي أوايل [كذا] جمادى الثانية عام اثنين وعشرين/ وماية [كذا] وألف الحمد لله لما ثبت بشهادة أهل العلم المذكورين الواجب تقليدهم للخاص والعام فيما ذكر وجب/ المصير إليه واتباعه إذا قالت حَذام فصدقوها وهذا سبيل الحق وطريقه ففي الخبر عنه صلى الله عليه وسلم أنه قال كل صناعة يرجع/ فيها إلى صانعها أو كما قال عليه الصلاة والسلام وكتب سعد العميري الحمد لله أعلم بأعماله عبد الله تعلى [كذا] عبد الوهاب العرايشي. | غير محدد | ممتازة | [ 2 ]                                                               |
| نقش إنشائي لمسجد وبئر من عهد السلطان العادل زين الدّين كَتْبُغَا المنصوري بأبیار العلائي وادي القريص بئر أبو محمد على طريق الحَاجّ المِصْري | مصر                      | منطقة أبیار العلائي القريص - بئر أبو محمد على طريق الحاج المِصْري في وسط سيناء | النبطي - ثلث مملوكي                                         | 13                                            | 13                                             | اكتشفت خلال موسم حفائر شهر يونيو عام 1998م وهو نقش إنشائي يؤرخ لعمارة مسجد وبِئْر للمياه باسم السلطان المملوكي العادل زَين الدين كَتْبُغَا المنصوري ويشتمل النقش الإنشائي على أحد عشر سطراً | 1. بســــــــــــم الله الـرحمـن الرحيم إِنمَــا 2. (یَعمُرُ مَسَاـجِدَ اللهِ مَن، امَـنَ بِاالله وَاليومِ الآخِـرِ وَأَقَـامَ الصَّلاة 3. وَاتَي الزّكَاةَ وَلمَ یَخشَ إِلا َّ اللهَ) أمر بإنشاء هذا المسجد المبارك 4. والبیـر المبـارك المولا السبد الأجـل الأعـز المحترم المجاهد 5. المـرابـط صـــاحـب الصـدقــات والمـعـروف والبــر 6. والإحســــان السـلطــان المـلك العــادل زيـن الدنيا 7. والدرن كَتْبُغَا الملكـي المنصـوري عـزّ نصـره حضـر على 8. العمــارة المبـاركة العـبد الفقير إلـى الله تعــالى سنــجر 9. الملكـي العـادلـي المعـروف بالمعنـي غفـر الله لمـن دعـا له 10. بــالـرحـمـة وذلك فـي مـستهل جـمـادى الأول ســنة 11. عمـــل مـحمـد أربعـة وتسعين وستمائة البَدْوي العراقي | غير محدد | جيدة | [ 2 ]                                                               |
| شاھد قبر السلطان صلاح الدین صاحب دھلك                                                                                              | إرتريا                   | جزیرة دھلك على الساحل الإفریقي الشرقي | النبطي - نسخ لين وثلث                                       | 15                                            | 15                                             | شاهد قبر | الإطار العلوي: ... دل عام سبع وأربعین وثمانمایة الإطار الجانبي الأیسر: توفى شھیدا قتیلا في بلدة أدال .... مسافر .... مخافات الرب الرحیم الإطار الأیمن: ... لك السبیل قدمت على كریم النقش الأوسط الرئیسي: ١- بسم الله الرحمن الرحیـم یبشرھم ٢- ربھم برحمة منه ورضوانا وجنات لھم فیھا نعیم مقیم ٣- ھذا قبر السعید الفقیر إلى الله تعالى السلطان ٤- ابن السلطان الملك الناصر صلاح الدین ٥- ابن السلطان أحمد بن إسماعیل بن مالك ٦- ابن یحیى ابن محمد ابن یحیى بن مالك ابن أبي السداد ٧-الموفق ناصر الإسلام صاحب دھلك تغمده الله تعالى برحمته ٨-یوم السبت الثالث والعشرین من شھر المحرم | غير محدد | غير محدد | [ 2 ]                                                               |
| النقش المراسيمي لقطع عقبة عرقوب البغل عقبة العرقوب دبة البغلة على طريق الحَاجّ المِصْري ورنك خرطوش كتابي للسلطان قناصوه الغَوري         | اليمن                    | تقع عَقَبَةُ العُرْقُوب التي فيها النقش على مسافة 82 كيلو مترا إلى الشرق من مدينة نَخْل على الطريق الدولي الرابط بين نفق الشهيد أحمد حمدي ومدينة وميناء نويبع مرورًا بمدينة نَخْل وذلك على يمين المتجه في اتجاه الشرق وإلى الغرب من قرية ومطار رأس النَقْب بمسافة 25 كيلو مترا                                                                      | النبطي - ثلث مملوكي مركب                                    | 16                                            | 16                                             | يقع إلى الغرب من الرَنْك الكتابي السلطاني على اليمين المواجه للنقشين ويشتمل على ثمانية أسطر غير متساوية وذلك تماشيا مع طبيعة وجه الصخرة التي تم تنفيذ النقش عليها ونقش النص بخط الثلث الممالیكي المركب والبارز | 1. بسـم الله الرحمـن الرحيم (إِنا فَتَحنَا لَكَ فَتَحَاَ مبينا لِیَغِفَر لَكَ اللهُ مَا تَقَدَمَ مِن ذَنبِكَ وَمَا تَأَخـرَ وَیِتم نِعمَتَه عَلَیكَ وَیَھدِیَك صِراَطَا مُستَقِیمَاَ وَیَنصُـرَكَ اللهُ نَصرًا عَزِیزًا) 2. رسم بقطع هذا الجَبَل المسمى عراقيب البَغْل توسعة لطُّرُق المسلمين والحُجَّاجَّ لبيت الله تعالى الشريف ولزوار الْمدينة الشريفة وعمارة مكة المُشَرفِة والْمدينة الشريفة المناهِل عجرود نَخْل وقطع الجَبل 3. عَقَبَةُ ايلا عمارة القَلْعَة الآبار قلعة الأَزْلمَ المويلحة مغارة نبط الفساقي ببَدْر وبقية طرق الحَاجّ َالشريفة مولانا المقام الشريف الإمام الأعظم سلطان الإسلام 4. المسلمين أصحاب السيف والقلم والبند والعلم خَادِمُ الحرمين الشرفين أبو الفقراء والمساكين المالك الملك الأشرف أبو النصر قناصوه الغَوري نصره الله تعالى نصرًا عزيزا 5.} و{كان الواقف شاد المقر العالي الأمير خَا}یِرْ[ بَك العـ]لا[ي ] أحد مماليك السلطان ؟ [ .. أحسن الله تعالى آخرته وختم بالصالحات أعماله بمد واله وسلم 6. ... مماليك المشار اليه... 7. ... الحين في هذه... 8. ... ﴿حَسُبَنا اللهُ وَنَعمَ الوكيل ﴾ أما الرَنْك الكتابي فيقرأ كالآتي: 1. أبو النصر قانصوه الغَوري 2. عز لمولانا السلطان المالك الملك الأشرف 3. عز نصره | غير محدد | غير محدد | [ 2 ]                                                               |
| نقش عمارة منهل القباب بوادي الحَاجّ على طريق الحَاجّ المِصْري في عهد السلطان الناصر حين بن محمد بن قلاوون                                | مصر                      | في منطقة القباب بوادي الحَاجّ غرب وسط سيناء على طريق الحَاجّ المِصْري إذ يوجد في نهاية المنطقة الأثرية من الناحية الغربية على مسافة 600 م إلى الغرب من المسجد القُبّة وعلى مسافة 200 م من البِئْر ونُقشت الكتابة على صخور الوَادي الطبيعة التي ترتفع عن مجرى الوَادي بمسافة 200 م                                                                  | النبطي - ثلث مملوكي بسيط                                    | 14                                            | 14                                             | نُقش النص على صخر الجَبَل الطبيعي وعلى طريقة الحَاجّ عند مروره في الوَادي ونقش الكاتب الكتابة غائرة قليلا بخط النسخ المماليكي ومقارنة بعصرها فهي كتابة غير رسمية من الناحية الفنية وإتقان التصميم والتنفيذ ولكنها جداً مهمة فهي ذات قيمة كبيرة من الناحتين التاريخية التسجيلية والحضارية المعمارية | بسم الله الرحمن الرحيم أمر بعمارتها مولانا السلطان الملك الناصر حسن ابن الملك الناصر بتاريخ شهر ربيع الآخر سنة ستين وسبعمئة | غير محدد | غير محدد | [ 2 ]                                                               |
| نقش تذكاري | عمان                     | منطقة حصي في ولاية مدحاء - سلطنة عمان | رقعة                                                        | غير محدد                                      | غير محدد                                       | نقش كتب بخط عربي واضح ونفذ بأسلوب الطرق على الحجر للكتابة وهو عبارة عن سطرين ورسم مع النقش نقش لحيوان قد يكون كلباً | كتابة النقش: عمله علي بن عيسى بن ادب قراءة النقش: عمله علي بن عيسى بن أدب | محمد سالم المدحاني - مدير متحف مدحاء                                                                           | غير محدد | [ 2 ]                                                               |
| نقش تذكاري | عمان                     | منطقة حصي في ولاية مدحاء - سلطنة عمان | رقعة                                                        | غير محدد                                      | غير محدد                                       | النقش بالخط العربي عبارة عن سطرين وأسلوب النقش هو بواسطة النقر بقطعة حجرية | وعد حكم بن بلحسن | محمد سالم المدحاني - مدير متحف مدحاء                                                                           | غير محدد | [ 2 ]                                                               |
| نقش تذكاري | عمان                     | منطقة حصي في ولاية مدحاء - سلطنة عمان | رقعة                                                        | غير محدد                                      | غير محدد                                       | نقش كتب بأسلوب الطرق على الحجر وهو عبارة عن ثلاث أسطر وبأسلوب بسيط، نقش يذكر ما كتبه عبد الله بن راشد بن ناصر وهو ذكر التكبير (الله أكبر) | كتب عبد الله بن راشد بن ناصر رحمه الله الله أكبر | محمد سالم المدحاني - مدير متحف مدحاء                                                                           | غير محدد | [ 2 ]                                                               |
| شطر لبيت شعر | عمان                     | منطقة حصي في ولاية مدحاء - سلطنة عمان | رقعة                                                        | غير محدد                                      | غير محدد                                       | نقش بخط الرقعة نفذ بأسلوب الطرق على الحجر وهو واضح وهو عبارة عن سطرين. يعتبر هذا النقش من النقوش المهمة في ذكر جماليات الخط والكتابة مأخوذة من قصيدة الشاعر أحمد بن عبد الخالق الحفظي العجيلي الشافعي وهو من ألمع شعراء العصر الحديث في الجزيرة العربية حيث توفي سنة 1899م والقصيدة من البحر البسيط والقصيدة هي بعنوان (يا طالب العز من أوفى به) يا طـالب العـز مـن أوفى مطـالبه--- عليك بالله واحذر من مغاضبة- وأحسن الخـط تسـلم من معاطبـه--- الخـط يبقا سـنينا بـعد كاتبـه- وكاتب الخط تحت الأرض مدفونا ومن خلال هذه الأبيات نجد ان النقش هو عبارة عن الشطر الثاني من البيت الثاني وأول كلمة من الشطر الأول في البيت الثالث | ألا الخط يبقا زمان بعد كاتبه وكاتب | محمد سالم المدحاني - مدير متحف مدحاء                                                                           | غير محدد | [ 2 ]                                                               |
| نقش نطق الشهادتين | الإمارات العربية المتحدة | نجد المقصار في مدينة خورفكان - إمارة الشارقة - دولة الإمارات العربية المتحدة | رقعة                                                        | 17                                            | 19                                             | كتب هذا النقش على صخرة تقع في الجزء القريب من برج نجد المقص وهو عبارة عن أربعة أسطر بخط عربي واضح وقد كتب هذا النقش بواسطة النقر على الصخرة بقطعة حجرية أخرى | من أحمد وكتب راشد قل بن حميد لا إله الا الله محمد رسول الله | معروف لدى أهالي مدينة خورفكان وقامت هيئة الشارقة للآثار بتسجيله                                                | غير محدد | [ 2 ]                                                               |
| نقش توثيقي | الإمارات العربية المتحدة | على مرتفع جبلي صغير في مدخل ميناء خورفكان في مدينة خورفكان - إمارة الشارقة - الإمارات العربية المتحدة | رقعة                                                        | 19                                            | 19                                             | نقش بالخط العربي عبارة عن سطرين على واجهة صخرة من الجابرو وأسلوب الكتابة على الصخرة كان أسلوب النقر بواسطة قطعة حجرية أو أداة حجرية رأسها دائري الشكل ومن ثم حك المنطقة الداخلية للحرف | أخذنا بلد خورفكان نهار الثلاثاء 8 محرم سنة 1259 كتبه علي بن محمد التلة | هيئة الشارقة للآثار                                                                                            | غير محدد | [ 2 ]                                                               |
| نقش تذكاري | الإمارات العربية المتحدة | منطقة النحوة في إمارة الشارقة - دولة الإمارات العربية المتحدة | غير محدد                                                    | 20                                            | 20                                             | هذا النقش يقع في المقبرة القديمة في منطقة النحوة وقد نقش على صخرة تقف بالقرب من سفح الجبل وقد انتشرت على الصخرة مجموعة من الكلمات والعبارات التوحيدية بالإضافة وجود نقش في الجهة الخلفية من الصخرة قد نقش شكل المربع ومقسم إلى 12 مربع | لا إله إلا الله لا الله لا إله الله محمد رسول الله صلى الله عليه وسلم نصر من الله وفتح قريب إنا فتحنا ك فتح مبينا كتبه خلفان بن خلفان بن حيد بن خلفان النقبي 1351 ســــــــنه اغفر لي راعي نحوه | معروف لدى أهالي منطقة نحوة وقامت هيئة الشارقة للآثار بتسجيله                                                   | غير محدد | [ 2 ]                                                               |
| شاهد قبر | الإمارات العربية المتحدة | منطقة شمل - إمارة رأس الخيمة - دولة الإمارات العربية المتحدة | عبري                                                        | 16                                            | 17                                             | نقشت ستة أسطر بالخط العبري على قطعة حجرية رسوبية من نفس الجبال في منطقة شمل معروضة في متحف رأس الخيمة الوطني وقد عثر عليها أحد المواطنين من منطقة شمل | هذا هو قبر الراحل داوود من الذاكرة المباركة ابن موسى الذاكرة المباركة القديسة ابن ذاكرة المبارك ابن .... (حروف متلاشيه) أتمنى أن نتذكره في العالم القادم تكون روحه مرتبطة في حزمة الحياة قد تستريح روحه في عدن نصيبهم في العالم الآخر مرشد؟ وداوود (حروف متلاشية)) | أحد المواطنين من منطقة شمل                                                                                     | غير محدد | [ 2 ]                                                               |
| نصوص إسلامية تطلب المغفرة | السعودية                 | منطقة تبوك - المملكة العربية السعودية | عربي مبكر غير منقط                                          | 7                                             | 8                                              | نص طلب مغفرة وذكر فيه أسماء علمين مكتوب بخط متوسط الجمال ونص الدعاء هذا مكتوب بخمسة أسطر | اللهم، اغفر لربيع بن كباد آمين وواطعمه رب عاصم ابن رديح ورب ربيعة ابن عباس آمين بسم الله | غير محدد | غير محدد | [ 2 ]                                                               |
| نصوص إسلامية تطلب المغفرة | السعودية                 | جبل محجة - منطقة حائل - المملكة العربية السعودية | عربي مبكر غير منقط                                          | 7                                             | 8                                              | نص دعاء طلب مغفرة الذنب مكتوب بخط ركيك بدائي | اللهم اغفر لبراء بن إياس ذنبه | غير محدد | غير محدد | [ 2 ]                                                               |
| نصوص إسلامية (شهادة أن لا إله الا الله وأن محمد رسول الله)                                                                         | السعودية                 | تيماء - منطقة تبوك - المملكة العربية السعودية | عربي مبكر غير منقط                                          | 7                                             | 8                                              | نص شهادة ثلاث أسطر ويعتبر شهادة من نوح بن عمر بأنه يشهد ألا إله إلا الله وأن محمد رسول الله | نوح بن عمر يشهد ألا إله إلا الله وأن محمد رسول الله | غير محدد | غير محدد | [ 2 ]                                                               |
| نصوص إسلامية (سور من القرآن الكريم)                                                                                                | السعودية                 | جبل السطيحة - جبة - منطقة حائل - المملكة العربية السعودية | عربي مبكر غير منقط                                          | 8                                             | 9                                              | ثلاث سور من القرآن الكريم مكتوبة بخمسة عشر سطر مكتوبة فوق بعضها البعض ومكتوبة بخط غير متقن وبدائي | النقش يحتوي على سورة الفاتحة ثم سورة النصر ثم سورة القدر | غير محدد | غير محدد | [ 2 ]                                                               |
| نصوص إسلامية | السعودية                 | جبل القاعد - منطقة حائل - المملكة العربية السعودية | عربي مبكر غير منقط                                          | 7                                             | 8                                              | عدد من الأسطر المتداخلة وعددها ستة مكتوبة بخط متوسط الجمال | بسم الله الرحمن الرحيم لا إله إلا الله وحده، لا شريك له بالملك كتب زياد بن أبي نفيع وقال الحمد لله الذي لم يوجد ولد أو له شريك في الملك ولم يكن له ولي من الذل وكبره تكبيرا | غير محدد | غير محدد | [ 2 ]                                                               |
| نصوص إسلامية (شهادة) | السعودية                 | تيماء - منطقة تبوك - المملكة العربية السعودية | عربي مبكر غير منقط                                          | 7                                             | 8                                              | ثلاثة أسطر مكتوبة بخط جميل بدء الناقش بالبسملة ثم عرف بنفسه ثم أوصى بتقوى الله ثم الشهادة بأن محمد رسول الله | بسم الله الرحمن الرحيم أنا ملك ابن سعد أوصي بتقوى الله وأشهد أن محمد رسول الله ملك = مالك | غير محدد | غير محدد | [ 2 ]                                                               |
| نصوص إسلامية (آية من القرآن الكريم)                                                                                                | السعودية                 | جبل الطوال - منطقة حائل - المملكة العربية السعودية | عربي مبكر غير منقط                                          | 7                                             | 8                                              | آية من سورة الأنعام رقم (102) و (103) خمسة أسطر عبارة عن آية من سورة الأنعام مكتوبة بخط لا يرتقي لمرحلة جمال الخط وبالمجمل هو من النصوص التي بالإمكان قراءتها | بسم الله الرحمن الرحيم ذلكم الله ربكم لا إله إلا هو خلق كل شي فاعبدوه وهو على كل شي وكيل لا تدركه الأبصار وهو يدرك الأبصار وهو اللطيف الخبير كتبه زياد بن أبي نفيه | غير محدد | غير محدد | [ 2 ]                                                               |
| نصوص إسلامية (طلب الجنة والاستعاذة من النار)                                                                                       | السعودية                 | منطقة تبوك - المملكة العربية السعودية | عربي مبكر غير منقط                                          | 7                                             | 8                                              | نقش مكتوب بخط جميل عبارة عن سطرين عرف الناقش بنفسه ثم طلب من الله الجنة واستعاذ بالله من النار | أنا يحي بن يعقوب بن يزيد أسأل الله الجنة وأعوذ به من النار | غير محدد | غير محدد | [ 2 ]                                                               |
| نصوص إسلامية (طلب مغفرة) | السعودية                 | ريع البكرة - منطقة تبوك - المملكة العربية السعودية | عربي مبكر غير منقط                                          | 7                                             | 9                                              | ستة أسطر مكتوبة بخط عريض ومتوسط الجمال تضمنت طلب المغفرة وكذلك تاريخ كتابة النقش وهو 151 هـ | اللهم اغفر لمسلمة بن نافع بن سليمان بن داود بن عيسى البلوي وكتب سنة إحدى وخمسين ومائة | غير محدد | غير محدد | [ 2 ]                                                               |
| نصوص إسلامية (آية من القرآن الكريم)                                                                                                | السعودية                 | جبل الطوال - منطقة حائل - المملكة العربية السعودية | عربي مبكر غير منقط                                          | 7                                             | 9                                              | ثلاثة أسطر مكتوبة بخط واضح كل كلمة أخذت حيزاً لوحدها ويظهر في النقش أن الكاتب من الكتاب المهرة وفي الأسفل من النقش القديم محاولة حديثة لنسخ النقش آية من سورة ال عمران رقم ( 5 ) | إن الله لا يخفى عليه شي في الأرض ولا في السماء كتبها حُباب بن أبي نفيع | غير محدد | غير محدد | [ 2 ]                                                               |
| نصوص إسلامية (دعاء) | السعودية                 | جبل أم سنمان - مدينة جبة - منطقة حائل - المملكة العربية السعودية | عربي مبكر غير منقط                                          | 7                                             | 9                                              | نقش فريد بصخرة مضلعة مكتوب بخط جميل ومتقن وهو من نقوش الأدعية تضمن ذكر اسم الناقش وهو تميم بن مهاجر | اللهم أنت ولي تميم ابن مهاجر وناصره في الأمور آمين وطيب مائبه يوم الدين آمين رب العالمين | غير محدد | غير محدد | [ 2 ]                                                               |
| نصوص إسلامية | السعودية                 | تيماء - منطقة تبوك - المملكة العربية السعودية | عربي مبكر غير منقط                                          | 7                                             | 9                                              | نص بسطر واحد مكتوب بخط جميل جداً ومتقن | هذا ماشهد عليه عبد الله | غير محدد | غير محدد | [ 2 ]                                                               |
| نصوص إسلامية (طلب مغفرة مؤرخ) | السعودية                 | جبل أم سنمان - مدينة جبة - منطقة حائل - المملكة العربية السعودية | عربي مبكر غير منقط                                          | 7                                             | 9                                              | ثمانية أسطر تتجلى فيها براعة الخطاط العربي حيث كُتب هذا النقش بخط جميل سهل القراءة تضمن ذكر أسم الناقش والبلد التي ينتسب لها (تيمائي تيماء) وكذلك تاريخ النقش في شهر رجب سنة 147هـ | بسم الله الرحمن الرحيم اللهم اغفر لتميم واجعل لتميم ابن مهاجر التيمائي عندك في الجنة مقاما ومقعدا وطيب مائبه يوم الدين آمين رب العالمين وكتب في رجب سنة سبع وأربعين ومئة | غير محدد | غير محدد | [ 2 ]                                                               |
| نصوص إسلامية (شهادة وطلب مغفرة) | السعودية                 | منطقة تبوك - المملكة العربية السعودية | عربي مبكر غير منقط                                          | 7                                             | 9                                              | نص مكتوب على صخرة متوسطة الحجم ومكتوب بخط عريض كتب به كلمة التوحيد (لا إله إلا الله محمد رسول الله) ثم طلب المغفرة للكاتب ولجميع المسلمين | لا إله إلا الله محمد رسول الله اغفر لكاتبه ولجميع المسلمين | غير محدد | غير محدد | [ 2 ]                                                               |
| جزء من الكتابة المنقوشة على مقبرية السلطان أبو يعقوب يوسف المريني                                                                  | المغرب                   | استجلبت هذه المقبرية من المقبرة الملوكية الموجودة بموقع شالة بالرباط العاصمة | أندلسي                                                      | 13                                            | 13                                             | يتعلق الأمر بالجزء العلوي لقبر السلطان المريني وهو من حجر المرمر االأبيض | أعوذ بالله من الشيطان الرجيم كل من عليها فان ويبقى وجه ربك ذو الجلال والإكرام | غير محدد | غير محدد | [ 2 ]                                                               |
| نصوص إسلامية | السعودية                 | مدينة تيماء - منطقة تبوك - الممكلة العربية السعودية | عربي مبكر غير منقط                                          | 7                                             | 9                                              | نصين متجاورين تضمن كلا النقشين طلب المغفرة وذكر بهما أسماء كاتبي النصين | غفر الله لسلمة بن سالم غفر الله لمسعود بن غنيم آمين رب العالمين | غير محدد | غير محدد | [ 2 ]                                                               |
| شاهد قبر من حجر المرمر الأبيض | المغرب                   | استجلب هذا الشاهد من موقع شالة بمدينة الرباط وهي المقبرة السلطانية لهذه الدولة | النبطي - كوفي أندلسي                                        | 13                                            | 13                                             | يتعلق الأمر بشاهد قبر من الفترة المرينية (13 م) وهو للسلطان أبي يعقوب يوسف (1240 - 1307 م) الذي حكم المغرب من سنة 1286 م إلى سنة 1307 م | أعوذ بالله من الشيطان الرجيم باسم الله الرحمن الرحيم صلى الله على سيدنا محمد وعلى اله وسلم تسليما كل من عليها فان ويبقى وجه ربك ذو الجلال والإكرام هذا قبر سيدنا ومولانا الملك العادل الإمام المجاهد الشهيد أمير المسلمين ناصر الدين المقدس المرحوم أبي يعقوب ابن مولانا الملك العادل الزاهد المرابط الصالح أمير المسلمين وناصر الدين المقدس المرحوم أبي يوسف بن عبد الحق قدس الله روحه وبرد ضريحه، توفي شهيدا يوم الأربعاء السابع لشهر ذي قعدة عام ستة وسبعمائة على طول الجوانب الأربع للإطار: الآيات 33-32-34 من سورة لقمان | غير محدد | غير محدد | [ 2 ]                                                               |
| شاهد من موقع عين الجمعة | المغرب                   | عين الجمعة على بعد 15 كلم من مدينة الدار البيضاء | أمازيغي قديم                                                | غير محدد                                      | غير محدد                                       | اكتشف هذا الشاهد في يناير من سنة 1926 بعين الجمعة وسط أراضي ضيعة تابعة لمصلحة تربية المواشي تقع على بعد 15 كلم من مدينة الدار البيضاء؛ كتابة هذا الشاهد كتابة ليبية قديمة، نقشت فوق حجرة كلسية من نوع الأحجار الشاطئية، كُتبَت في الفترة الموريطانية السابقة عن الفترة الرومانية | غير محددة | غير محدد | غير محدد | [ 2 ]                                                               |
| حصاة 2 (وادي السّعدة) | عمان                     | غير محدد | غير مصنف                                                    | 12                                            | 12                                             | يتكون هذا النقش من قسمين فوق بعضهم البعض بكتابات مختلفة ولكاتبين مختلفين أيضاً النقوش محاطة برسومات صخرية لحيوانات (خيول جمال) رسومات لأشخاص واقفين وراكبين | عشيه الخميس من شهر رجب رحمه الله له كتبه ناصر بن سليمان بن عامر الخروصي الستالي سنه اربعه وثلاثين سنه ومية سنة وألف سنة عيسى (؟) بن محمد بن حلف بن محمد بن راشد بن سليمان بيده | غير محدد | غير محدد | [ 2 ]                                                               |
| حصاة 1 ب | عمان                     | تم العثور على النقش في بداية وادي سفيَن بالقرب من وادي بني خاروس على بعد 1.2 كيلومتر | غير مصنف                                                    | 12                                            | 12                                             | عبارة عن صخرة كبيرة نُقش عليها نقشين مختلفين بالقرب من بعضهما البعض النقش الثاني يتكون من 15 سطر | وجدنا الجرفه المذكور هناك في سنه 8 أربعين مايه والف سنه كتبه محمد بن خميس بن مبارك بن يحيى في سنه 1134 (؟) سنه قرون بالدريع الشيخ سالم بن محمد بن ناصر بن خميس بن مبارك بن يحيى الخليلي الخروصي | غير محدد | غير محدد | [ 2 ]                                                               |
| حصاة 5 | عمان                     | غير محدد | غير مصنف                                                    | 13                                            | 13                                             | لا يوجد | صلى اليهودي لأمر كان يطلبه فلما انقضى الأمر لا صلى ولا صاما كتبه محمد بن ناصر بن عبد الله بن أيوب الخروصي سنه 1214 | غير محدد | غير محدد | [ 2 ]                                                               |
| حصاة 3 | عمان                     | غير محدد | غير مصنف                                                    | غير محدد                                      | غير محدد                                       | لا يوجد | وكتب عبد الله بن محمد بن عبدالله بن محمد بن مبارك بن محمد م يوم شعبان (؟) بيده | غير محدد | غير محدد | [ 2 ]                                                               |
| حصاة 6 أ | عمان                     | غير محدد | غير مصنف                                                    | غير محدد                                      | غير محدد                                       | لا يوجد | بسم الله الرحمن الرحيم في ألف من شهر محرم سنه 1383 وقعت جرفة عظيمة ووقع الآثار في ستال كثير والناس خافت من الغرق من المطر العظيم وكان ابتداء المطر صلاة عشاء الآخر إلى الفجر والله سبحانه وتعالى على كل شيء قدير كتبه عيسى بن سيف بن حماد الخروصي بيده | غير محدد | غير محدد | [ 2 ]                                                               |
| حصاة 6 ب | عمان                     | غير محدد | غير مصنف                                                    | غير محدد                                      | غير محدد                                       | لا يوجد | في هذه السنين مَنّ الله على العباد بالأرزاق والرخص وبلغ سقر الأرز | غير محدد | غير محدد | [ 2 ]                                                               |
| حصاة 12 | عمان                     | غير محدد | غير مصنف                                                    | غير محدد                                      | غير محدد                                       | لا يوجد | تاريخ وفات الشيخ المعمر تاريخ وفات الشيخ سليمان بن (...) من شهر الحج سنة (...) | غير محدد | غير محدد | [ 2 ]                                                               |
| حصاة 7 ب | عمان                     | غير محدد | ثلث                                                         | غير محدد                                      | غير محدد                                       | لا يوجد | وقال راشد بن سعيد بن الشيخ جاءو الخروصي ستال ناءت عنها جميع المظالم بسيّدها السامي السميع سالمِ وكتبه أخيه خميس بن خلفان بن خميس الخروصي بيده | غير محدد | غير محدد | [ 2 ]                                                               |
| شاهد قبر | عمان                     | غير محدد | غير مصنف                                                    | غير محدد                                      | غير محدد                                       | لا يوجد | هذا القبر هو قبر الثقة خلف بن قاسم بن خلف الرمحي الذي كان يسكن عقر نزوى قل اللهم مالك الملك تؤتي الملك من تشاء وتنزع الملك ممن تشاء وتعز من تشاء وتذل من تشاء بيدك الخير إنك على كل شيء قدير تولج الليل في النهار وتولج النهار في الليل وتخرج الحي من الميت وتخرج الميت من الحي وترزق من تشاء بغير حساب | غير محدد | غير محدد | [ 2 ]                                                               |
| شاهد قبر محفور من مقبرة الأئمة بنزوى                                                                                               | عمان                     | غير محدد | غير مصنف                                                    | غير محدد                                      | غير محدد                                       | لا يوجد | كُلُّ نَفْسٍ ذَائِقَةُ الْمَوْتِ ۗ وَإِنَّمَا تُوَفَّوْنَ أُجُورَكُمْ يَوْمَ الْقِيَامَةِ ۖ فَمَن زُحْزِحَ عَنِ النَّارِ وَأُدْخِلَ الْجَنَّةَ فَقَدْ فَازَ ۗ وَمَا الْحَيَاةُ الدُّنْيَا إِلَّا مَتَاعُ الْغُرُورِ (185) | غير محدد | غير محدد | [ 2 ]                                                               |
| شاهد قبر | عمان                     | غير محدد | غير مصنف                                                    | غير محدد                                      | غير محدد                                       | نقش دائري على القبر | توفي الشيخ عامر بن راشد عمر بن راشد عام 1107 [هـ] | غير محدد | غير محدد | [ 2 ]                                                               |
| شاهد قبر | عمان                     | غير محدد | غير مصنف                                                    | غير محدد                                      | غير محدد                                       | نقش مكتوب على رأس محراب | غير محددة | غير محدد | غير محدد | [ 2 ]                                                               |
| شاهد قبر | عمان                     | غير محدد | غير مصنف                                                    | غير محدد                                      | غير محدد                                       | نقش القبر العديد من الأحجار المنقوشة وخاصة الأحجار الأقدم منها صغيرة وبيضاوية على شكل أحجار الجابرو أوفيوليت - حصى الوادي الشائعة في المنطقة تم أخذ بعض الحجارة ذات اللون الأحمر مع حبيبات رمادية من صخور الأفيوليت وقد تم العثور عليها على سطح القبور مع نقش غير مكشوف على الجانب السفلي على عكس الحجارة القائمة المثبتة في نهاية القبر تم تحضير الشواهد لاحقاً بطريقة متقنة مثل ألواح مسطحة مستطيلة تقريباً إنها تشبه الألواح المنقوشة الموجودة في نزوى. يتراوح حجم الأحجارالمنقوشة عليها من 20 سم × 10 سم إلى 34 سم × 20 سم                                                                                                   | غير محددة | غير محدد | غير محدد | [ 2 ]                                                               |
| شاهد قبر | عمان                     | الهيملي | غير مصنف                                                    | غير محدد                                      | غير محدد                                       | نقش قبر يمتد على إطار وجوانب حجر القبر وهذه الشواهد تشبه تلك المستخدمة بكثرة في مقابر نزوى وقد قام بنقش هذه الألواح خطاطين مهرة ينتمون إلى القرية وعلماء مشهورون وغيرهم من الشخصيات البارزة | غير محددة | غير محدد | غير محدد | [ 2 ]                                                               |
| نقش قبر | عمان                     | العوينة 2 | غير مصنف                                                    | غير محدد                                      | غير محدد                                       | نقش قبر على شرخ حجري | غير محددة | غير محدد | غير محدد | [ 2 ]                                                               |
| نقش قبر | عمان                     | العوينة 2 | غير مصنف                                                    | غير محدد                                      | غير محدد                                       | نقش قبر على شق تخليد لذكرى المرأة العوينة 2 | راية بنت أحمد بن مداد | غير محدد | غير محدد | [ 2 ]                                                               |
| النقوش والكتابة العربية بجزيرة جده                                                                                                 | البحرين                  | محجر جزيرة جده | غير مصنف                                                    | غير محدد                                      | غير محدد                                       | لا يوجد | وفي ضمن شهر شعبان سنة 968 هجرية تم الفراغ من قطع مائة ألف صخرة لتجديد بروج قلعة البحرين (على يد العبد...) في وزارة الوزير الأعظم جلال الدين مراد محمود شاه.. | غير محدد | غير محدد | [ 2 ]                                                               |
| النقوش الصخرية بمعابد باربار | البحرين                  | موقع معابد باربار | غير مصنف                                                    | -23                                           | -17                                            | لا يوجد | الرسوم الصخرية التي كُشف عنها في موقع معابد باربار تعتبر واحدة من أقدم الرسوم الصخرية في البحرين وتعود لفترة دلمون فقد عُثر على إحدى الكتل الحجرية ذات الأوجه المستوية والموجودة عند درجات سلم المعبد الثاني الرابطة بين بئر الماء المقدس والمعبد عثر على رسومات لأشكال آدمية تتميز ببساطة أشكالها واسلوب تنفيذها حيث نُفذت بأسلوب الحفر غير العميق أو بما يعرف بأسلوب الحز او الكشط ويُظهر هذا الرسم رجلان أحدهما أصغر من الآخر ويحمل في إحدى يديه المرفوعتان للأعلى لربما شعلة من نار فيما يحمل في اليد الأخرى كما يبدو أغصان أشجار أو نبات وبمقابل هذا الرجل يقف رجل آخر أكبر حجما ينحني بجسمه للخلف في هيئة الخائف والمدافع عن نفسه كما يمكن تفسير هذه الرسومات على أن الرجل الأصغر هو أحد الكهنة أو المتعبدين الذي يهم بدخول المعبد بعد تطهره في البئر حاملا في يده شعلة من نار ليطرد الروح الشريرة والمتمثلة في الرجل الواقف أمامه بينما يحمل في اليد الأخرى الطعام أو القرابين للآلهة وبما أن هذه الكتلة الحجرية تقع الى شمال الشخص الداخل للمعبد من السلم المؤدي لمكان العبادة والمرتبط ببئر الماء المقدسة فهذه تعتبر لوحة فنية يمكن للمتعبد ان ينظر اليها قبل دخوله للمعبد لممارسة طقوس العبادة | الفريق الدنماركي                                                                                               | غير محدد | [ 2 ]                                                               |
| شاهد قبر ABN1 | البحرين                  | البلاد القديمة، البحرين | غير مصنف                                                    | غير محدد                                      | غير محدد                                       | لا يوجد | أ: - تَتَنَزَّلُ عَلَيْهِمُ الْمَلَائِكَةُ أَلَّا تَخَافُوا وَلَا تَحْزَنُوا وَأَبْشِرُوا بِالْجَنَّةِ الَّتِي كُنتُمْ تُوعَدُونَ، نَحْنُ أَوْلِيَاؤُكُمْ فِي الْحَيَاةِ الدُّنْيَا وَفِي الْآخِرَةِ وَلَكُمْ فِيهَا مَا تَشْتَهِي أَنفُسُكُمْ وَلَكُمْ فِيهَا مَا تَدَّعُونَ، نُزُلًا - مِّنْ غَفُورٍ رَّحِيمٍ، جَنَّاتِ عَدْنٍ مُّفَتَّحَةً لَّهُمُ الْأَبْوَابُ، مُتَّكِئِينَ فِيهَا يَدْعُونَ فِيهَا بِفَاكِهَةٍ كَثِيرَةٍ وَشَرَابٍ، وَعِندَهُمْ قَاصِرَاتُ الطَّرْفِ أَتْرَابٌ، هَٰذَا مَا تُوعَدُونَ لِيَوْمِ الْحِسَابِ، والحمد لله وحده. ب: - بسم الله الرحمن الرحيم، اللّهُ لاَ إِلَـهَ إِلاَّ هُوَ الْحَيُّ الْقَيُّومُ لاَ تَأْخُذُهُ سِنَةٌ وَلاَ نَوْمٌ لَّهُ مَا فِي السَّمَاوَاتِ وَمَا فِي الأَرْضِ مَن ذَا الَّذِي يَشْفَعُ عِنْدَهُ إِلاَّ بِإِذْنِهِ يَعْلَمُ مَا بَيْنَ أَيْدِيهِمْ وَمَا خَلْفَهُمْ وَلاَ يُحِيطُونَ. - بِشَيْءٍ مِّنْ عِلْمِهِ إِلاَّ بِمَا شَاء وَسِعَ كُرْسِيُّهُ السَّمَاوَاتِ وَالأَرْضَ وَلاَ يَؤُودُهُ حِفْظُهُمَا وَهُوَ الْعَلِيُّ الْعَظِيمُ، صدق الله العلي العظيم، وصدق رسوله النبي الكريم، وصدق علي امير الممنين (المؤمنين)، والحمدلله رب العالمين. ج: - قراءة جزء من كتاب الله العزيز بحاصل من ... بعد ... الصير ... ض. - يخرج منها ست قرانات محمديات، السيد عبدالله بن السيد نصر على بربورة موقعها السحرمو. د: - هذا ضريح المرحوم المبرور المقدس الشيخ سالم بن الاقدس - الشيخ عبدالوهاب توفي في خامس عشر جميدي (جمادى) الثانية سنة 1103هـ. هـ: - كتبه الأقل حسين بن علي زين الدين عفى عنهم في صفر سنة 1103هـ. - طبت يا قبر حيث واريت شيخا سالم كاملا عليما خبيرا - قدس الله روحه وحباه كرما منه جنة وحريرا - نقشه الاقل السيد ناصر بن السيد هاشم الحسيني | سلمان المحاري - تيموثي إنسول - راشيل ماكلين                                                                    | غير محدد | [ 2 ]                                                               |
| شاهد قبر ABN 40 | البحرين                  | البلاد القديمة، البحرين | غير مصنف                                                    | غير محدد                                      | غير محدد                                       | لا يوجد | أ: - يَطُوفُ عَلَيْهِمْ وِلْدَانٌ مُّخَلَّدُونَ، بِأَكْوَابٍ وَأَبَارِيقَ وَكَأْسٍ مِّن مَّعِينٍ لَا يُصَدَّعُونَ عَنْهَا وَلَا يُنزِفُونَ وَفَاكِهَةٍ مِّمَّا يَتَخَيَّرُونَ وَلَحْمِ طَيْرٍ مِّمَّا يَشْتَهُونَ، وَحُورٌ عِينٌ كَأَمْثَالِ اللُّؤْلُؤِ الْمَكْنُونِ جَزَاء بِمَا كَانُوا يَعْمَلُونَ لَا يَسْمَعُونَ فِيهَا لَغْوًا وَلَا تَأْثِيمًا إِلَّا قِيلًا سَلَامًا سَلَامًا - ... بِصِحَافٍ مِّن ذَهَبٍ وَأَكْوَابٍ وَفِيهَا مَا تَشْتَهِيهِ الْأَنفُسُ وَتَلَذُّ الْأَعْيُنُ وَأَنتُمْ فِيهَا خَالِدُونَ وَتِلْكَ الْجَنَّةُ الَّتِي أُورِثْتُمُوهَا بِمَا كُنتُمْ تَعْمَلُونَ لَكُمْ فِيهَا فَاكِهَةٌ كَثِيرَةٌ مِنْهَا تَأْكُلُونَ كُلُوا وَاشْرَبُوا هَنِيئًا بِمَا كُنتُمْ تَعْمَلُونَ صدق الله العلي العظيم ب: - بسم الله الرحمن الرحيم، اللّهُ لاَ إِلَـهَ إِلاَّ هُوَ الْحَيُّ الْقَيُّومُ لاَ تَأْخُذُهُ سِنَةٌ وَلاَ نَوْمٌ لَّهُ مَا فِي السَّمَاوَاتِ وَمَا فِي الأَرْضِ مَن ذَا الَّذِي يَشْفَعُ عِنْدَهُ إِلاَّ بِإِذْنِهِ يَعْلَمُ مَا بَيْنَ أَيْدِيهِمْ وَمَا خَلْفَهُمْ وَلاَ يُحِيطُونَ بِشَيْءٍ مِّنْ عِلْمِهِ إِلاَّ - بِمَا شَاء وَسِعَ كُرْسِيُّهُ السَّمَاوَاتِ وَالأَرْضَ وَلاَ يَؤُودُهُ حِفْظُهُمَا وَهُوَ الْعَلِيُّ الْعَظِيمُ. جَنَّاتِ عَدْنٍ مُّفَتَّحَةً لَّهُمُ الْأَبْوَابُ، مُتَّكِئِينَ فِيهَا يَدْعُونَ فِيهَا بِفَاكِهَةٍ كَثِيرَةٍ وَشَرَابٍ وَعِندَهُمْ قَاصِرَاتُ الطَّرْفِ أَتْرَابٌ، صدق الله العظيم. جـ: - القراة (القراءة) كل يوم جزأن من كتاب الله العزيز بجلتين سالمة ... من منها جلة في قفل الخراجات، ونصف جلة في قفل الغربي (و) نصف جلة في الشرقي والصبخة د: - كانت وفاة المرحومة المبرورة ميمو (ميمونة) بنت المرحوم الحاج علي بن محمد - المنامي في يوم تاسع من شهر صفر سنة الثامنة والماية بعد الالف من الهجرة النبوبة هـ: - كتبه الاقل علي بن حسين بن زين الدين عفى الله عنهم - نور الله تربة حوت الشمس، وابكى بها عيون الغمامِ - فعزيز علي (على) العفاف توار بها، وبالرغم كونها في الرغام - نقشه السيد الاجل ناصر بن السيـ ...ا ... الحسيني عفي عنهما، سنة 1110 | سلمان المحاري - تيموثي إنسول - راشيل ماكلين                                                                    | غير محدد | [ 2 ]                                                               |
| شاهد قبر ABN11 | البحرين                  | البلاد القديمة، البحرين | غير مصنف                                                    | غير محدد                                      | غير محدد                                       | لا يوجد | أ: - ... يَا عِبَادِ لَا خَوْفٌ عَلَيْكُمُ الْيَوْمَ وَلَا أَنتُمْ تَحْزَنُونَ. ادْخُلُوا الْجَنَّةَ أَنتُمْ وَأَزْوَاجُكُمْ تُحْبَرُونَ، يُطَافُ عَلَيْهِم بِصِحَافٍ مِّن ذَهَبٍ وَأَكْوَابٍ - وَفِيهَا مَا تَشْتَهِيهِ الْأَنفُسُ وَتَلَذُّ الْأَعْيُنُ وَأَنتُمْ فِيهَا خَالِدُونَ. وَتِلْكَ الْجَنَّةُ الَّتِي أُورِثْتُمُوهَا بِمَا كُنتُمْ تَعْمَلُونَ لَكُمْ فِيهَا فَاكِهَةٌ كَثِيرَةٌ مِنْهَا تَأْكُلُونَ ب: - بسم الله الرحمن الرحيم، يُبَشِّرُهُمْ رَبُّهُم بِرَحْمَةٍ مِّنْهُ وَرِضْوَانٍ وَجَنَّاتٍ لَّهُمْ فِيهَا نَعِيمٌ مُّقِيمٌ، خَالِدِينَ فِيهَا أَبَدًا إِنَّ اللّهَ عِندَهُ أَجْرٌ عَظِيمٌ - جَنَّاتُ عَدْنٍ يَدْخُلُونَهَا وَمَنْ صَلَحَ مِنْ آبَائِهِمْ وَأَزْوَاجِهِمْ وَذُرِّيَّاتِهِمْ وَالمَلاَئِكَةُ يَدْخُلُونَ عَلَيْهِم مِّن كُلِّ بَابٍ، سَلاَمٌ عَلَيْكُم بِمَا صَبَرْتُمْ فَنِعْمَ عُقْبَى الدَّارِ جـ: - كُلُّ مَنْ عَلَيْهَا فَانٍ ... - ... جزء... يوم ... من ... العظيم ... د: - المرحوم السعيد نور الله ضريحه - عاش اربعة وعشرون سنة - هذا ضريح الصدر المعظم المرحوم السعيد - زين الدنيا والدين علي بن المولى المعظم زين - الدنيا والدين محمد بن احمد بن سعيد بن معالي - توفي في الثالث عشر جمادى الاخر سنة سبع وسبعماية هـ: - يقرا ... في كل يوم ثلثا ... كما... | سلمان المحاري - تيموثي إنسول - راشيل ماكلين                                                                    | غير محدد | [ 2 ]                                                               |
| شاهد قبر ABN4 | البحرين                  | البلاد القديمة، البحرين | غير مصنف                                                    | غير محدد                                      | غير محدد                                       | لا يوجد | أ : - جَنَّاتِ عَدْنٍ مُّفَتَّحَةً لَّهُمُ الْأَبْوَابُ مُتَّكِئِينَ فِيهَا يَدْعُونَ فِيهَا بِفَاكِهَةٍ كَثِيرَةٍ وَشَرَابٍ وَعِندَهُمْ قَاصِرَاتُ الطَّرْفِ أَتْرَابٌ، هَذَا مَا تُوعَدُونَ لِيَوْمِ الْحِسَابِ، إِنَّ هَذَا لَرِزْقُنَا مَا لَهُ مِن نَّفَادٍ إِنَّ أَصْحَابَ الْجَنَّةِ الْيَوْمَ فِي شُغُلٍ فَاكِهُونَ هُمْ وَأَزْوَاجُهُمْ فِي ظِلَالٍ عَلَى الْأَرَائِكِ - تَتَنَزَّلُ عَلَيْهِمُ الْمَلَائِكَةُ أَلَّا تَخَافُوا وَلَا تَحْزَنُوا وَأَبْشِرُوا بِالْجَنَّةِ الَّتِي كُنتُمْ تُوعَدُونَ، نَحْنُ أَوْلِيَاؤُكُمْ فِي الْحَيَاةِ الدُّنْيَا وَفِي الْآخِرَةِ وَلَكُمْ فِيهَا مَا تَشْتَهِي أَنفُسُكُمْ وَلَكُمْ فِيهَا مَا تَدَّعُونَ، نُزُلًا مِّنْ غَفُورٍ رَّحِيمٍ رب اغفر ب : - بسم الله الرحمن الرحيم، اللّهُ لاَ إِلَـهَ إِلاَّ هُوَ الْحَيُّ الْقَيُّومُ لاَ تَأْخُذُهُ سِنَةٌ وَلاَ نَوْمٌ لَّهُ مَا فِي السَّمَاوَاتِ وَمَا فِي الأَرْضِ مَن ذَا الَّذِي يَشْفَعُ عِنْدَهُ إِلاَّ بِإِذْنِهِ يَعْلَمُ مَا بَيْنَ أَيْدِيهِمْ وَمَا خَلْفَهُمْ - وَلاَ يُحِيطُونَ بِشَيْءٍ مِّنْ عِلْمِهِ إِلاَّ بِمَا شَاء وَسِعَ كُرْسِيُّهُ السَّمَاوَاتِ وَالأَرْضَ وَلاَ يَؤُودُهُ حِفْظُهُمَا وَهُوَ الْعَلِيُّ الْعَظِيمُ، لاَ إِكْرَاهَ فِي الدِّينِ قَد تَّبَيَّنَ الرُّشْدُ مِنَ الْغَيِّ فَمَنْ يَكْفُرْ بِالطَّاغُوتِ وَيُؤْمِن بِاللّهِ فَقَدِ اسْتَمْسَكَ بِالْعُرْوَةِ الْوُثْقَىَ لاَ انفِصَامَ لَهَا وَاللّهُ سَمِيعٌ عَلِيمٌ ج : - (قراءة) ...وظيفة ... يوم ... من كتاب الله - لكل شهر محمدية من حاصل النخل المعروف بالصيـ ... بمني ... د : - هذا ضريح المخدرة مدينة بنت الشيخ الاواه عبدالله بن الشيخ ابراهيم الماحوزي - المتولدة من بنت السيد جعفر المتوفية بحادي شهر ربيع الاول لسنة الثالثة عشر والمائة والالف هـ : - رسمه الفقير الجاني علي بن عبدالله بن عبدالصمد الاصبعي البحراني - قبور حسبناها نجوم مضيئة ... - هذا ما نقشه الحقير السيد ناصر بن السيد هاشم الاصبعي البحراني | سلمان المحاري - تيموثي إنسول - راشيل ماكلين                                                                    | غير محدد | [ 2 ]                                                               |
| النقش الثاني لسد معاویة | السعودية                 | على بعد حوالي 20 میل غرب الطائف - المملكة العربية السعودية | غير مصنف                                                    | 7                                             | 7                                              | لا يوجد | ١-إن الله وملائكته ٢-یصلون على النبي یاأيها الذین ٣-آمنو صلوا عليه وسلموا ٤-تسلیما وكتب عبد الله بن تامین ٥-محمد بن مهرن | كارل س. تويتشل                                                                                                 | غير محدد | [ 2 ]                                                               |
| شاهد قبر JBH 11 | البحرين                  | جبلة حبشي - مملكة البحرين | غير مصنف                                                    | 7                                             | 7                                              | لا يوجد | أ: - السَّمَاوَاتِ وَالأَرْضَ وَلاَ يَؤُودُهُ حِفْظُهُمَا وَهُوَ الْعَلِيُّ الْعَظِيمُ. وَسِيقَ الَّذِينَ اتَّقَوْا رَبَّهُمْ إِلَى الْجَنَّةِ زُمَرًا حَتَّى إِذَا - جَاؤُوهَا وَفُتِحَتْ أَبْوَابُهَا وَقَالَ لَهُمْ خَزَنَتُهَا سَلَامٌ عَلَيْكُمْ طِبْتُمْ فَادْخُلُوهَا خَالِدِينَ ب: - بسم الله الرحمن الرحيم، اللّهُ لاَ إِلَـهَ إِلاَّ هُوَ الْحَيُّ الْقَيُّومُ لاَ تَأْخُذُهُ سِنَةٌ وَلاَ نَوْمٌ لَّهُ مَا فِي السَّمَاوَاتِ وَمَا فِي - الأَرْضِ مَن ذَا الَّذِي يَشْفَعُ عِنْدَهُ إِلاَّ بِإِذْنِهِ يَعْلَمُ مَا بَيْنَ أَيْدِيهِمْ وَمَا خَلْفَهُمْ وَلاَ يُحِيطُونَ بِشَيْءٍ مِّنْ عِلْمِهِ إِلاَّ بِمَا شَاء وَسِعَ كُرْسِيُّهُ جـ: - رقمه المعتصم بربه الاوحد عبدالمحسن بن محمد - نقشه الواثق بربه العلي سلمان بن علي 1007 د: - كان اندراج المحبور عبدالسلام بن ناصر - الحق المنار العامر (باقر) لثامنه من شهر ربيع - الاخر بعد الثلاثة والالف من هجرة النبي الطاهر هـ: - نقش القضاء على الحجر ... الموت محتوم القدر - والقبر من احدى العبر ... يتبعها الاثر | سلمان المحاري - تيموثي إنسول - راشيل ماكلين                                                                    | غير محدد | [ 2 ]                                                               |
| نقش عربي | عمان                     | غير محدد | غير مصنف                                                    | غير محدد                                      | غير محدد                                       | نقش مع عبارات مرتبة بشكل متقاطع | غير محددة | غير محدد | غير محدد | [ 2 ]                                                               |
| نقش قبر | عمان                     | غير محدد | غير مصنف                                                    | غير محدد                                      | غير محدد                                       | يتكون نقش القبر من قصيدة لإحياء ذكرى عالم اليعربي ويحتوي 15 آية | غير محددة | غير محدد | غير محدد | [ 2 ]                                                               |
| تفريغ شاهد قبر | المغرب                   | غير محدد | ليست لغة                                                    | غير محدد                                      | غير محدد                                       | نقوش غالبًا من العصر البرونزي، وليست مكتوبة بأي لغة، وهي خطوط وفي المنتصف يوجد رسم لإنسان | غير محددة | غير محدد | غير محدد | [ 2 ]                                                               |
| نقش قبر | عمان                     | غير محدد | غير مصنف                                                    | غير محدد                                      | غير محدد                                       | نقش ضريح بهوامش مزخرفة من الهيملي | غير محددة | غير محدد | غير محدد | [ 2 ]                                                               |
| نقش عجل بن هفعم | السعودية                 | قرية الفاو | المسند                                                      | غير محدد                                      | غير محدد                                       | لا يوجد | غير محددة | غير محدد | غير محدد | [ 7 ] [ 8 ] [ 9 ] [ 10 ]                                            |
| نقش تيماء الهيروغليفي | السعودية                 | تيماء - منطقة تبوك - المملكة العربية السعودية | هيروغليفي مصري                                              | غير محدد                                      | غير محدد                                       | لا يوجد | غير محددة | غير محدد | غير محدد | [ 11 ]                                                              |
| نقش أبرهة الحبشي | السعودية                 | مريغان، جنوب السعودية | غير مصنف                                                    | غير محدد                                      | غير محدد                                       | لا يوجد | بقوة الرحمن ومسيحه الملك أبرهة زيبمان ملك سبأ وذو ريدان وحضرموت ويمنات (اليمن) وقبائلهم في الجبال والسواحل، سطر هذا النقش عندما غزا قبيلة معد في غزوة الربيع في شهر ذو الثابة عندما ثاروا كل قبائل بنى عامر و عين الملك (القائد) أبي جبر مع (قبيلة) على (القائد) بشر بن حصن مع (قبيلة) سعد (وقبيلة) مراد وحضروا أمام الجيش ضد بنى عامر وجهت كندة وعلى في وادي ذو مرخ ومراد وسعد في وادي على طريق تربن و ذبحوا وأسروا وغنموا بوفرة وحارب الملك في حلبن (حلبان) واقترب كظل معد وأخذ أسرى، وبعد ذلك فوضوا قبيلة معد عمروا بن المنذر في الصلح فضمنهم ابنه عن أبرهة فعينه حاكماً على معد ورجع أبرهة من حلبن (حلبان) بقوة الرحمن في شهر ذو علان في السنة الثانية والستين وسـستمائة | غير محدد | غير محدد | [ 12 ]                                                              |
| شاهد قبر ميمونة | مالطا                    | قرية شوكية، جزيرة غودش في مالطا | النبطي - كوفي                                               | 12                                            | 12                                             | شاهد قبر من الرخام من القرن الثاني عشر اكتُشف في قرية شوكية، في جزيرة غودش في مالطا يعود لفتاة اسمها ميمونة بنت حسان الهذلي. وفقًا للمؤرخ جيوفاني بونيلو، فإن حجر ميمونة هو «بقايا أثرية مذهلة للوجود الإسلامي في مالطا». وهو معروض اليوم في متحف غودش للآثار في قلعة فيكتوريا في غودش | بسم الله الرحمن الرحيم. صلى الله عليه وسلم وأتباعه ، وخلصهم إلى الأبد. الله عظيم وأبدي وقد قضى أن تموت مخلوقاته. وقد شهد على هذا نبي الله . هذا هو قبر ميمونة بنت حسان بن علي الهذلي الملقب بابن السوسي. توفيت - رحمها الله - يوم الخميس السادس عشر من شهر شعبان سنة 569 ، معلنة أن الله واحد لا شريك له ولا مثيل له. انظر بعينك هل في الارض من باقي. او دافع الموت او للموت من راقي. الموت اخرجني قصراً فيا اسفى، لم ينجني منه ابوابي و إغلاقي. وصرت رهناً بما قدمت من عمل محصى على وما خلفته باقي . يا من رأى القبر اني قد بليت به ، والترب غبر اجفاني وآماقى. في مضجعي ومقامي في البلا عبر، وفي نشوري اذا ماجئت خلاقي. اخي فجد وتب. | غير محدد | غير محدد | [ 13 ]                                                              |
| نقش حران | سوريا                    | قرية حران، السويداء، جنوب دمشق | عربي شمالي قديم                                             | 6                                             | 6                                              | إهداء مسيحي ثنائي اللغة العربية-يونانية في ذكرى الاستشهاد، يحتوي النقش على قسم واحد باللغة اليونانية وآخر باللغة العربية القديمة ، وعلى الرغم من تداخل المحتوى بين الاثنين، إلا أن هناك أيضًا اختلافات جوهرية. ربما كان استخدام اللغة العربية في تكوين النقش مهمًا للهوية الثقافية للمؤلفين، وإلا كانت اللغة اليونانية لغة الغساسنة. | - اليوناني: أسرائيل بن طالموس الفيلارك أسس صرح الشهيد القديس يوحنا هذا في السنة الأولى من الإفتاء سنة 463.112 ليتذكر الكاتب - العربي: 1. انا شراحيل بن طلمو بنيت ذا (هذا) المرطول 2. سنت (سنة) 463 [568ميلادي] بعد مفسد 3. خيبر 4. بعم (بعام) | غير محدد | غير محدد | [ 14 ]                                                              |
| نقش دومة الجندل (DaJ144PAr1) | السعودية                 | دومة الجندل، السعودية | عربي شمالي قديم                                             | 6                                             | 6                                              | نقش مسيحي عربي مكتوب بالخط العربي القديم اكتشف في دومة الجندل بالسعودية. النقش مكتوب في منتصف يسار حجر رملي فوق نقش عربي نبطي. تحتوي الصخرة أيضا على رسومات لأربعة لأربع نوق وجمل ووعل | غير محددة | غير محدد | غير محدد | [ 15 ]                                                              |
| نقش زبد ثلاثي اللغات | سوريا                    | قرية زبد | عربي شمالي قديم                                             | 6                                             | 6                                              | نقش مسيحي يحتوي على ثلاث لغات يحتوي على النصوص باللغات اليونانية والسريانية والعربية القديمة . تم كتابة هذا النقش في قرية زبد في سوريا عام 512 م، وهو يُكرّس بناء كنيسة، المُسماة كنيسة القديس سرجيوس | غير محددة | غير محدد | غير محدد | [ 16 ]                                                              |
| نقش يزيد | الأردن                   | 12 كم جنوب شرق قصر برقع في شمال شرق الأردن | عربي شمالي قديم                                             | غير محددة                                     | غير محددة                                      | يتكون من أربع كلمات فقط وصليب مسيحي. ومن الجدير بالذكر أنها تذكر شخصية معينة تُعرف باسم "يزيد الملك" | غير محددة | غير محدد | غير محدد | [ 17 ]                                                              |
| نقش أم الجمال العربي القديم | الأردن                   | منطقة حوران في الأردن | عربي شمالي قديم                                             | غير محددة                                     | غير محددة                                      | نقش عربي قديم غير مؤرخ، محفور على قاعدة أعمدة مصنوعة من البازلت، ويقع في الجزء الشمالي من "الكنيسة المزدوجة" بموقع أم الجمال | غير محددة | غير محدد | غير محدد | [ 15 ]                                                              |
| نقوش حمى العربية القديمة | السعودية                 | نجران | غير محددة                                                   | غير محددة                                     | غير محددة                                      | غير محدد | غير محددة | غير محدد | غير محدد | [ 18 ]                                                              |
| نقوش الروافة | السعودية                 | قرب تبوك | غير محددة                                                   | غير محددة                                     | غير محددة                                      | غير محدد | من أجل البقاء الأبدي لسادة حكام العالم الإلهين الكبار: العظيم أغسطس قاهري الأرمنيين ماركوس أورليوس أنطونيوس ولوشيوس أورليوس فيروس، قام زعماء اتحاد الثموديين بانشاء هذا المعبد تحت رعايه ودعم أنتيستيوس أدفنتوس الحاكم المنتدب لاغسطس والذي شجعهم | غير محدد | غير محدد | [ 19 ] [ 20 ]                                                       |
| نقوش مدبا النبطية | الأردن                   | مدينة مدبا |                                                             | 1                                             | 1                                              | | | | غير محدد |                                                                     |
| نقش جبل سيس | سوريا                    | جبل سيس |                                                             | 6                                             | 6                                              | | | | غير محدد |                                                                     |
| نقش أم بريرة | السعودية                 | تبوك |                                                             | 6                                             | 7                                              | | | | غير محدد |                                                                     |
| نقش ري الزلالة | السعودية                 | الطائف | عربي شمالي قديم                                             | 6                                             | 6                                              | | | | غير محدد | [ 21 ]                                                              |
| نقش جبل ضبوب | اليمن                    | منطقة الضالع |                                                             | 6                                             | 6                                              | | | | غير محدد | [ 22 ]                                                              |
| نقش زيد عنان 11 | اليمن                    | |                                                             | 3                                             | 3                                              | | | | قصيدة عربية قديمة |                                                                     |
| النقش جيه 6 | اليمن                    | |                                                             | 5                                             | 5                                              | | | | غير محدد |                                                                     |
| النقش جيه 541 | اليمن                    | |                                                             | 6                                             | 6                                              | | | | غير محدد |                                                                     |
| النقش دجي 23 | اليمن                    | |                                                             | غير محدد                                      | غير محدد                                       | | | | غير محدد |                                                                     |
| النقش جا 1028 | اليمن و السعودية         | |                                                             | غير محدد                                      | غير محدد                                       | | | | غير محدد |                                                                     |
| النقش جسناب 17 | اليمن                    | |                                                             | 3                                             | 3                                              | | | | غير محدد |                                                                     |
| النقش يم 1200 | اليمن                    | |                                                             | 5                                             | 5                                              | | | | غير محدد |                                                                     |
| نقش ترنيمة الشمس | اليمن                    | |                                                             |                                               |                                                | | | | غير محدد |                                                                     |

## طالِع أيضًا
- النقوش العربية قبل الإسلام
- قائمة أماكن المخطوطات الإسلامية
- نقش شانديري لعلاء الدين خالجي

## روابط خارجية
- بوابة النقوش العربية